# 1955
Portal Geschichte | Portal Biografien | Aktuelle Ereignisse | Jahreskalender | Tagesartikel

◄ |
19. Jahrhundert |
20. Jahrhundert
| 21. Jahrhundert

◄ |
1920er |
1930er |
1940er |
1950er
| 1960er | 1970er | 1980er | ►

◄◄ |
◄ |
1951 |
1952 |
1953 |
1954 |
1955
| 1956 | 1957 | 1958 | 1959 | ► | ►►
Staatsoberhäupter · Wahlen · Nekrolog   · Musikjahr · Filmjahr · Rundfunkjahr · Sportjahr
| Januar | Januar | Januar | Januar | Januar | Januar | Januar | Januar |
| Kw     | Mo     | Di     | Mi     | Do     | Fr     | Sa     | So     |
| ------ | ------ | ------ | ------ | ------ | ------ | ------ | ------ |
| 52     |        |        |        |        |        | 1      | 2      |
| 1      | 3      | 4      | 5      | 6      | 7      | 8      | 9      |
| 2      | 10     | 11     | 12     | 13     | 14     | 15     | 16     |
| 3      | 17     | 18     | 19     | 20     | 21     | 22     | 23     |
| 4      | 24     | 25     | 26     | 27     | 28     | 29     | 30     |
| 5      | 31     |        |        |        |        |        |        |

| Februar | Februar | Februar | Februar | Februar | Februar | Februar | Februar |
| Kw      | Mo      | Di      | Mi      | Do      | Fr      | Sa      | So      |
| ------- | ------- | ------- | ------- | ------- | ------- | ------- | ------- |
| 5       |         | 1       | 2       | 3       | 4       | 5       | 6       |
| 6       | 7       | 8       | 9       | 10      | 11      | 12      | 13      |
| 7       | 14      | 15      | 16      | 17      | 18      | 19      | 20      |
| 8       | 21      | 22      | 23      | 24      | 25      | 26      | 27      |
| 9       | 28      |         |         |         |         |         |         |

| März | März | März | März | März | März | März | März |
| Kw   | Mo   | Di   | Mi   | Do   | Fr   | Sa   | So   |
| ---- | ---- | ---- | ---- | ---- | ---- | ---- | ---- |
| 9    |      | 1    | 2    | 3    | 4    | 5    | 6    |
| 10   | 7    | 8    | 9    | 10   | 11   | 12   | 13   |
| 11   | 14   | 15   | 16   | 17   | 18   | 19   | 20   |
| 12   | 21   | 22   | 23   | 24   | 25   | 26   | 27   |
| 13   | 28   | 29   | 30   | 31   |      |      |      |

| April | April | April | April | April | April | April | April |
| Kw    | Mo    | Di    | Mi    | Do    | Fr    | Sa    | So    |
| ----- | ----- | ----- | ----- | ----- | ----- | ----- | ----- |
| 13    |       |       |       |       | 1     | 2     | 3     |
| 14    | 4     | 5     | 6     | 7     | 8     | 9     | 10    |
| 15    | 11    | 12    | 13    | 14    | 15    | 16    | 17    |
| 16    | 18    | 19    | 20    | 21    | 22    | 23    | 24    |
| 17    | 25    | 26    | 27    | 28    | 29    | 30    |       |

| Mai | Mai | Mai | Mai | Mai | Mai | Mai | Mai |
| Kw  | Mo  | Di  | Mi  | Do  | Fr  | Sa  | So  |
| --- | --- | --- | --- | --- | --- | --- | --- |
| 17  |     |     |     |     |     |     | 1   |
| 18  | 2   | 3   | 4   | 5   | 6   | 7   | 8   |
| 19  | 9   | 10  | 11  | 12  | 13  | 14  | 15  |
| 20  | 16  | 17  | 18  | 19  | 20  | 21  | 22  |
| 21  | 23  | 24  | 25  | 26  | 27  | 28  | 29  |
| 22  | 30  | 31  |     |     |     |     |     |

| Juni | Juni | Juni | Juni | Juni | Juni | Juni | Juni |
| Kw   | Mo   | Di   | Mi   | Do   | Fr   | Sa   | So   |
| ---- | ---- | ---- | ---- | ---- | ---- | ---- | ---- |
| 22   |      |      | 1    | 2    | 3    | 4    | 5    |
| 23   | 6    | 7    | 8    | 9    | 10   | 11   | 12   |
| 24   | 13   | 14   | 15   | 16   | 17   | 18   | 19   |
| 25   | 20   | 21   | 22   | 23   | 24   | 25   | 26   |
| 26   | 27   | 28   | 29   | 30   |      |      |      |

| Juli | Juli | Juli | Juli | Juli | Juli | Juli | Juli |
| Kw   | Mo   | Di   | Mi   | Do   | Fr   | Sa   | So   |
| ---- | ---- | ---- | ---- | ---- | ---- | ---- | ---- |
| 26   |      |      |      |      | 1    | 2    | 3    |
| 27   | 4    | 5    | 6    | 7    | 8    | 9    | 10   |
| 28   | 11   | 12   | 13   | 14   | 15   | 16   | 17   |
| 29   | 18   | 19   | 20   | 21   | 22   | 23   | 24   |
| 30   | 25   | 26   | 27   | 28   | 29   | 30   | 31   |

| August | August | August | August | August | August | August | August |
| Kw     | Mo     | Di     | Mi     | Do     | Fr     | Sa     | So     |
| ------ | ------ | ------ | ------ | ------ | ------ | ------ | ------ |
| 31     | 1      | 2      | 3      | 4      | 5      | 6      | 7      |
| 32     | 8      | 9      | 10     | 11     | 12     | 13     | 14     |
| 33     | 15     | 16     | 17     | 18     | 19     | 20     | 21     |
| 34     | 22     | 23     | 24     | 25     | 26     | 27     | 28     |
| 35     | 29     | 30     | 31     |        |        |        |        |

| September | September | September | September | September | September | September | September |
| Kw        | Mo        | Di        | Mi        | Do        | Fr        | Sa        | So        |
| --------- | --------- | --------- | --------- | --------- | --------- | --------- | --------- |
| 35        |           |           |           | 1         | 2         | 3         | 4         |
| 36        | 5         | 6         | 7         | 8         | 9         | 10        | 11        |
| 37        | 12        | 13        | 14        | 15        | 16        | 17        | 18        |
| 38        | 19        | 20        | 21        | 22        | 23        | 24        | 25        |
| 39        | 26        | 27        | 28        | 29        | 30        |           |           |

| Oktober | Oktober | Oktober | Oktober | Oktober | Oktober | Oktober | Oktober |
| Kw      | Mo      | Di      | Mi      | Do      | Fr      | Sa      | So      |
| ------- | ------- | ------- | ------- | ------- | ------- | ------- | ------- |
| 39      |         |         |         |         |         | 1       | 2       |
| 40      | 3       | 4       | 5       | 6       | 7       | 8       | 9       |
| 41      | 10      | 11      | 12      | 13      | 14      | 15      | 16      |
| 42      | 17      | 18      | 19      | 20      | 21      | 22      | 23      |
| 43      | 24      | 25      | 26      | 27      | 28      | 29      | 30      |
| 44      | 31      |         |         |         |         |         |         |

| November | November | November | November | November | November | November | November |
| Kw       | Mo       | Di       | Mi       | Do       | Fr       | Sa       | So       |
| -------- | -------- | -------- | -------- | -------- | -------- | -------- | -------- |
| 44       |          | 1        | 2        | 3        | 4        | 5        | 6        |
| 45       | 7        | 8        | 9        | 10       | 11       | 12       | 13       |
| 46       | 14       | 15       | 16       | 17       | 18       | 19       | 20       |
| 47       | 21       | 22       | 23       | 24       | 25       | 26       | 27       |
| 48       | 28       | 29       | 30       |          |          |          |          |

| Dezember | Dezember | Dezember | Dezember | Dezember | Dezember | Dezember | Dezember |
| Kw       | Mo       | Di       | Mi       | Do       | Fr       | Sa       | So       |
| -------- | -------- | -------- | -------- | -------- | -------- | -------- | -------- |
| 48       |          |          |          | 1        | 2        | 3        | 4        |
| 49       | 5        | 6        | 7        | 8        | 9        | 10       | 11       |
| 50       | 12       | 13       | 14       | 15       | 16       | 17       | 18       |
| 51       | 19       | 20       | 21       | 22       | 23       | 24       | 25       |
| 52       | 26       | 27       | 28       | 29       | 30       | 31       |          |

| Januar | Januar | Januar | Januar | Januar | Januar | Januar | Januar |
| Kw     | Mo     | Di     | Mi     | Do     | Fr     | Sa     | So     |
| ------ | ------ | ------ | ------ | ------ | ------ | ------ | ------ |
| 52     |        |        |        |        |        | 1      | 2      |
| 1      | 3      | 4      | 5      | 6      | 7      | 8      | 9      |
| 2      | 10     | 11     | 12     | 13     | 14     | 15     | 16     |
| 3      | 17     | 18     | 19     | 20     | 21     | 22     | 23     |
| 4      | 24     | 25     | 26     | 27     | 28     | 29     | 30     |
| 5      | 31     |        |        |        |        |        |        |

| Februar | Februar | Februar | Februar | Februar | Februar | Februar | Februar |
| Kw      | Mo      | Di      | Mi      | Do      | Fr      | Sa      | So      |
| ------- | ------- | ------- | ------- | ------- | ------- | ------- | ------- |
| 5       |         | 1       | 2       | 3       | 4       | 5       | 6       |
| 6       | 7       | 8       | 9       | 10      | 11      | 12      | 13      |
| 7       | 14      | 15      | 16      | 17      | 18      | 19      | 20      |
| 8       | 21      | 22      | 23      | 24      | 25      | 26      | 27      |
| 9       | 28      |         |         |         |         |         |         |

| März | März | März | März | März | März | März | März |
| Kw   | Mo   | Di   | Mi   | Do   | Fr   | Sa   | So   |
| ---- | ---- | ---- | ---- | ---- | ---- | ---- | ---- |
| 9    |      | 1    | 2    | 3    | 4    | 5    | 6    |
| 10   | 7    | 8    | 9    | 10   | 11   | 12   | 13   |
| 11   | 14   | 15   | 16   | 17   | 18   | 19   | 20   |
| 12   | 21   | 22   | 23   | 24   | 25   | 26   | 27   |
| 13   | 28   | 29   | 30   | 31   |      |      |      |

| April | April | April | April | April | April | April | April |
| Kw    | Mo    | Di    | Mi    | Do    | Fr    | Sa    | So    |
| ----- | ----- | ----- | ----- | ----- | ----- | ----- | ----- |
| 13    |       |       |       |       | 1     | 2     | 3     |
| 14    | 4     | 5     | 6     | 7     | 8     | 9     | 10    |
| 15    | 11    | 12    | 13    | 14    | 15    | 16    | 17    |
| 16    | 18    | 19    | 20    | 21    | 22    | 23    | 24    |
| 17    | 25    | 26    | 27    | 28    | 29    | 30    |       |

| Mai | Mai | Mai | Mai | Mai | Mai | Mai | Mai |
| Kw  | Mo  | Di  | Mi  | Do  | Fr  | Sa  | So  |
| --- | --- | --- | --- | --- | --- | --- | --- |
| 17  |     |     |     |     |     |     | 1   |
| 18  | 2   | 3   | 4   | 5   | 6   | 7   | 8   |
| 19  | 9   | 10  | 11  | 12  | 13  | 14  | 15  |
| 20  | 16  | 17  | 18  | 19  | 20  | 21  | 22  |
| 21  | 23  | 24  | 25  | 26  | 27  | 28  | 29  |
| 22  | 30  | 31  |     |     |     |     |     |

| Juni | Juni | Juni | Juni | Juni | Juni | Juni | Juni |
| Kw   | Mo   | Di   | Mi   | Do   | Fr   | Sa   | So   |
| ---- | ---- | ---- | ---- | ---- | ---- | ---- | ---- |
| 22   |      |      | 1    | 2    | 3    | 4    | 5    |
| 23   | 6    | 7    | 8    | 9    | 10   | 11   | 12   |
| 24   | 13   | 14   | 15   | 16   | 17   | 18   | 19   |
| 25   | 20   | 21   | 22   | 23   | 24   | 25   | 26   |
| 26   | 27   | 28   | 29   | 30   |      |      |      |

| Juli | Juli | Juli | Juli | Juli | Juli | Juli | Juli |
| Kw   | Mo   | Di   | Mi   | Do   | Fr   | Sa   | So   |
| ---- | ---- | ---- | ---- | ---- | ---- | ---- | ---- |
| 26   |      |      |      |      | 1    | 2    | 3    |
| 27   | 4    | 5    | 6    | 7    | 8    | 9    | 10   |
| 28   | 11   | 12   | 13   | 14   | 15   | 16   | 17   |
| 29   | 18   | 19   | 20   | 21   | 22   | 23   | 24   |
| 30   | 25   | 26   | 27   | 28   | 29   | 30   | 31   |

| August | August | August | August | August | August | August | August |
| Kw     | Mo     | Di     | Mi     | Do     | Fr     | Sa     | So     |
| ------ | ------ | ------ | ------ | ------ | ------ | ------ | ------ |
| 31     | 1      | 2      | 3      | 4      | 5      | 6      | 7      |
| 32     | 8      | 9      | 10     | 11     | 12     | 13     | 14     |
| 33     | 15     | 16     | 17     | 18     | 19     | 20     | 21     |
| 34     | 22     | 23     | 24     | 25     | 26     | 27     | 28     |
| 35     | 29     | 30     | 31     |        |        |        |        |

| September | September | September | September | September | September | September | September |
| Kw        | Mo        | Di        | Mi        | Do        | Fr        | Sa        | So        |
| --------- | --------- | --------- | --------- | --------- | --------- | --------- | --------- |
| 35        |           |           |           | 1         | 2         | 3         | 4         |
| 36        | 5         | 6         | 7         | 8         | 9         | 10        | 11        |
| 37        | 12        | 13        | 14        | 15        | 16        | 17        | 18        |
| 38        | 19        | 20        | 21        | 22        | 23        | 24        | 25        |
| 39        | 26        | 27        | 28        | 29        | 30        |           |           |

| Oktober | Oktober | Oktober | Oktober | Oktober | Oktober | Oktober | Oktober |
| Kw      | Mo      | Di      | Mi      | Do      | Fr      | Sa      | So      |
| ------- | ------- | ------- | ------- | ------- | ------- | ------- | ------- |
| 39      |         |         |         |         |         | 1       | 2       |
| 40      | 3       | 4       | 5       | 6       | 7       | 8       | 9       |
| 41      | 10      | 11      | 12      | 13      | 14      | 15      | 16      |
| 42      | 17      | 18      | 19      | 20      | 21      | 22      | 23      |
| 43      | 24      | 25      | 26      | 27      | 28      | 29      | 30      |
| 44      | 31      |         |         |         |         |         |         |

| November | November | November | November | November | November | November | November |
| Kw       | Mo       | Di       | Mi       | Do       | Fr       | Sa       | So       |
| -------- | -------- | -------- | -------- | -------- | -------- | -------- | -------- |
| 44       |          | 1        | 2        | 3        | 4        | 5        | 6        |
| 45       | 7        | 8        | 9        | 10       | 11       | 12       | 13       |
| 46       | 14       | 15       | 16       | 17       | 18       | 19       | 20       |
| 47       | 21       | 22       | 23       | 24       | 25       | 26       | 27       |
| 48       | 28       | 29       | 30       |          |          |          |          |

| Dezember | Dezember | Dezember | Dezember | Dezember | Dezember | Dezember | Dezember |
| Kw       | Mo       | Di       | Mi       | Do       | Fr       | Sa       | So       |
| -------- | -------- | -------- | -------- | -------- | -------- | -------- | -------- |
| 48       |          |          |          | 1        | 2        | 3        | 4        |
| 49       | 5        | 6        | 7        | 8        | 9        | 10       | 11       |
| 50       | 12       | 13       | 14       | 15       | 16       | 17       | 18       |
| 51       | 19       | 20       | 21       | 22       | 23       | 24       | 25       |
| 52       | 26       | 27       | 28       | 29       | 30       | 31       |          |

Im Jahr 1955 endet die Besatzungszeit in Österreich, der DDR und der Bundesrepublik, gleichzeitig werden die beiden deutschen Staaten mit der Gründung des Warschauer Pakts bzw. der Aufnahme in die NATO fest in deren Blöcke eingebunden.
Bundeskanzler Konrad Adenauer erreicht auf seiner Moskaureise die Aufnahme diplomatischer Beziehungen zur Sowjetunion und die Heimkehr der letzten deutschen Kriegsgefangenen. Gleichzeitig schließt seine Regierung jedoch die Aufnahme von Beziehungen zur DDR mit der Hallstein-Doktrin aus.
In Montgomery, Alabama wird die Afroamerikanerin Rosa Parks verhaftet, weil sie sich weigert, ihren Sitzplatz im Bus für einen männlichen weißen Fahrgast zu räumen. Der darauffolgende Montgomery Bus Boycott wird zur Geburtsstunde der schwarzen Bürgerrechtsbewegung in den USA.
Mit dem Zusammenschluss der Liberalen und der Demokratischen Partei entsteht in Japan die Liberaldemokratische Partei, die seitdem mit zwei Unterbrechungen (1993–1994 und 2009–2012) die Regierung stellt.

## Ereignisse

### Politik

#### Januar
- 01. Januar: Max Petitpierre wird erneut Bundespräsident der Schweiz.
- 02. Januar: In Panama-Stadt stirbt Panamas Präsident José Antonio Remón Cantera bei einem auf ihn verübten Attentat, das in der Folge ungeklärt bleibt.

#### Februar
- 06. Februar: Gründung des Verbandes Liberaler Akademiker als Seniorenverband Liberaler Studenten in Bonn
- 08. Februar: In der Sowjetunion steigt Verteidigungsminister Nikolai Alexandrowitsch Bulganin zum Vorsitzenden des Ministerrats auf und löst den bisherigen Ministerpräsidenten Georgi Maximilianowitsch Malenkow ab.
- 13. Februar: In seinem Rundfunkappell Cobalt 60 – Gefahr oder Segen für die Menschheit?, der gleichzeitig in Deutschland, Dänemark, Österreich und Norwegen gesendet wird, warnt Otto Hahn die Regierungen und Völker der Welt vor der Herstellung und Anwendung von Atomwaffen. Fünf Tage später wiederholt er seinen Aufruf in englischer Sprache über das internationale Netz der britischen BBC in London.
- 17. Februar: Die Kultusministerkonferenz beschließt im Düsseldorfer Abkommen Vereinheitlichungen im deutschen Schulwesen. Unter anderem erhalten alle höheren Schulen generell die Bezeichnung Gymnasium und Englisch wird zur Pflichtfremdsprache.
- 23. Februar: Erstes Treffen der SEATO-Länder.
- 23. Februar: Bagdad-Pakt zwischen Türkei, Irak und Iran. Gemeinsame Militäroperationen gegen jede kurdische Befreiungsbewegung werden darin vereinbart. Anfang April tritt Großbritannien dem Abkommen bei. Die USA nehmen bei den Treffen einen festen Beobachterstatus ein.

#### März
- 02. März: In Kambodscha dankt König Norodom Sihanouk ab. Er verzichtet zu Gunsten seines Vaters Norodom Suramarit auf den kambodschanischen Thron.
- 05. März: Die alliierten Dienststellen in der Bundesrepublik Deutschland werden aufgelöst. Es ist das Ende der Nachkriegszeit in Deutschland.
- 13. März: In Nepal findet nach dem Tod des Königs Tribhuvan ein Thronwechsel statt. Sein Sohn Mahendra regiert über das Land.
- 31. März: Handelsabkommen zwischen Indien und der Bundesrepublik Deutschland

#### April
- 05. April: Winston Churchill tritt aus gesundheitlichen Gründen als Premierminister von Großbritannien zurück.

#### Mai
- 05. Mai: Die Pariser Verträge treten in Kraft.
- 06. Mai: Die Bundesrepublik Deutschland tritt der NATO bei.
- 14. Mai: Gründung des Warschauer Paktes
- 15. Mai: Unterzeichnung des österreichischen Staatsvertrages

#### Juni

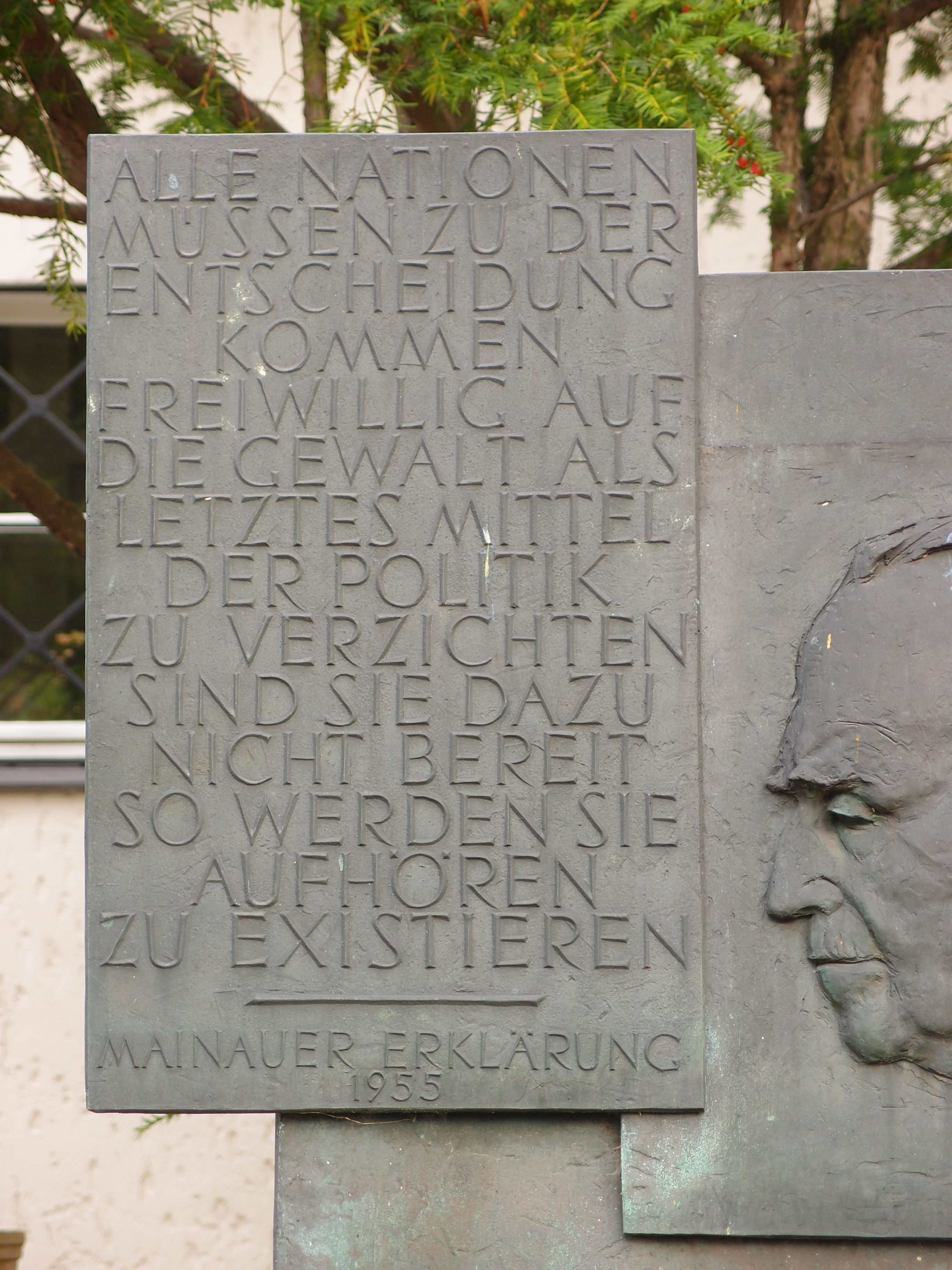
Der letzte Satz der „Mainauer Erklärung“ am Otto Hahn-Denkmal in Berlin-Dahlem, Altensteinstr. 48

- 04. Juni: Die Außenminister der Montanunion beschließen in Messina die Bildung eines Gemeinsamen Marktes und einer Europäischen Atomgemeinschaft.
- 07. Juni: Aus der Dienststelle Blank wird das bundesdeutsche Bundesministerium der Verteidigung.
- 20. Juni: Paraguay wird Mitglied in der UNESCO.
- 21. Juni: Afghanistan, 2. Transitabkommen mit der UdSSR. Inhalt: Ausbau der Salang-Straße und des Flusshafens am Amu Darya u. a.

#### Juli
- 15. Juli: In der „Mainauer Kundgebung“ sprechen sich bei der Tagung der Nobelpreisträger in Lindau auf Initiative Otto Hahns 18 Nobelpreisträger gegen den Einsatz von Kernwaffen aus.
- 18. bis 23. Juli: Genfer Gipfelkonferenz (auch bekannt als Vierer-Konferenz) in der Deutschlandfrage
- 26. Juli: In Ost-Berlin verkündet der sowjetische Parteichef Nikita Chruschtschow die Zwei-Staaten-Theorie. Danach seien auf dem Gebiet des Deutschen Reiches nach dem Zweiten Weltkrieg zwei souveräne Staaten entstanden. Die Deutschlandpolitik der Sowjetunion ändert sich unter diesem Aspekt.
- 27. Juli: Der Österreichische Staatsvertrag tritt offiziell in Kraft.

#### August
- 10. August: Die Regierung der Sowjetunion erlaubt ihren Bürgern Reisen nach Finnland, Schweden und ins sozialistische Ausland.

#### September
- 03. September: Der Deutsche Heimat-Bund, ein prodeutsches Parteienbündnis im Vorfeld der Abstimmung über das Saarstatut, gründet sich.
- 06. September: Pogrom in Istanbul gegen die griechische Minderheit

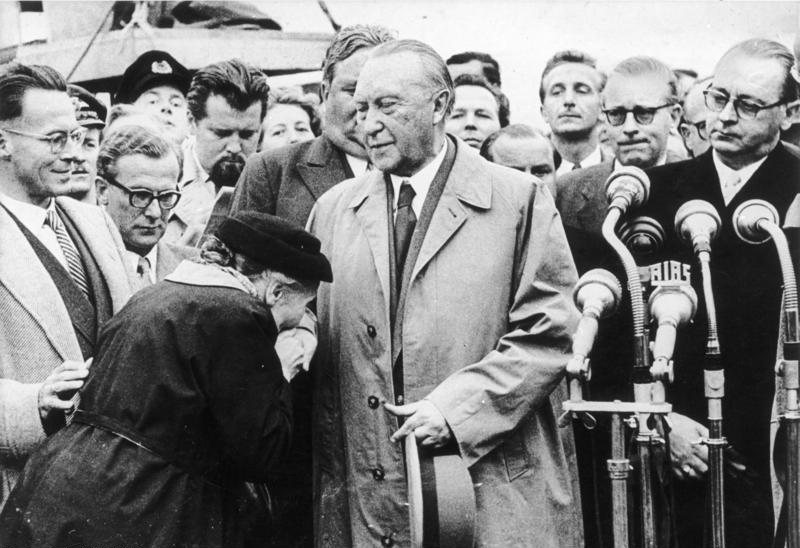
Mutter eines Kriegsgefangenen bedankt sich bei Konrad Adenauer nach dessen Rückkehr aus Moskau, 14. September 1955.

- 08. September: Bundeskanzler Adenauer bewirkt in Moskau die Freilassung der letzten (rd. 10.000) deutschen Kriegsgefangenen.
- 20. September: Die DDR wird von der Sowjetunion zum „souveränen Staat“ erklärt.

#### Oktober
- 05. Oktober: Gründung des Bundesministerium für Atomfragen[1]
- 07. Oktober: Die ersten 600 Spätheimkehrer der „letzten 10.000“ Kriegsgefangenen aus der Sowjetunion treffen in Friedland ein.
- 09. Oktober: Bürgerschaftswahl in Bremen
- 12. Oktober: In Paris wird die Internationale Organisation für das gesetzliche Messwesen gegründet.

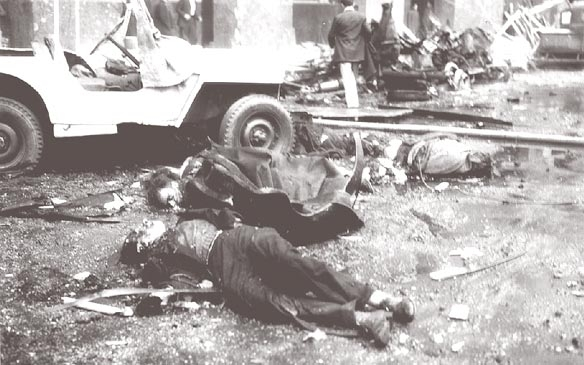
Plaza de Mayo: Bombardierungsopfer

- 16. Oktober: Die argentinische Luftwaffe bombardiert die Plaza de Mayo in Buenos Aires, auf der sich paramilitärische Gewerkschaftsverbände mit Armeeeinheiten Gefechte liefern. Peronisten haben nach dem Putsch gegen Staatspräsident Juan Perón zum Widerstand gegen das neue Regime aufgerufen.
- 22. Oktober: Prinz Norodom Sihanouk wird Ministerpräsident in Kambodscha. Er verkündet in Phnom Penh, dass das Land strikte Neutralität wahren wolle.
- 23. Oktober: Saarabstimmung: Die saarländische Bevölkerung lehnt das Saarstatut ab.
- 25. Oktober: Der letzte Besatzungssoldat verlässt Österreich.
- 26. Oktober: Österreich beschließt die immerwährende Neutralität durch Verabschiedung des Neutralitätsgesetzes.

#### November
- 06. November: In der Nacht vom 6. zum 7. November findet das von der türkischen Regierung unter Adnan Menderes landesweit inszenierte Pogrom gegen Christen und Juden mit schwersten Menschenrechtsverletzungen und Sachschäden statt.
- 09. November: Das Bundesverfassungsgericht urteilt, dass in Deutschland lebende Österreicher, die mit dem Anschluss 1938 die deutsche Staatsbürgerschaft bekamen, sie mit der Souveränität Österreichs verloren haben.
- 12. November: die ersten 101 Freiwilligen der neuen Bundeswehr werden in Bonn von Theodor Blank (Behördenleiter des Amtes Blank; 1955–1956 Verteidigungsminister) vereidigt.

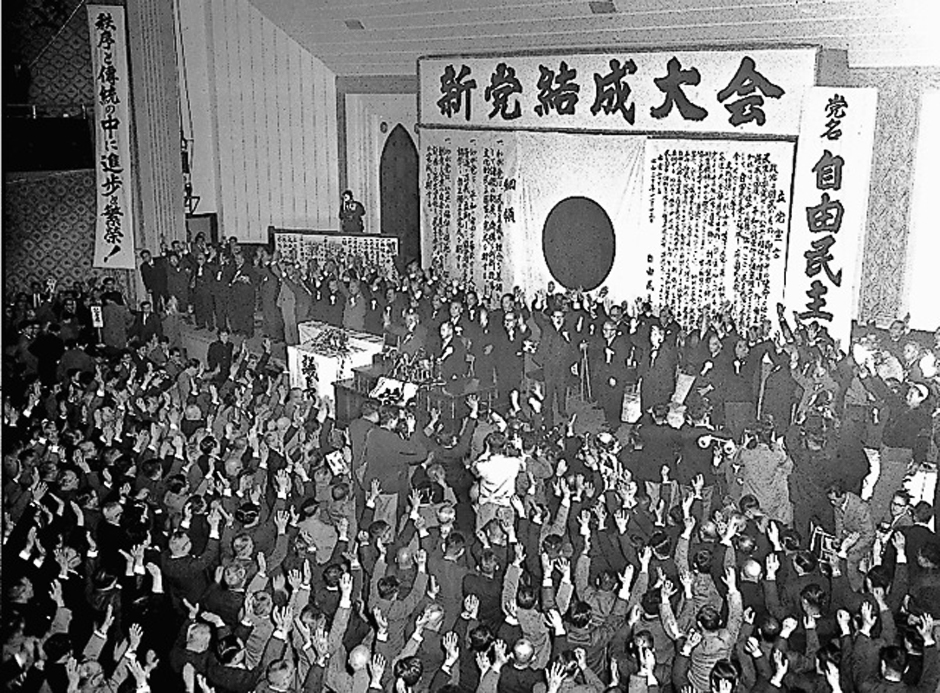
Gründungsparteitag der LDP

- 15. November: Zusammenschluss der Liberalen und der Demokratischen Partei zur Liberaldemokratischen Partei in Japan.

#### Dezember
- 01. Dezember: Rosa Parks wird in Montgomery, Alabama USA verhaftet, weil sich die Afroamerikanerin weigerte, ihren Sitzplatz im Bus für einen männlichen weißen Fahrgast zu räumen.

Flagge des Europarates/Europaflagge

- 08. Dezember: Der Europarat beschließt sein Emblem: Eine blaue Flagge mit zwölf goldenen Sternen.
- 14. Dezember: Ungarn, Spanien, Ceylon, Nepal, Österreich, Portugal, Rumänien, Laos, Libyen, Jordanien, Kambodscha, Irland, Italien, Finnland, Bulgarien und Albanien werden Mitglieder der Vereinten Nationen.
- 20. Dezember: Cardiff wird durch den britischen Minister für Wales zur Hauptstadt von Wales erklärt.[2]
- 20. Dezember: Die Bundesrepublik Deutschland schließt mit Italien ein Anwerbeabkommen zur Anwerbung und Vermittlung von italienischen Arbeitskräften (Gastarbeitern).

### Wirtschaft
- 09. Februar: Die US-Gewerkschaften AFL und CIO schließen sich zur Einheitsgewerkschaft AFL-CIO zusammen.
- 01. April: In Felsberg-Berus nimmt der Privatsender „Europa 1“ den Sendebetrieb auf. Er darf auch nach der Angliederung des Saarlands seinen Sendebetrieb weiterführen und bleibt bis 1983 der einzige private Rundfunksender auf deutschem Boden.
- 01. April: Der erste Flug der Lufthansa nach dem Krieg von Hamburg nach München
- 04. Juni: Im Bezirk Dresden setzt die Deutsche Post der DDR erstmals die Röntgentechnik ein, um aus der Bundesrepublik Deutschland stammende Pakete inhaltlich zu kontrollieren.
- 04. Oktober: Der Citroën DS 19 erscheint, der sich durch seine stromlinienförmige Karosserie und einer Hydropneumatik in der Federung von Autos der Konkurrenten unterscheidet.

### Wissenschaft und Technik
- 02. Januar: Der Inka-Tempel Paititi wird von Hans Ertl in der Nähe des Rio Chinijo entdeckt.
- 02. Februar: Bei der Siedlung Tjuratam beginnt die Sowjetunion mit dem Bau eines Testgeländes für Interkontinentalraketen, das sich zum Kosmodrom Baikonur entwickelt.
- 13. Februar: Im indischen Bundesstaat Gujarat beginnt die Archaeological Survey of India mit der Ausgrabung der Stadt Lothal, die der Indus-Kultur im Altertum zuzurechnen ist.
- 02. März: Die Dassault Super Mystère, das erste europäische Überschallflugzeug, absolviert ihren Erstflug.
- 12. März: Der in Frankreich produzierte Hubschrauber Alouette II steigt zu seinem Erstflug auf.
- 12. April: In den USA wird der Salk-Impfstoff gegen Kinderlähmung erfolgreich getestet.
- 06. Juni: Jean Boulet (Frankreich) erreicht mit einem Hubschrauber SE 3130 „Alouette II“ 8.209 m Höhe: Weltrekord.
- 05. Juni: Die erste Atomuhr geht in England in Betrieb.
- 10. Juni: Der Grundstein für das europäische Kernforschungslabor CERN wird gelegt.
- 12. Juni: Erstflug des Leichtflugzeugs Cessna 172; der Typ wird 2025 immer noch gebaut und ist der meistgebaute Flugzeugtyp der Welt.
- 09. Juli: Der Philosoph Bertrand Russell veröffentlicht in London das von ihm und weiteren zehn Wissenschaftlern unterzeichnete Russell-Einstein-Manifest, das sich mit den Folgen eines Einsatzes von Kernwaffen beschäftigt.
- 28. Juli: Der US-amerikanische Präsident Dwight D. Eisenhower lässt durch den Sprecher des Weißen Hauses, James Hagerty, verkünden, dass er als nationalen Beitrag der USA zum Internationalen Geophysikalischen Jahr einen Erdsatelliten in Auftrag geben werde.
- 01. August: In Österreich wird vom ORF die erste Fernsehsendung ausgestrahlt.
- 05. August: Das Volkswagenwerk feiert die Fertigstellung einer Million des populären „Käfer“.
- 02. Oktober: ENIAC, der zu den ersten Computern zählt, wird abgeschaltet.
- 22. November: Im Atomwaffentestgelände Semipalatinsk zündet die Sowjetunion erneut eine Kernwaffe, eine transportable Wasserstoffbombe.
- 24. November: Das zweimotorige Verkehrsflugzeug Fokker F-27 absolviert seinen Erstflug.
- Erste zufällige Entdeckung der Schneekanone
- Erster DDR-Computer: OPREMA
- Entdeckung der Rotation des Pluto
- Emilio Segrè und Owen Chamberlain erzeugen erstmals Antiprotonen.
- Glenn T. Seaborg und Mitarbeiter erzeugen Atome des chemischen Elements Mendelevium.
- Auf der Frankfurter IAA wird von dem Nutzfahrzeughersteller Magirus-Deutz der erste Prototyp eines Frontlenker-Lastwagens mit kippbarer Fahrerkabine aus deutscher Produktion vorgestellt. Diese Technik ist heute der gängige Standard auf der ganzen Welt.

### Kultur
- 02. Januar: Das Ratespiel Was bin ich? mit Robert Lembke wird erstmals im Deutschen Fernsehen ausgestrahlt.
- 08. Januar: Uraufführung der Revue-Operette Wir reisen um die Welt von Charles Kálmán am Hessischen Staatstheater in Wiesbaden
- 17. Januar: Mit Mainz wie es singt und lacht flimmert die erste Karnevalssitzung über die bundesdeutschen Bildschirme.
- 24. Januar: Das New Yorker Museum of Modern Art (MoMA) zeigt die Fotoausstellung The Family of Man.
- 29. Januar: In Paris wird der Film Les Diaboliques des Regisseurs Henri-Georges Clouzot uraufgeführt.
- 05. Mai: Uraufführung des Musicals Damn Yankees von Richard Adler und Jerry Ross am 46th Street Theatre in New York City
- 15. Juli: Die 1. Documenta findet bis zum 18. September in Kassel statt.
- 17. Juli: Beim kalifornischen Anaheim eröffnet Walt Disney den ersten Disneyland-Vergnügungspark.
- 26. Juli: Im US-amerikanischen Des Monies wird der Film Die Nacht des Jägers des Regisseurs Charles Laughton uraufgeführt.
- 17. August: Uraufführung der Oper Penelope von Rolf Liebermann bei den Salzburger Festspielen
- 27. August: Die gebundene Erstauflage des Buches The Guinness Book of Records liegt vor.
- 03. September: Das kalte Licht, ein Drama von Carl Zuckmayer, wird im Deutschen Schauspielhaus uraufgeführt.
- 29. September: Uraufführung der Oper Der feurige Engel von Sergei Sergejewitsch Prokofjew im Teatro La Fenice in Venedig
- Ende Oktober: „…denn sie wissen nicht, was sie tun“ (Rebel Without a Cause) mit James Dean
- 03. Dezember: Uraufführung der Opera buffa The School for Wives von Rolf Liebermann in Louisville (Kentucky)
- 23. Dezember: Das erste Mosaik, eine in der DDR verlegte Comiczeitschrift mit den Digedags als Haupthelden, erscheint.
- 29. Dezember: In Köln wird der unter der Regie von Kurt Hoffmann entstandene Spielfilm Ich denke oft an Piroschka mit Liselotte Pulver in der Titelrolle uraufgeführt.
- Der kanadische Pianist Glenn Gould spielt eine von der Kritik hoch gelobte Aufnahme der Goldberg-Variationen ein. Eine zweite Aufnahme entsteht 1981.

### Kulturelle Referenzen
- Teilweise spielen die Filme Zurück in die Zukunft und Zurück in die Zukunft II im Jahr 1955.

### Gesellschaft
- 13. Juli: Die 28-jährige Ruth Ellis ist die letzte Frau in Großbritannien, die als Mörderin am Strang hingerichtet wird.
- Emmett Till, ein 14-jähriger Junge aus Chicago, wird brutal ermordet, weil er einer Weißen hinterhergepfiffen haben soll. Seine Mutter lässt den Sarg bei der Trauerfeier offen, die Bilder schockieren viele Zeitungsleser.

### Religion
- 24. Januar: Peter Kuhlen gründet mit 14 weiteren Personen die Apostolische Gemeinschaft in Düsseldorf.
- 20. Mai: In Argentinien wird die römisch-katholische Konfession als Staatsreligion abgeschafft.
- 25. Dezember: In der Enzyklika Musicae sacrae disciplina beschäftigt sich Papst Pius XII. mit der Kirchenmusik. Die Musik der Romantik und volkstümliche Messvertonungen lehnt er ab.

### Sport
- 16. Januar bis 11. September: Austragung der 6. Formel-1-Weltmeisterschaft
- 22. Januar: Erstes offiziell anerkanntes Maximum Break in der Geschichte des Snooker von Joe Davis in der Leicester Square Hall in London[3]
- 15. Mai: Erstbesteigung des Makalu, des fünfthöchsten Berges der Erde
- 25. Mai: Erstbesteigung des Kangchendzönga, des dritthöchsten Berges der Erde
- 11. Juni: Beim schwersten Unfall in der Geschichte des Motorsports sterben beim 24-Stunden-Rennen von Le Mans 84 Menschen, als der Mercedes-Rennwagen (Silberpfeil) des Franzosen Pierre Levegh inmitten der Zuschauer explodiert: Unfall beim 24-Stunden-Rennen von Le Mans 1955. Mercedes zieht sich daraufhin vorerst aus dem Rennsport zurück. Zudem wird in der Schweiz ein Verbot für Motorsportveranstaltungen mit WM-Status verhängt, welches erst im Jahr 2013 wieder aufgehoben wird.[4]
- 11. September: Der Argentinier Juan Manuel Fangio gewinnt zum dritten Mal die Weltmeisterschaft der Formel 1.
- 11. Dezember: In Ludwigsburg wird Hans Günter Winkler als deutscher Sportler des Jahres 1955 ausgezeichnet.

### Katastrophen
- 07. September: Überschwemmungen in Indien, etwa 45 Millionen Menschen obdachlos

Kleinere Unglücksfälle sind in den Unterartikeln von Katastrophe und in der Liste von Katastrophen aufgeführt.

## Geboren

### Januar
- 01. Januar: Ekrem Al, türkischer Fußballtrainer
- 01. Januar: Alexandru Athanasiu, rumänischer Politiker und Jurist
- 02. Januar: Lars Bock, dänischer Handballspieler
- 04. Januar: Mark Hollis, britischer Musiker, Komponist, Sänger und Songschreiber († 2019)

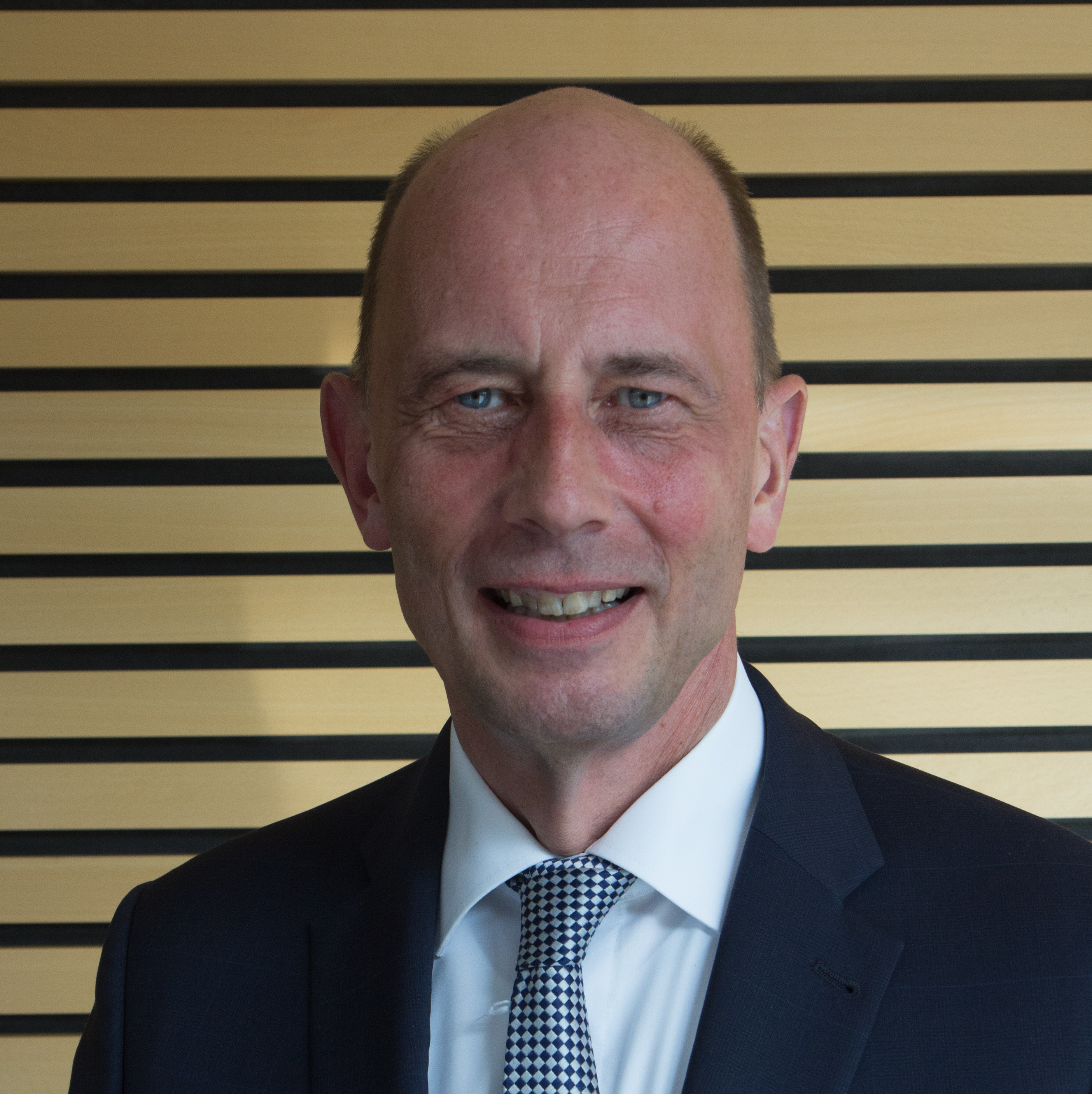
Wolfgang Tiefensee

- 04. Januar: Wolfgang Tiefensee, deutscher Politiker, Bundesminister für Verkehr, Bau und Stadtentwicklung
- 05. Januar: Eriko Watanabe, japanische Schauspielerin, Theaterleiterin und Dramatikerin
- 06. Januar: Ajayi Agbebaku, nigerianischer Leichtathlet
- 06. Januar: Rowan Atkinson, britischer Komiker und Schauspieler
- 06. Januar: Annette Fugmann-Heesing, deutsche Politikerin
- 09. Januar: Bernd Gögel, deutscher Speditionskaufmann und Politiker
- 09. Januar: Subrahmanyam Jaishankar, indischer Außenminister
- 10. Januar: Wolfgang Götzer, deutscher Politiker
- 10. Januar: Yasmina Khadra, algerischer Schriftsteller
- 10. Januar: Charles Norman Mason, US-amerikanischer Komponist und Musikpädagoge
- 10. Januar: Choren Howhannisjan, sowjetischer und armenischer Fußballspieler
- 10. Januar: Michael Schenker, deutscher Rock-Gitarrist
- 11. Januar: Ruth Reinecke, deutsche Schauspielerin
- 11. Januar: Günther Schubert, deutscher Fußballspieler († 2002)
- 11. Januar: Ed Schuller, US-amerikanischer Jazzbassist und Komponist
- 12. Januar: Hans-Joachim Hartnick, deutscher Radsportler und Radsporttrainer
- 13. Januar: Fred White, US-amerikanischer Musiker († 2023)
- 14. Januar: Jan Fedder, deutscher Schauspieler († 2019)
- 14. Januar: Matthias Rößler, deutscher Politiker
- 14. Januar: Maria Volk, deutsche Autorin
- 15. Januar: Felix Abt, Schweizer Unternehmer
- 15. Januar: Mike Baldwin, US-amerikanischer Motorradrennfahrer
- 15. Januar: Andreas Gursky, deutscher Fotograf
- 15. Januar: Eva-Maria Houben, deutsche Komponistin, Organistin, Pianistin und Musikwissenschaftlerin
- 16. Januar: Klaus-Dieter Kurrat, deutscher Leichtathlet
- 17. Januar: Alicia Dickenstein, argentinische Mathematikerin
- 17. Januar: Steve Earle, US-amerikanischer Country-Musiker
- 17. Januar: Ismael Ivo, brasilianischer Tänzer und Choreograf († 2021)
- 17. Januar: Katalin Karikó, ungarisch-US-amerikanische Biochemikerin
- 17. Januar: Robby Musenbichler, österreichischer Gitarrist, Komponist und Musikproduzent

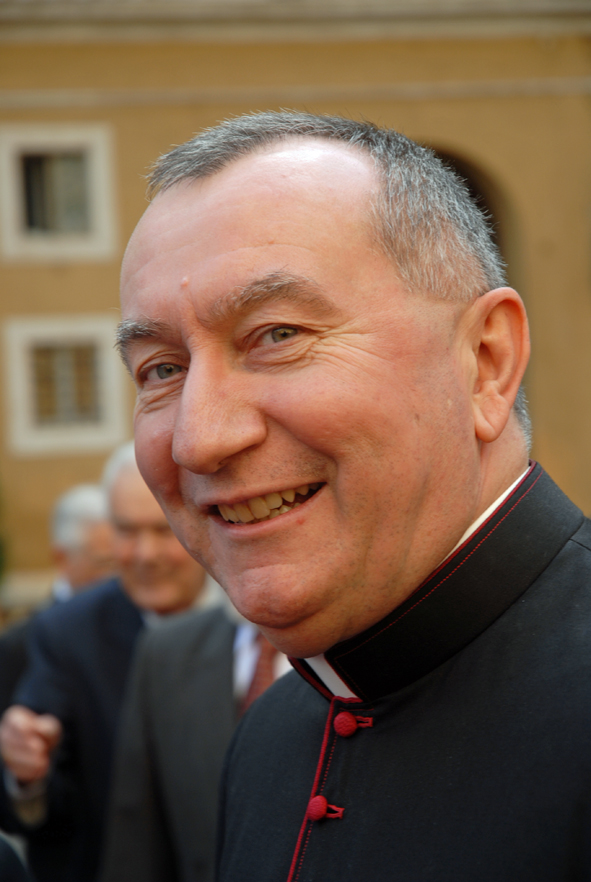
Pietro Parolin

- 17. Januar: Pietro Parolin, vatikanischer Diplomat und Kardinalstaatssekretär
- 17. Januar: Jost Stollmann, deutscher Unternehmer
- 17. Januar: Susanne Uhlen, deutsche Schauspielerin

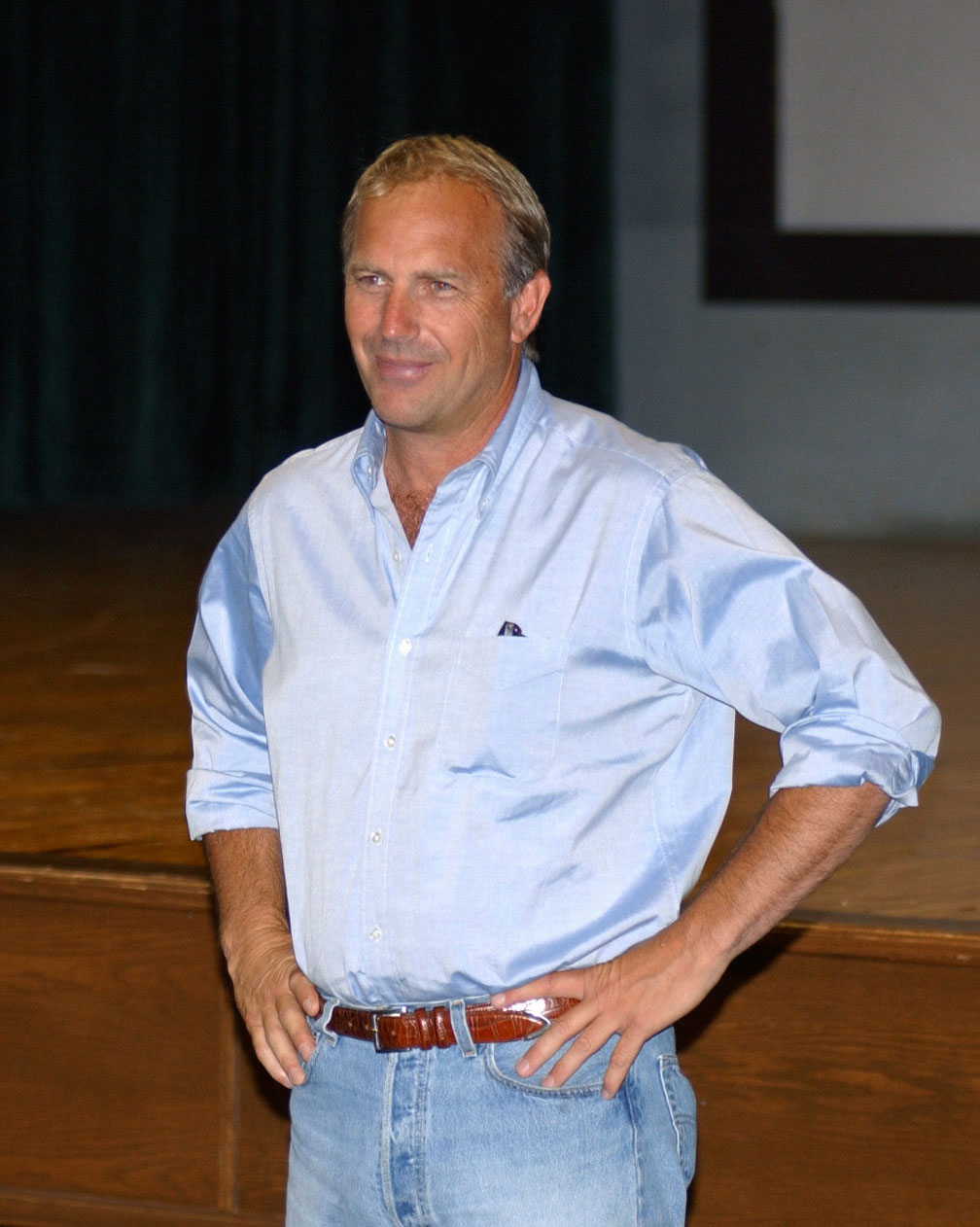
Kevin Costner

- 18. Januar: Kevin Costner, US-amerikanischer Schauspieler, Produzent und Regisseur
- 18. Januar: Frankie Knuckles, US-amerikanischer DJ und Musiker († 2014)
- 18. Januar: Marilyn Mazur, dänische Jazzmusikerin
- 18. Januar: Angela Winbush, US-amerikanische R&B-Sängerin, Songschreiberin und Produzentin
- 19. Januar: Simon Rattle, britischer Dirigent
- 19. Januar: Uwe Reinders, deutscher Fußballspieler und Trainer
- 19. Januar: Erwina Ryś-Ferens, polnische Eisschnellläuferin († 2022)
- 19. Januar: Wulf-Paul Werner, deutscher Lokalpolitiker und Bürgermeister († 2005)
- 21. Januar: Jeff Koons, US-amerikanischer Künstler
- 21. Januar: Peter Fleming, US-amerikanischer Tennisspieler
- 21. Januar: Nikolina Schterewa, bulgarische Leichtathletin und Olympionikin
- 22. Januar: Danas Arlauskas, litauischer Manager
- 22. Januar: Christoph Asendorf, deutscher Kunstwissenschaftler
- 22. Januar: Neil Bush, Sohn des US-Präsidenten George H. W. Bush und Barbara Bush
- 22. Januar: Sonja Morgenstern, deutsche Eiskunstläuferin und Eiskunstlauftrainerin
- 23. Januar: Bill Miller, US-amerikanischer Musiker indianischer Abstammung
- 25. Januar: Rick Adduono, kanadischer Eishockeytrainer und -spieler
- 25. Januar: Olivier Assayas, französischer Regisseur und Drehbuchautor

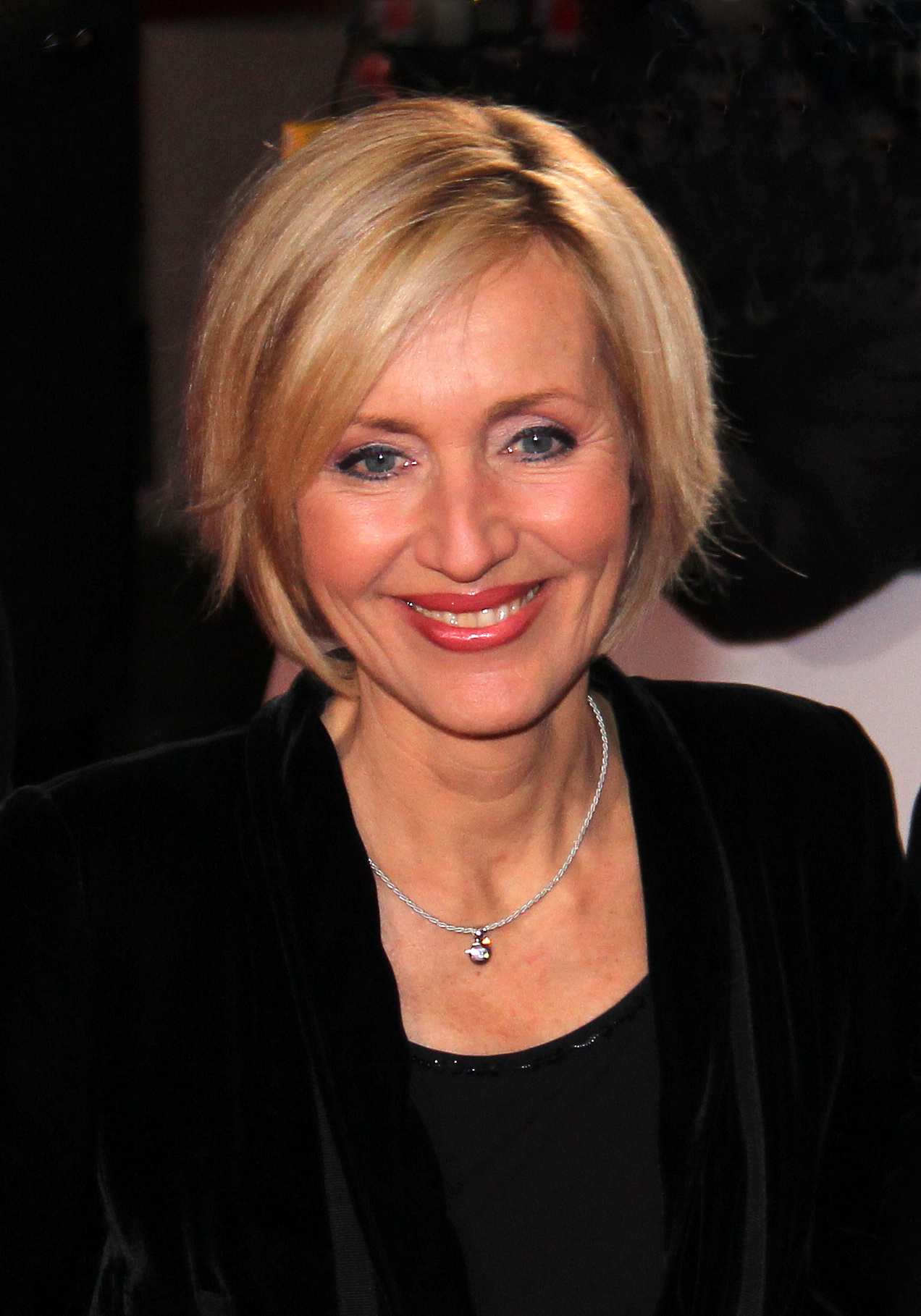
Petra Gerster

- 25. Januar: Petra Gerster, deutsche Fernsehjournalistin und Moderatorin
- 25. Januar: Tōru Iwatani, japanischer Videospiel-Entwickler
- 25. Januar: Irina Jurewitsch, sowjetische bzw. russische Schauspielerin
- 25. Januar: Max Krott, österreichischer Forstwissenschaftler und Politologe
- 25. Januar: Jürgen Renfordt, deutscher Schlagersänger
- 25. Januar: Rimantas Velykis, litauischer Politiker († 2025)
- 26. Januar: Björn Andrésen, schwedischer Schauspieler, belgischer Automobilrennfahrer
- 26. Januar: Eddie Van Halen, US-amerikanischer Rock-Gitarrist († 2020)
- 27. Januar: Pheeroan akLaff, US-amerikanischer Jazzschlagzeuger
- 27. Januar: John Roberts, Vorsitzender des Obersten Gerichtshofs der USA
- 28. Januar: Johannes Reimer, russlanddeutscher Professor

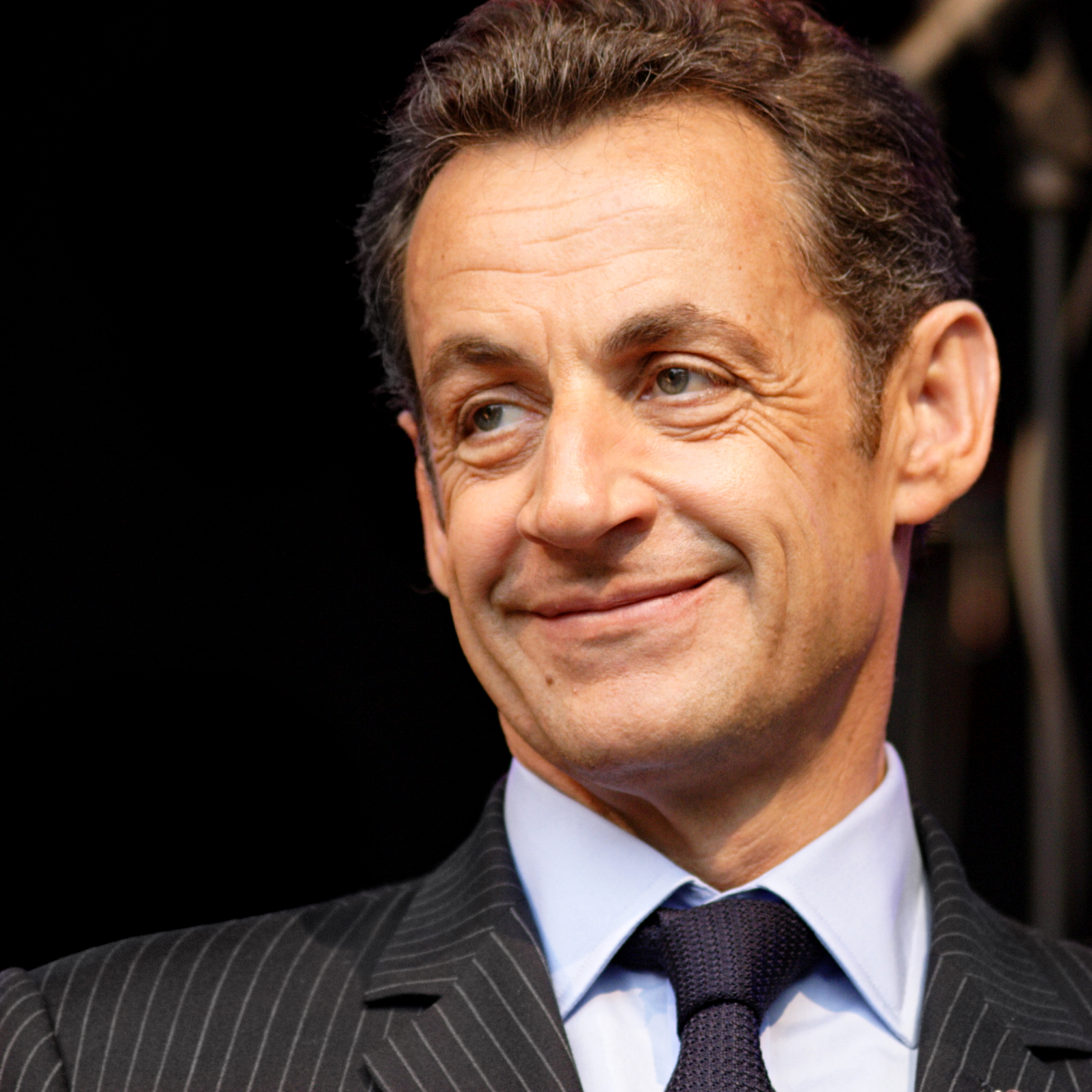
Nicolas Sarkozy

- 28. Januar: Nicolas Sarkozy, französischer Staatspräsident
- 28. Januar: Karl Schlögl, österreichischer Politiker
- 29. Januar: Hubert Burczek, deutscher Schauspieler und Sprecher
- 31. Januar: Costas Los, griechischer Automobilrennfahrer

### Februar
- 01. Februar: Dieter Anhuf, deutscher Geograph
- 01. Februar: Hans Werner Olm, deutscher Kabarettist
- 02. Februar: Dermot Ahern, irischer Politiker
- 02. Februar: Leszek Engelking, polnischer Dichter, Schriftsteller und Übersetzer († 2022)
- 02. Februar: Ulrich Kutschera, deutscher Biologe
- 03. Februar: Kim Yeong-hyeon, südkoreanischer Schriftsteller († 2025)
- 03. Februar: Bruno Pezzey, österreichischer Fußballspieler († 1994)
- 04. Februar: Walter Barfuß, deutscher Bobfahrer († 1999)
- 04. Februar: Mikuláš Dzurinda, slowakischer Politiker
- 05. Februar: Luigi Archetti, italienischer Künstler und Musiker
- 05. Februar: Mangetsu Hanamura, japanischer Schriftsteller
- 05. Februar: Władysław Kustra, polnischer Volleyballspieler († 2022)
- 05. Februar: Paul Locherer, baden-württembergischer Politiker
- 05. Februar: Markus Ryffel, Schweizer Sportler
- 06. Februar: Sabahat Akkiraz, türkische Sängerin und Politikerin
- 07. Februar: Miguel Ferrer, US-amerikanischer Schauspieler († 2017)
- 07. Februar: Margit Rupp, deutsche Juristin im Kirchendienst († 2017)
- 08. Februar: John Grisham, US-amerikanischer Schriftsteller

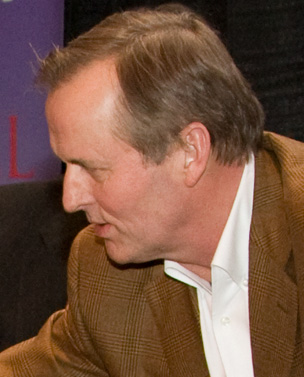
John Grisham, 2008

- 08. Februar: Ethan Phillips, US-amerikanischer Schauspieler und Autor
- 09. Februar: Hansjörg Betschart, Schweizer Schriftsteller und Regisseur
- 09. Februar: Wolfgang Jerat, deutscher Fußballtrainer († 2020)
- 09. Februar: Charles Shaughnessy, US-amerikanischer Schauspieler
- 10. Februar: Christopher Adams, englischer Wrestler und Judoka († 2001)
- 10. Februar: Lusia Harris, US-amerikanische Basketballspielerin († 2022)
- 11. Februar: Anneli Jäätteenmäki, erste finnische Ministerpräsidentin
- 12. Februar: Andreas Amende, deutscher Politiker
- 12. Februar: Bill Laswell, US-amerikanischer Bassist, Komponist, Arrangeur, Produzent
- 12. Februar: Dragan Mikerević, bosnisch-serbischer Politiker
- 14. Februar: Margaret Carline, neuseeländische Vielseitigkeitsreiterin
- 15. Februar: Bettina Semmer, deutsche Künstlerin
- 16. Februar: Meinhard Zanger, deutscher Schauspieler und Regisseur
- 17. Februar: Tom Dodd-Noble, britischer Automobilrennfahrer
- 17. Februar: Mo Yan, chinesischer Schriftsteller und Nobelpreisträger
- 18. Februar: Dominique Delestre, französischer Automobilrennfahrer
- 18. Februar: Trevor Drayton, australischer Winzer und Unternehmer († 2008)
- 19. Februar: Siri Hustvedt, US-amerikanische Schriftstellerin
- 19. Februar: Jeff Daniels, US-amerikanischer Schauspieler
- 20. Februar: Bryan Gregory, US-amerikanischer Musiker († 2001)
- 20. Februar: Bärbel Grygier, deutsche Politikerin und MdB
- 20. Februar: Tim Lee-Davey, britischer Automobilrennfahrer und Rennstallbesitzer
- 21. Februar: Kelsey Grammer, US-amerikanischer Schauspieler
- 21. Februar: Gerhard Gundermann, deutscher Liedermacher († 1998)
- 21. Februar: Horst Kotterba, deutscher Schauspieler
- 21. Februar: Dick le Mair, niederländischer Komponist, Arrangeur, Musikproduzent und Percussionist
- 21. Februar: Rolf Schlierer, deutscher Arzt, Jurist und Politiker
- 21. Februar: Charlotte Almut Margarethe Schubert, deutsche Althistorikerin und Medizinhistorikerin
- 22. Februar: Sabine Sauer, deutsche Fernsehmoderatorin, Journalistin
- 23. Februar: Howard Jones, britischer Musiker
- 23. Februar: Guadalupe Pineda, mexikanische Sängerin
- 24. Februar: Annelie Buntenbach, deutsche Politikerin
- 24. Februar: Steve Jobs, US-amerikanischer IT-Unternehmer († 2011)

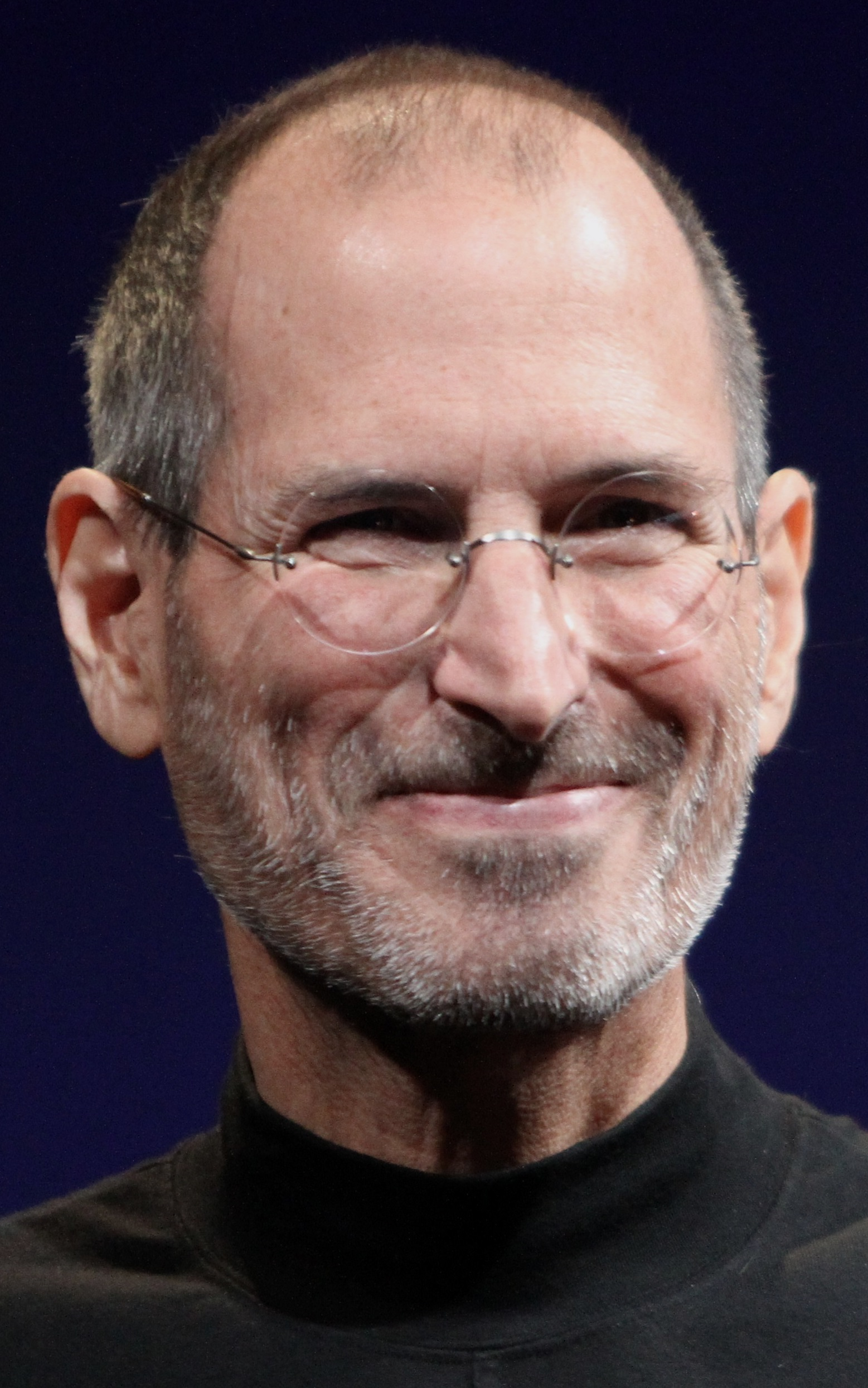
Steve Jobs

- 24. Februar: Alain Prost, französischer Automobilrennfahrer

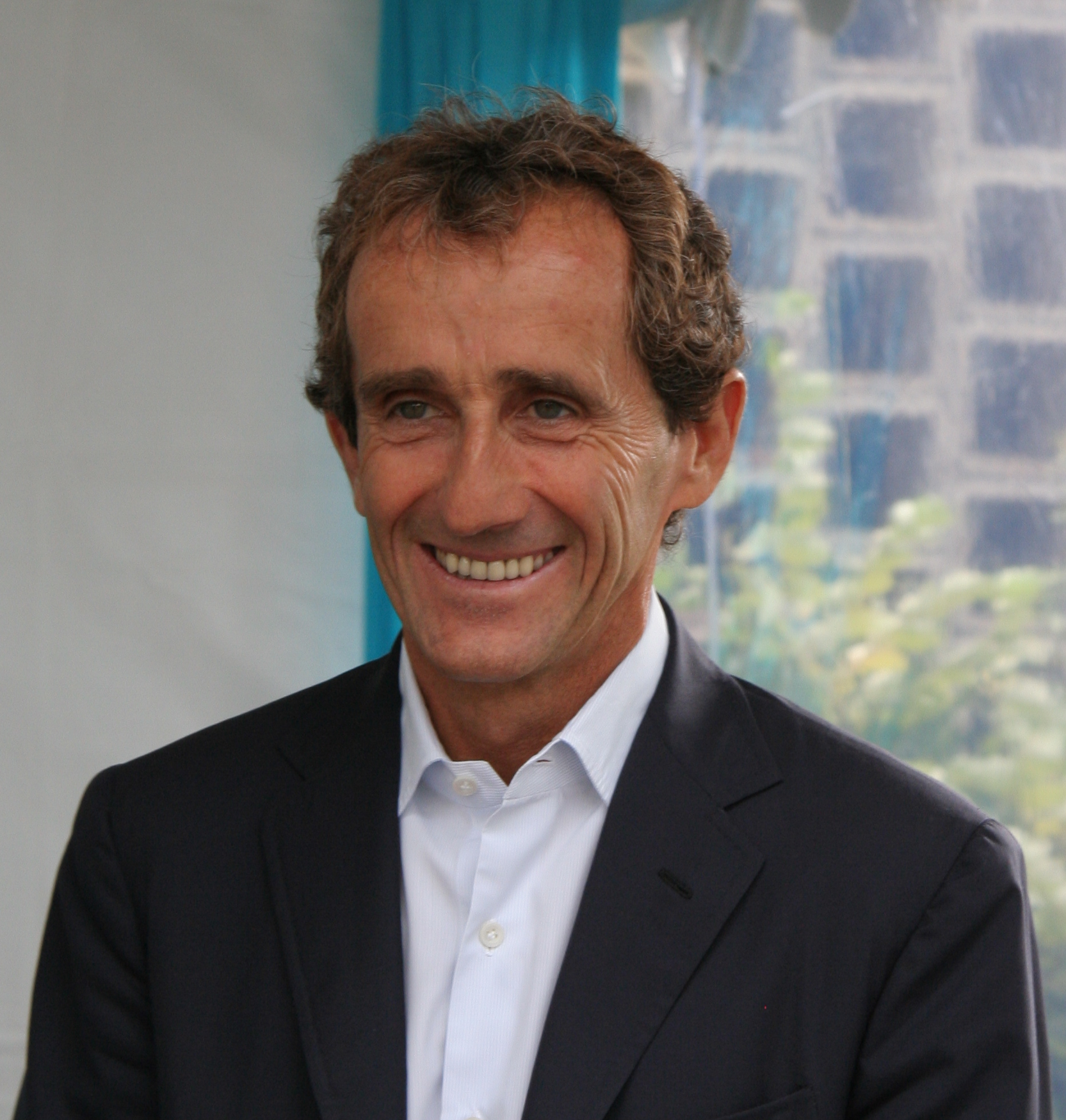
Alain Prost, 2009

- 25. Februar: Larry Rachleff, US-amerikanischer Dirigent und Musikpädagoge († 2022)
- 25. Februar: Gabriele Sima, österreichische Opernsängerin († 2016)
- 26. Februar: Udo Corts, deutscher Politiker
- 26. Februar: Rupert Keegan, britischer Automobilrennfahrer († 2024)
- 26. Februar: Andreas Maislinger, österreichischer Historiker und Politikwissenschaftler
- 26. Februar: Ilona Schulz, deutsche Schauspielerin, Sängerin und Sprecherin
- 27. Februar: Aloun Assamba, jamaikanische Politikerin
- 27. Februar: Peter Christopherson, britischer Musiker, Künstler († 2010)
- 27. Februar: Rainhard Fendrich, österreichischer Sänger
- 27. Februar: Peter Martell, österreichische Sänger und Komponist
- 28. Februar: Urs Odermatt, Schweizer Regisseur und Autor

### März
- 01. März: Claudio Corti, italienischer Radrennfahrer
- 01. März: Pepe Danquart, deutscher Filmemacher
- 01. März: Alexander Duda, deutscher Schauspieler
- 02. März: Shōkō Asahara, japanischer Sektengründer († 2018)
- 02. März: Ute Granold, deutsche Politikerin
- 03. März: Andreas Schulz, deutscher Rallyebeifahrer
- 03. März: Harald Seiffer, deutscher Fußballspieler
- 03. März: Peer-Uwe Teska, deutscher Schauspieler
- 04. März: Dieter Exter, deutscher Radiomoderator († 2019)
- 04. März: Finn Hansen, dänischer Dressurreiter
- 04. März: Joey Jones, walisischer Fußballspieler († 2025)
- 04. März: Dominique Pinon, französischer Filmschauspieler
- 04. März: James Weaver, britischer Automobilrennfahrer
- 05. März: Wladimir Skljarenko, russischer Oboist
- 06. März: Horst Appel, deutscher Gewichtheber
- 06. März: Jesús Pareja, spanischer Automobilrennfahrer
- 06. März: Friedbert Pflüger, deutscher Politiker und MdB
- 06. März: Cyprien Ntaryamira, Präsident von Burundi († 1994)
- 06. März: Alberta Watson, kanadische Schauspielerin († 2015)
- 06. März: Brigitte Wujak, deutsche Leichtathletin
- 07. März: al-Walid ibn Talal, saudi-arabischer Unternehmer
- 07. März: Michael Chance, englischer Countertenor
- 08. März: Donald Allan Ashby, kanadischer Eishockeyspieler († 1981)
- 08. März: Thomas Bellut, deutscher Journalist
- 08. März: Beat Weber, Schweizer evangelisch-reformierter Pfarrer, Alttestamentler und Autor
- 09. März: Teo Fabi, italienischer Skirennläufer und Automobilrennfahrer
- 09. März: Keith Krehbiel, US-amerikanischer Politikwissenschaftler
- 09. März: Ornella Muti, italienische Schauspielerin
- 09. März: Franco Uncini, italienischer Motorradrennfahrer
- 10. März: Claus Fey, deutscher Handballspieler
- 10. März: Josef Hollerith, deutscher Politiker
- 10. März: Juliusz Machulski, polnischer Filmregisseur, Drehbuchautor und Filmproduzent
- 10. März: Marianne Rosenberg, deutsche Schlagersängerin

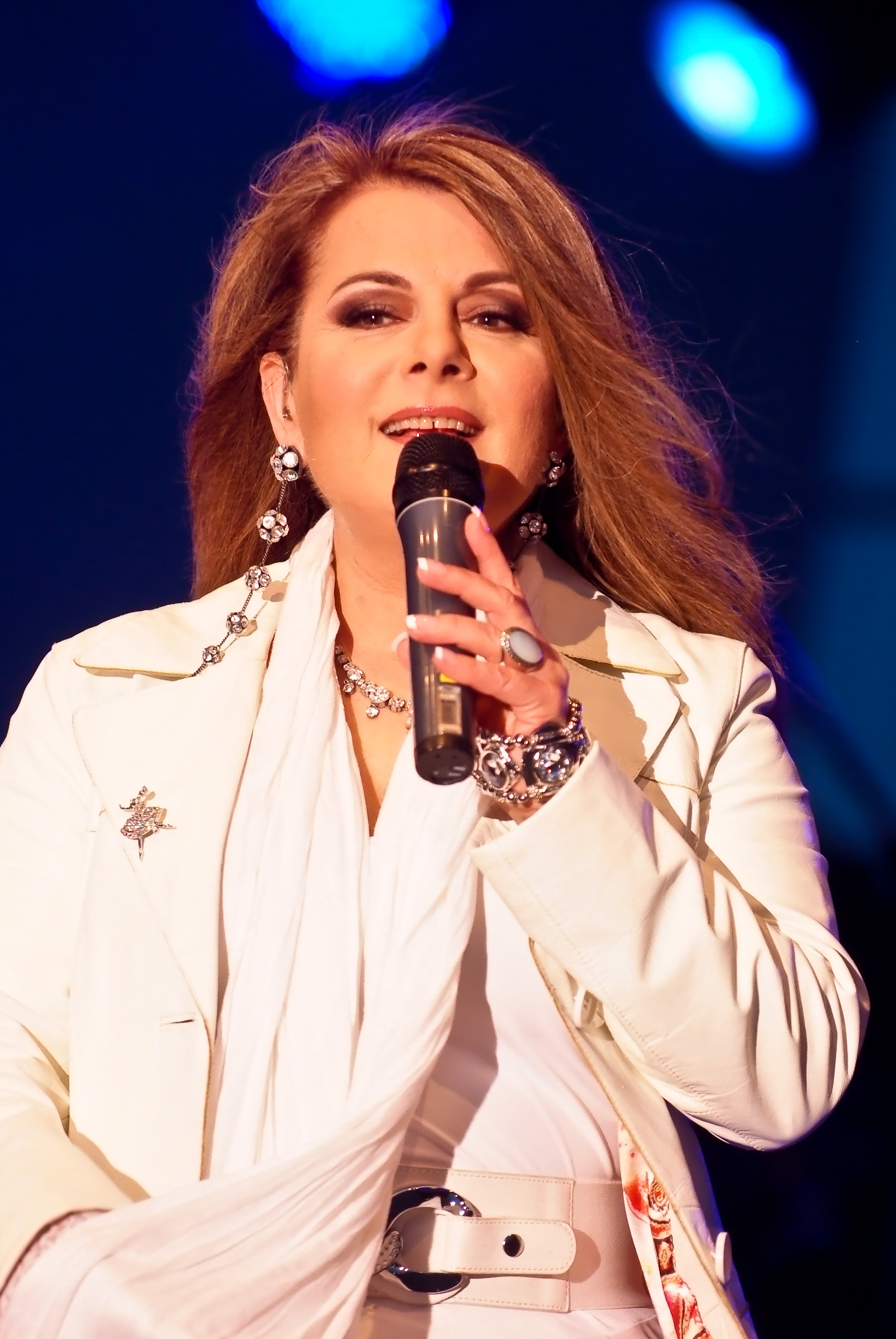
Marianne Rosenberg, 2009

- 10. März: Toshio Suzuki, japanischer Automobilrennfahrer
- 11. März: Nina Hagen, deutsche Punk-Sängerin Nina Hagen, 2010

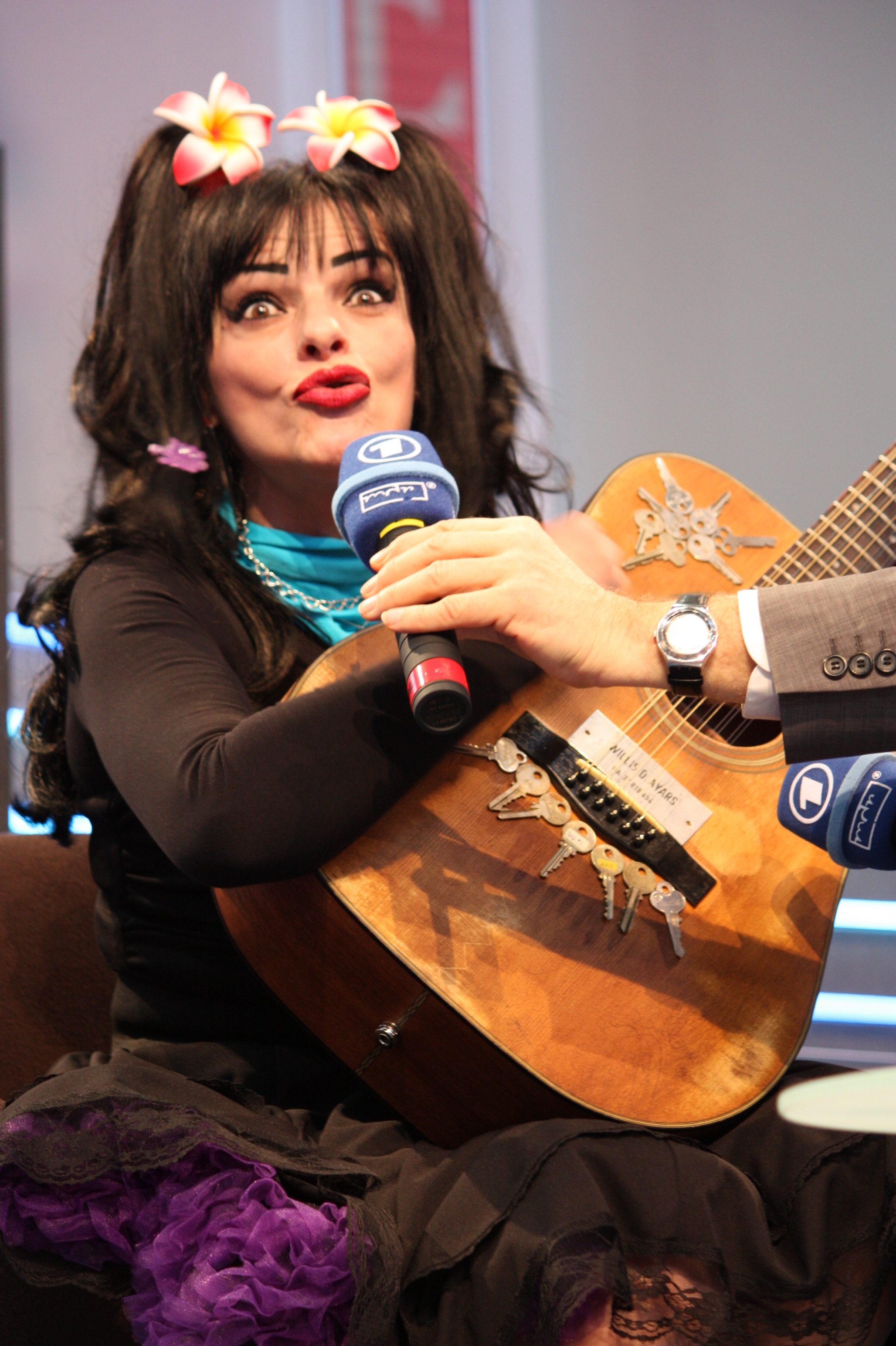
Nina Hagen, 2010

- 11. März: James Kazuo Koda, katholischer Priester und Bischof
- 12. März: Jan Ahlers, deutscher Politiker
- 12. März: Wang Yang, chinesischer Politiker
- 13. März: Gabriele Buschmeier, deutsche Musikwissenschaftlerin († 2020)
- 13. März: Bruno Conti, italienischer Fußballspieler
- 14. März: Brigitte Bastgen, deutsche Journalistin und Nachrichtensprecherin
- 14. März: Daniel Ricardo Bertoni, argentinischer Fußballspieler
- 14. März: Margaret Jobson, jamaikanische Diplomatin
- 15. März: Stéphane Clavier, französischer Regisseur
- 15. März: Roberto Maroni, italienischer Politiker († 2022)
- 15. März: Yanji I, japanische Schriftstellerin († 1992)
- 15. März: Dee Snider, US-amerikanischer Musiker und Frontsänger
- 15. März: Reiner Witte, deutscher Jurist und Handballtorwart († 2023)
- 16. März: Rimantas Astrauskas, litauischer Politiker
- 16. März: Linda Lepomme, belgische Schauspielerin und Sängerin
- 16. März: Hartmut Pauland, deutscher Brigadegeneral und Abteilungsleiter im Bundesnachrichtendienst († 2023)
- 17. März: Paul Overstreet, Songwriter der Country-Musik
- 17. März: Gary Sinise, US-amerikanischer Schauspieler und Regisseur
- 19. März: Joanne Chory, US-amerikanische Pflanzenbiologin († 2024)
- 19. März: Muhedin Targaj, albanischer Fußballspieler
- 19. März: Bruce Willis, US-amerikanischer Schauspieler

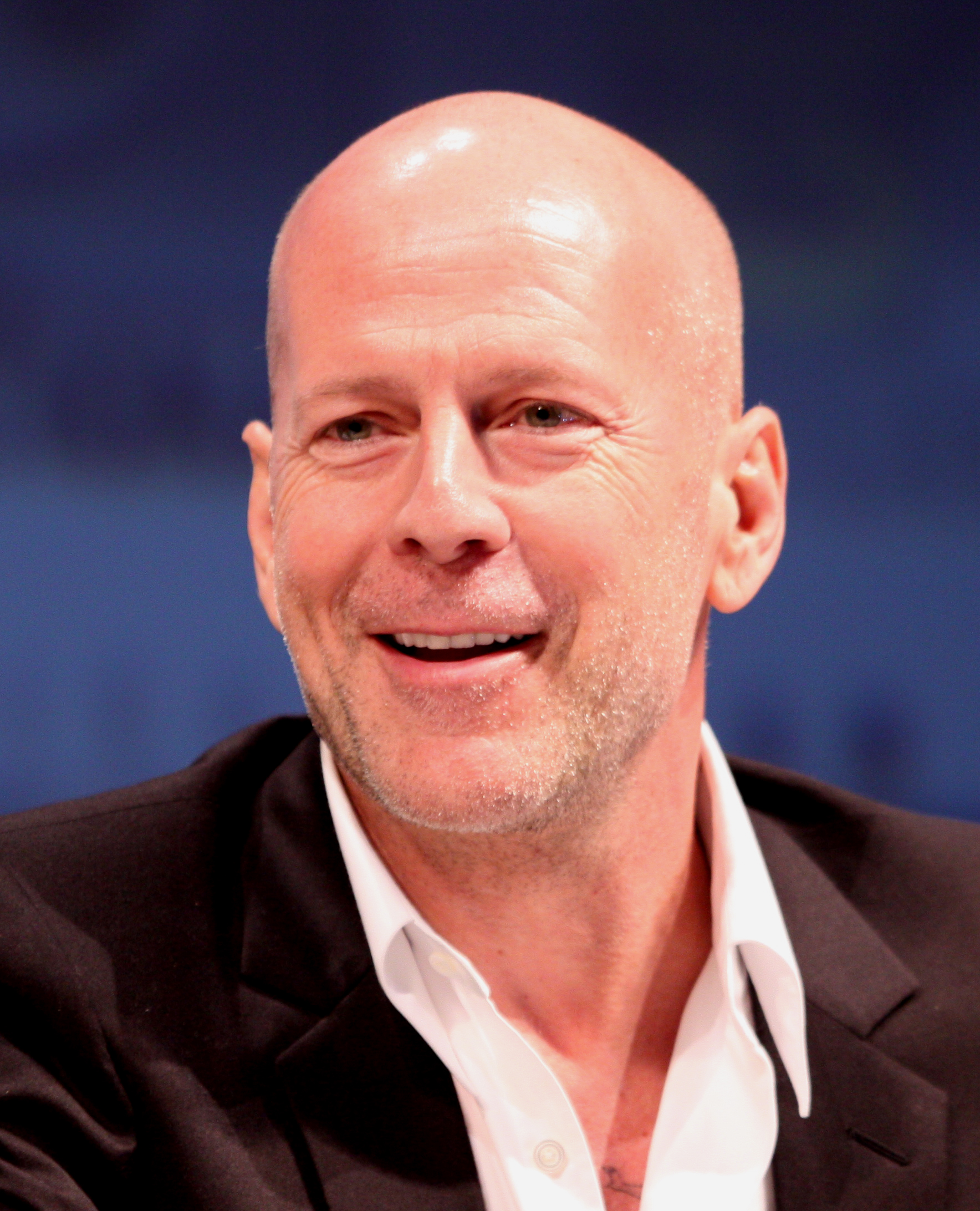
Bruce Willis, 2010

- 20. März: Volker Ellenberger, deutscher Jurist
- 20. März: Mariya Takeuchi, japanische J-Pop-Sängerin und Komponistin
- 20. März: Elias Wegert, deutscher Mathematiker
- 21. März: Jair Bolsonaro, brasilianischer Politiker
- 21. März: Bärbel Eckert, deutsche Leichtathletin und mehrfache Olympiasiegerin
- 21. März: Haakon Graf, norwegischer Jazzpianist und -organist
- 22. März: Doris Kresimon, deutsche Fußballspielerin
- 22. März: Lena Maria Jonna Olin, schwedische Schauspielerin
- 22. März: Andreas Rudolph, deutscher Unternehmer, Handballfunktionär und Handballspieler
- 22. März: Pete Sessions, US-amerikanischer Politiker
- 23. März: Moses Malone, US-amerikanischer Basketballspieler († 2015)
- 23. März: Gerry Hemingway, US-amerikanischer Jazzschlagzeuger
- 24. März: Michael Kutzop, deutscher Fußballspieler
- 24. März: Candy Reynolds, US-amerikanische Tennisspielerin
- 24. März: Hank Roberts, US-amerikanischer Musiker, Cellist, Sänger und Komponist
- 24. März: Celâl Şengör, türkischer Geologe
- 25. März: Cristóbal Ascencio García, mexikanischer Geistlicher und Bischof
- 25. März: Wolf Maahn, deutscher Musiker und Komponist
- 26. März: Dean Dillon, US-amerikanischer Country-Sänger und Songwriter
- 26. März: Verena Butalikakis, deutsche Politikerin († 2018)
- 26. März: Ale Möller, schwedischer Multiinstrumentalist, Folk- und Weltmusiker und Komponist
- 26. März: Ingo Wolf, deutscher Politiker
- 27. März: Gisela Anton, deutsche Physikerin
- 27. März: Bogdan Mizerski, polnischer Komponist, Kontrabassist und Autor
- 27. März: Mariano Rajoy, spanischer Politiker Mariano Rajoy

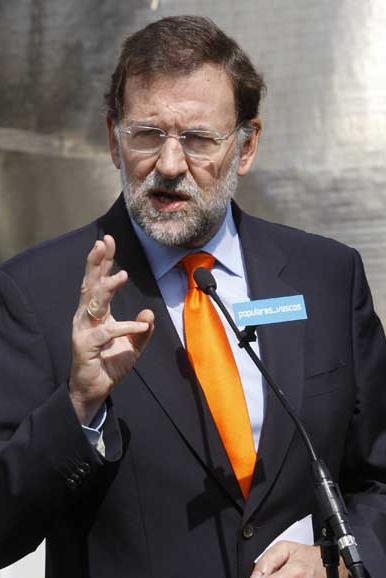
Mariano Rajoy

- 27. März: Christian Sarron, französischer Motorradrennfahrer
- 27. März: Patrick McCabe, irischer Schriftsteller
- 27. März: Susan Neiman, US-amerikanische Philosophin
- 27. März: Rüdiger Geserick, deutscher Manager
- 28. März: Reba McEntire, US-amerikanische Country-Sängerin und Schauspielerin
- 29. März: Eckart Klink, deutscher Brigadegeneral des Heeres
- 29. März: Rolf Lassgård, schwedischer Schauspieler
- 29. März: Marina Sirtis, britische Schauspielerin
- 30. März: Connie Cato,  US-amerikanische Country-Sängerin
- 30. März: Petra Kasten,  deutsche Malerin
- 31. März: Tibor Bodnár, ungarischer Sportschütze († 2022)
- 31. März: Svetozar Marović, erster Präsident von Serbien und Montenegro
- 31. März: Adelheid Schulz, deutsche Terroristin
- 31. März: Angus Young, australischer Musiker („AC/DC“)

### April
- 01. April: Matthias Behr, deutscher Florettfechter
- 01. April: Roberto Pruzzo, italienischer Fußballspieler und -trainer
- 01. April: Pascal Witmeur, belgischer Automobilrennfahrer
- 02. April: Hannelore Ehrenreich, deutsche Medizinerin und Veterinärmedizinerin
- 02. April: Peter Jung, deutscher Politiker
- 02. April: Etibar Mammedov, aserbaidschanischer Politiker
- 03. April: Zoé Chatzidakis, französische Mathematikerin († 2025)
- 04. April: Manfred Nimtz, deutscher Schach-Großmeister im Fernschach
- 04. April: Armin Rohde, deutscher Schauspieler Armin Rohde, 2018

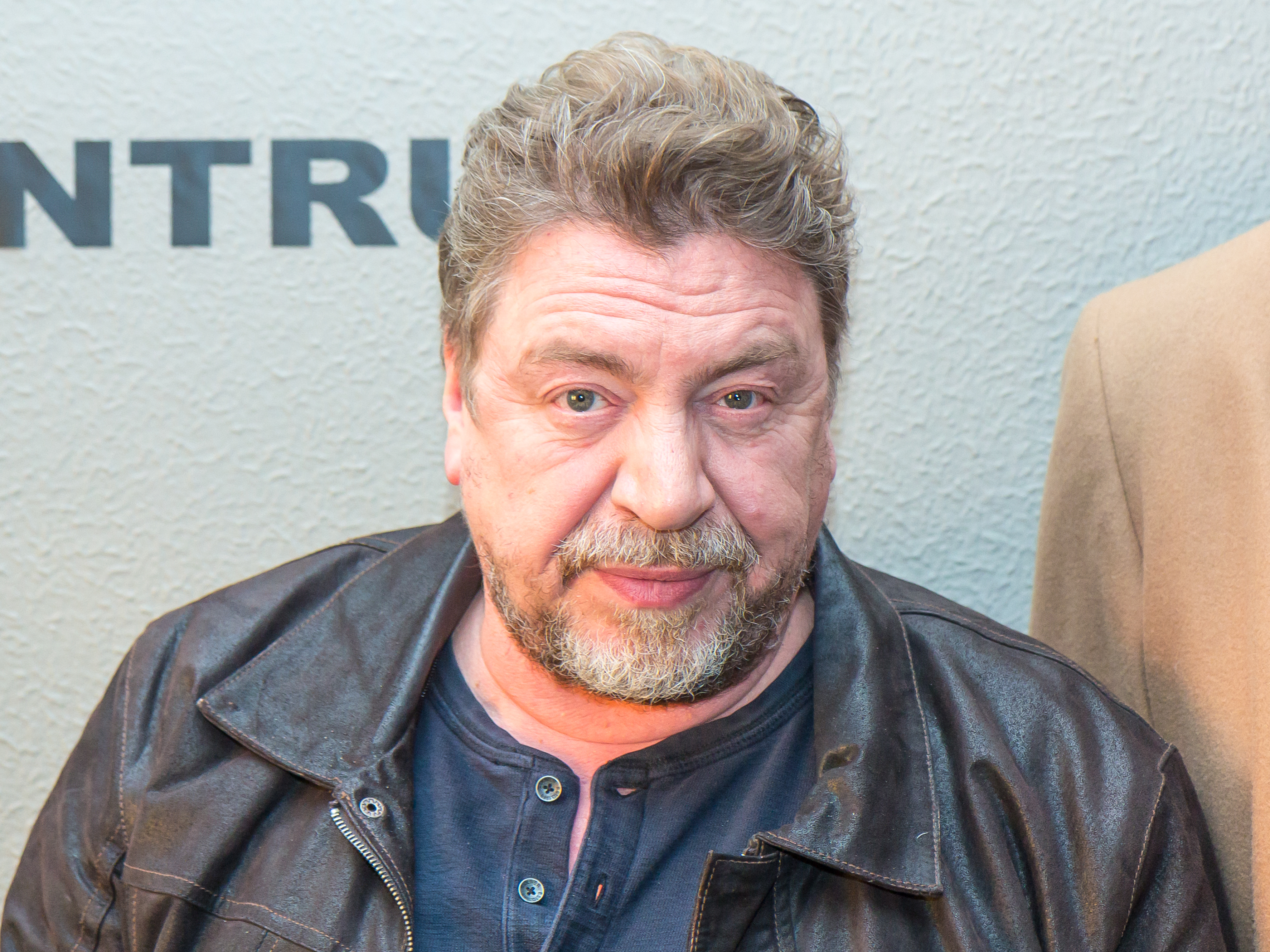
Armin Rohde, 2018

- 05. April: Anthony Horowitz, englischer Schriftsteller
- 05. April: Akira Toriyama, japanischer Manga-Zeichner († 2024)
- 06. April: Roland Agustoni, Schweizer Politiker
- 06. April: Ulrich Barnickel, deutscher Künstler
- 06. April: Axel W. Bauer, deutscher Medizinhistoriker und Bioethiker
- 06. April: Rudi Buttas, deutscher Gitarrist
- 06. April: Karsten Heine, deutscher Fußballspieler und -trainer
- 06. April: László Kiss-Rigó, ungarischer Bischof des Bistums Szeged-Csanád
- 06. April: Ralf Knütter, deutscher Leichtathlet
- 06. April: Michael Rooker, US-amerikanischer Schauspieler
- 07. April: Regina Schmidt-Kühner, baden-württembergische Politikerin
- 07. April: Werner Stocker, deutscher Schauspieler († 1993)
- 08. April: Yadegar Asisi Namini, österreichischer Künstler, Architekt und Hochschullehrer
- 08. April: Kane Hodder, US-amerikanischer Stuntman und Schauspieler
- 08. April: Mike Nelms, US-amerikanischer American-Football-Spieler
- 10. April: Marit Breivik, norwegische Handballspielerin und -trainerin
- 11. April: Stephan Gatz, deutscher Jurist
- 11. April: Michel Neugarten, belgischer Automobilrennfahrer
- 11. April: Piers Sellers, US-amerikanischer Astronaut britischer Herkunft († 2016)
- 11. April: Rudolf Kriszeleit, deutscher Jurist und Politiker
- 12. April: Otari Ionowitsch Arschba, russischer Politiker
- 12. April: Jean-Louis Aubert, französischer Sänger und Komponist
- 12. April: Eraldo Pecci, italienischer Fußballspieler
- 13. April: Simon Spang-Hanssen, dänischer Jazzsaxophonist
- 13. April: Ole von Beust, deutscher Politiker
- 14. April: Ana Ambrazienė, litauische Hürdenläuferin († 2025)
- 14. April: Steve Jensen, US-amerikanischer Eishockeyspieler und -trainer († 2022)
- 15. April: Dodi Al-Fayed, Millionärssohn († 1997)
- 16. April: Jesús Emmanuel Acha Martínez, mexikanischer Popsänger und Komponist
- 16. April: Henri, Großherzog von Luxemburg Henri, Großherzog von Luxemburg, 2009

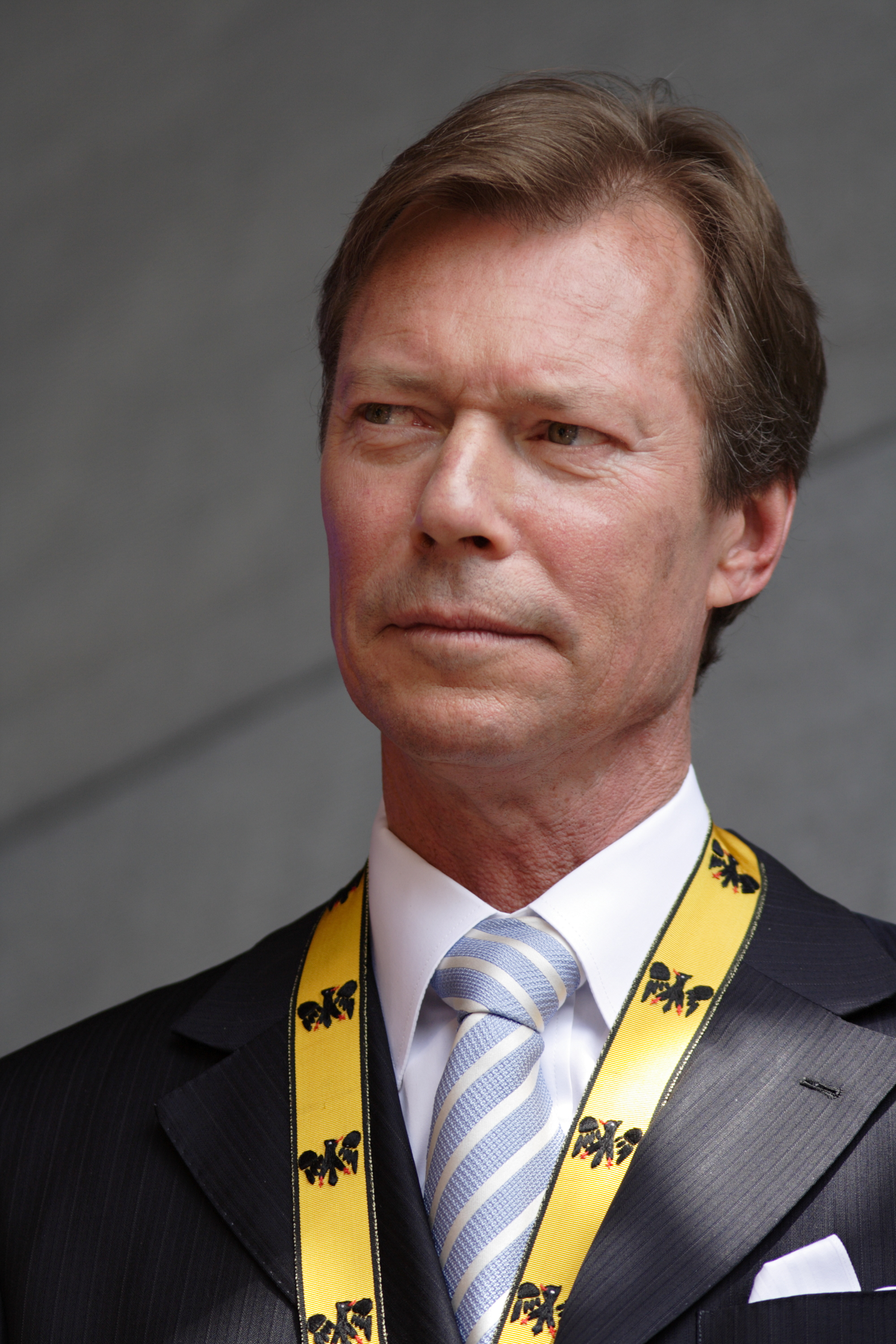
Henri, Großherzog von Luxemburg, 2009

- 16. April: Kool DJ Herc, US-amerikanisch-jamaikanischer Musiker und Musikproduzent
- 16. April: Ludger Tewes, deutscher Romanist und Historiker
- 18. April: Volker Looman, deutscher Finanzanalytiker und Journalist
- 18. April: Rubén Silva, bolivianisch-polnischer Dirigent
- 20. April: Carl Carlton, deutscher Rockmusiker und Musikproduzent
- 20. April: Svante Pääbo, schwedischer Mediziner, Biologe und Erbgutforscher
- 20. April: Amnon Wolman, israelischer Komponist
- 21. April: Teimuras Apchasawa, georgischer Ringer
- 21. April: Olaf Manthey, deutscher Automobilrennfahrer
- 21. April: Eduard Strauss, österreichischer Jurist, Ur-Ur-Enkel von Johann Strauss (Vater)
- 22. April: Arthur Baker, US-amerikanischer DJ, Produzent und Remixer
- 22. April: Bärbel Rust, deutsche Politikerin
- 22. April: Reinhold Fischer, deutscher Fußballspieler
- 22. April: Shree Baboo Chekitan Servansing, mauritischer Diplomat und Mitglied des WTO Appellate Body
- 23. April: Judy Davis, australische Schauspielerin
- 23. April: Sissy Höfferer, österreichische Schauspielerin
- 23. April: Wladimir Iwanow, bulgarischer Sprinter († 2020)
- 23. April: Tony Miles, britischer Schachmeister († 2001)
- 24. April: Marion Caspers-Merk, deutsche Politikerin
- 24. April: Jack Kingston, US-amerikanischer Politiker
- 25. April: Michael Denhoff, deutscher Komponist und Cellist
- 25. April: Eric Drexler, Pionier der molekularen Nanotechnologie und Autor
- 25. April: John Nunn, englischer Schachspieler und -theoretiker
- 26. April: Kurt Bodewig, deutscher Politiker
- 26. April: Toni Iwobi, italienischer Politiker
- 26. April: Peter Neururer, deutscher Fußballtrainer
- 26. April: François Tousignant, kanadischer Komponist und Musikkritiker († 2019)
- 27. April: Léa Linster, Köchin aus dem Großherzogtum Luxemburg
- 27. April: Eric Schmidt, US-amerikanischer Informatiker und Manager
- 28. April: Edwin Jobson, britischer Rockmusiker und Komponist
- 28. April: Dirk Werner, deutscher Mathematiker
- 29. April: Georg Funke, deutscher Unternehmer, Chef der Hypo Real Estate († 2018)
- 29. April: Kate Mulgrew, US-amerikanische Schauspielerin Kate Mulgrew, 2009

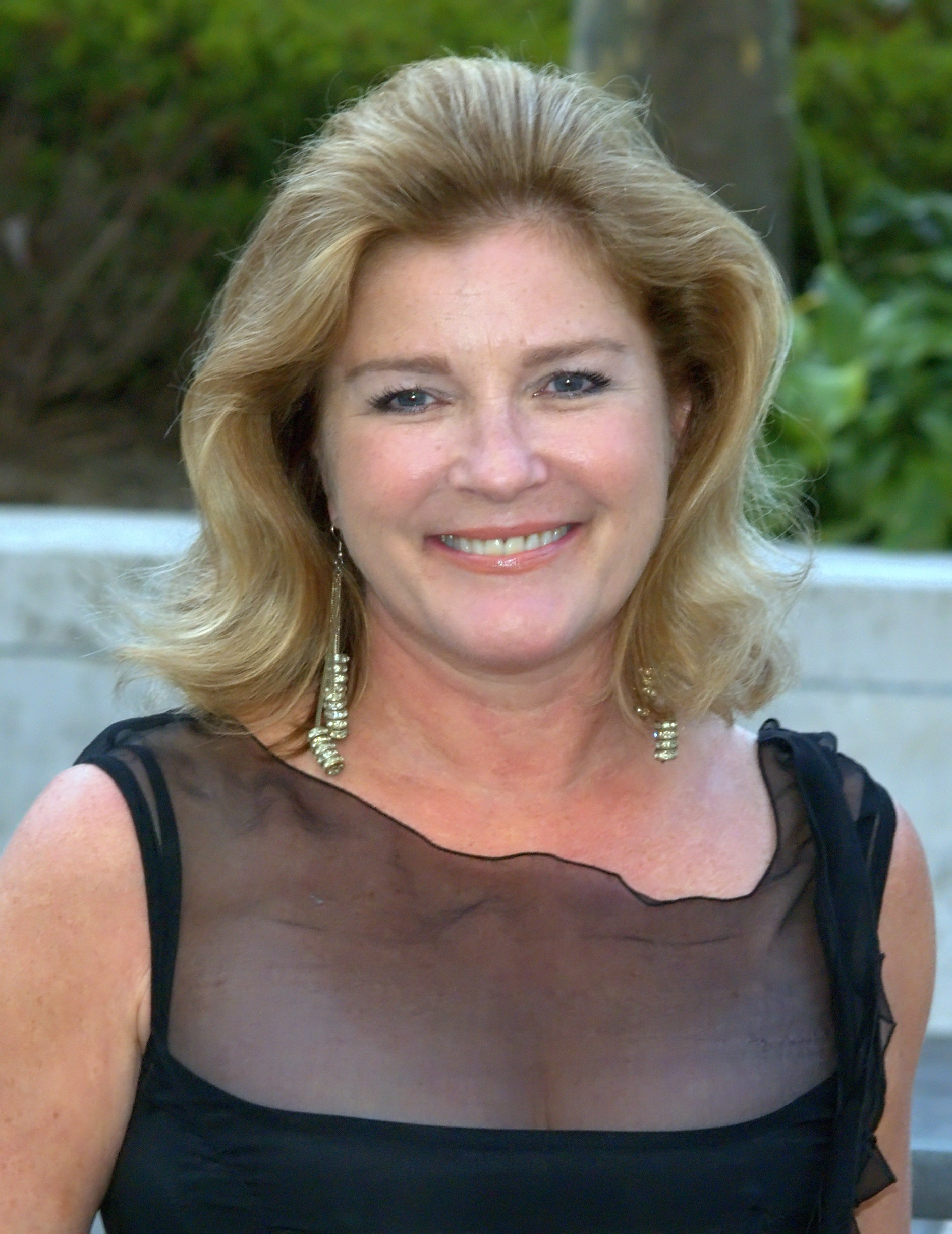
Kate Mulgrew, 2009

### Mai
- 01. Mai: Barbara Frey, deutsche Schauspielerin
- 02. Mai: Holger Franke, deutscher Schauspieler
- 02. Mai: Maharaj Krishan Kaushik, indischer Hockeyspieler († 2021)
- 02. Mai: Marita Sehn, deutsche Politikerin († 2004)
- 02. Mai: Dave Winer, US-amerikanischer Softwareentwickler
- 03. Mai: August Auinger, österreichischer Motorradrennfahrer
- 04. Mai: Benedikt Jóhannesson, isländischer Unternehmer, Verleger und Politiker
- 04. Mai: Karlheinz Meier, deutscher Experimentalphysiker († 2018)
- 04. Mai: Mircea Tiberian, rumänischer Jazzpianist
- 05. Mai: Melinda Culea, US-amerikanische Schauspielerin
- 05. Mai: Gabriele Rittig, deutsche Rechtsanwältin
- 05. Mai: Dudu Tucci, brasilianischer Musiker
- 06. Mai: Hans-Hermann Dubben, Physiker
- 06. Mai: Antoni Gralak, polnischer Rock- und Jazztrompeter, Komponist und Musikproduzent
- 06. Mai: Ann Grant, simbabwische Hockeyspielerin
- 07. Mai: Hans-Peter Becht, deutscher Historiker
- 07. Mai: Gerald Schaale, deutscher Schauspieler und Synchronsprecher
- 07. Mai: Fernando Villalona, dominikanischer Merenguesänger
- 07. Mai: Gabi Zimmer, deutsche Politikerin
- 07. Mai: Axel Zwingenberger, deutscher Jazzpianist
- 08. Mai: Denys Bouliane, kanadischer Komponist
- 08. Mai: Christoph Grohmann, deutscher Kirchenmusiker, Orgeldozent und Konzertorganist († 2023)
- 08. Mai: Raoul Trujillo, US-amerikanischer Schauspieler, Tänzer und Choreograf
- 08. Mai: Ásgeir Sigurvinsson, isländischer Fußballspieler
- 08. Mai: Meles Zenawi, Premierminister von Äthiopien († 2012)
- 09. Mai: Michael Antenbrink, deutscher Politiker
- 09. Mai: Helmut Bibl, österreichischer Gitarrist
- 09. Mai: Anne Sofie von Otter, schwedische Sängerin
- 10. Mai: Mark David Chapman, Mörder von John Lennon
- 11. Mai: J. J. Jeczalik, britischer Keyboarder und Programmierer
- 11. Mai: Rainer Niemeyer, deutscher Handballspieler († 2016)
- 11. Mai: Thomas Rühmann, deutscher Schauspieler
- 11. Mai: William P. Young, kanadischer Bestsellerautor des Romans Die Hütte
- 12. Mai: Natalja Achrimenko, russische Kugelstoßerin († 2025)
- 12. Mai: Piotr Bikont, polnischer Regisseur, Schauspieler, Journalist und Theaterleiter († 2017)
- 13. Mai: Peter Heinrich Brix, deutscher Schauspieler
- 13. Mai: Parviz Meshkatian, iranischer Santurspieler und Komponist († 2009)
- 14. Mai: Arturo Aiello, italienischer Bischof von Teano-Calvi
- 14. Mai: Amke Dietert-Scheuer, deutsche Politikerin und MdB
- 14. Mai: Alasdair Fraser, schottischer Fiddlespieler
- 14. Mai: Ulrike Höfken, deutsche Politikerin und MdB
- 14. Mai: Jens Sparschuh, deutscher Schriftsteller
- 14. Mai: Leon White, US-amerikanischer Wrestler († 2018)
- 15. Mai: Claudia Roth, deutsche Politikerin

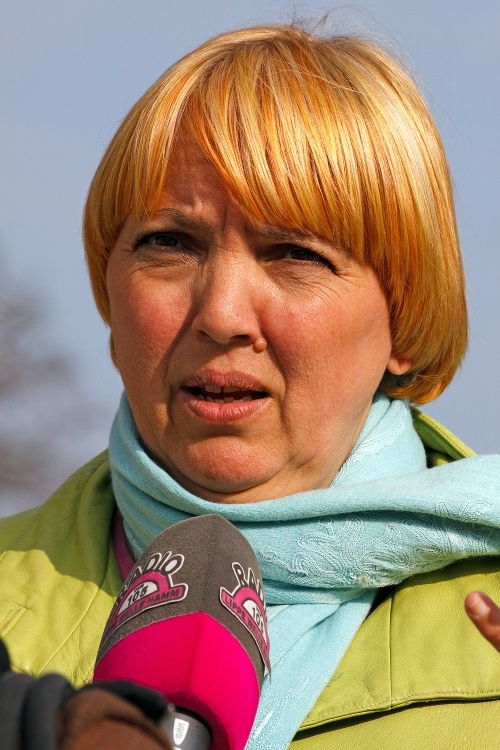
Claudia Roth, 2010

- 15. Mai: Alexander Pusch, deutscher Degenfechter
- 16. Mai: Wolha Korbut, weißrussische Kunstturnerin
- 16. Mai: Debra Winger, US-amerikanische Schauspielerin
- 17. Mai: Gary Hartstein, US-amerikanischer Arzt
- 17. Mai: Pat Irwin, US-amerikanischer Komponist und Musiker
- 18. Mai: Kjetil Bjerkestrand, norwegischer Pianist und Filmmusikkomponist
- 18. Mai: Chow Yun-Fat, Hongkonger Schauspieler
- 18. Mai: Carmen Hock-Heyl, deutsche Unternehmerin
- 19. Mai: James Gosling, US-amerikanischer Informatiker

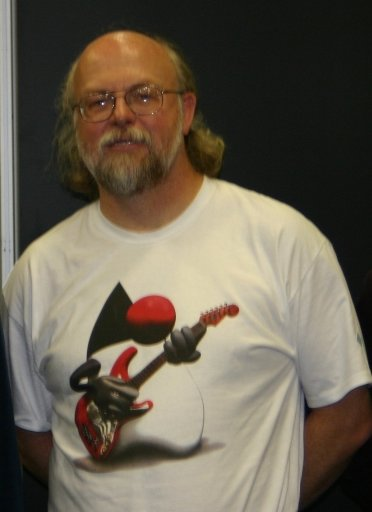
James Gosling, 2005

- 19. Mai: Werner Kuhn, deutscher Politiker (CDU)
- 19. Mai: Zehava Shmueli, israelische Leichtathletin
- 20. Mai: Diego Abatantuono, italienischer Schauspieler und Drehbuchautor
- 20. Mai: Karl-Heinz Geils, deutscher Fußballspieler
- 20. Mai: Christa Reichard, deutsche Politikerin, MdB
- 20. Mai: Matthias Politycki, deutscher Schriftsteller
- 20. Mai: Zbigniew Preisner, polnischer Filmmusikkomponist
- 20. Mai: Robert Schroeder, deutscher Musiker und Komponist
- 21. Mai: Ansgar Gabrielsen, norwegischer konservativer Politiker
- 21. Mai: Udo Kießling, deutscher Eishockeyspieler
- 21. Mai: Milly Quezada, dominikanische Merenguesängerin
- 22. Mai: Jerry Dammers, britischer Keyboarder
- 23. Mai: Nat Adderley junior, US-amerikanischer Arrangeur, Komponist und Pianist
- 23. Mai: Preda Mihăilescu, rumänischer Mathematiker
- 23. Mai: Josef Saile, deutscher Fußballspieler
- 24. Mai: Rosanne Cash, US-amerikanische Sängerin, älteste Tochter von Johnny Cash
- 24. Mai: Heiner Kamps, deutscher Unternehmer
- 25. Mai: Svende Merian, deutsche Schriftstellerin
- 25. Mai: Connie Sellecca, US-amerikanische Schauspielerin
- 26. Mai: Doris Dörrie, deutsche Regisseurin, Autorin und Filmproduzentin

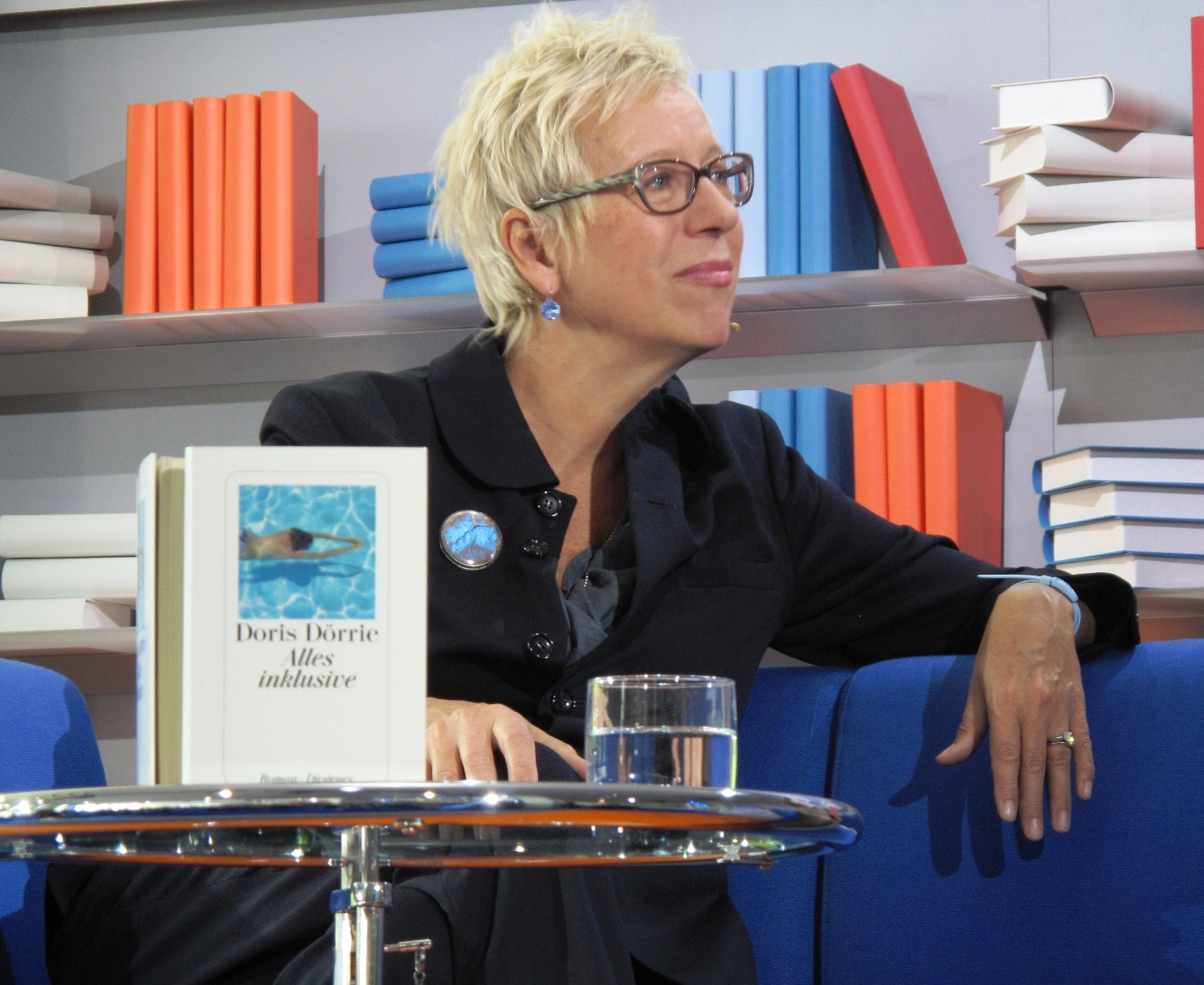
Doris Dörrie, 2011

- 26. Mai: Paul Stoddart, australischer Formel-1-Rennstallbesitzer
- 27. Mai: Adolfo Armando Uriona, argentinischer Bischof
- 28. Mai: Friederike von Kirchbach, erste Pröpstin der evangelischen Kirche Berlin-Brandenburg
- 28. Mai: Joachim Wundrak, deutscher General und Politiker
- 29. Mai: Olha Bajtaljuk, sowjetische Ruderin
- 29. Mai: Frank Baumgartl, deutscher Leichtathlet († 2010)
- 29. Mai: Gerhard Dörfler, österreichischer Politiker
- 29. Mai: Mark Dornford-May, britischer Regisseur
- 29. Mai: Pascal Dusapin, französischer Komponist
- 29. Mai: Heike Habermann, deutsche Politikerin
- 29. Mai: Mike Porcaro, US-amerikanischer Bassist der Rockband Toto († 2015)
- 29. Mai: Frank Wartenberg, deutscher Leichtathlet
- 30. Mai: Wiktor Burakow, sowjetischer bzw. ukrainischer Leichtathlet († 2025)
- 30. Mai: Topper Headon, britischer Schlagzeuger
- 30. Mai: Colm Tóibín, irischer Schriftsteller
- 31. Mai: Marty Ehrlich, US-amerikanischer Jazzmusiker
- 31. Mai: Tommy Emmanuel, australischer Gitarrist
- 31. Mai: Sebastian Vogel, deutscher Übersetzer
- 31. Mai: Hans-Joachim Wilms, Vorsitzender der Gewerkschaft Gartenbau

### Juni
- 01. Juni: Chiyonofuji Mitsugu, japanischer Sumo-Ringer und 58. Yokozuna († 2016)
- 01. Juni: Lorraine Moller, neuseeländische Leichtathletin und Olympionikin
- 02. Juni: Lobo, niederländischer Sänger († 2025)
- 02. Juni: Nickie Antonio, US-amerikanische Politikerin
- 04. Juni: Antje Jackelén, schwedische Bischöfin
- 04. Juni: Adolf Sauerland, deutscher Politiker
- 05. Juni: Uwe Wittstock, deutscher Literaturkritiker, Lektor und Autor
- 06. Juni: Renate Ahrens, deutsche Autorin
- 07. Juni: Harry Assenmacher, deutscher Unternehmer, Journalist und Umweltschützer
- 07. Juni: Jon Balke, norwegischer Jazzmusiker
- 07. Juni: Detlef Grumbach, deutscher Journalist, Publizist, Autor und Verleger
- 08. Juni: Tim Berners-Lee, britischer Informatiker, Erfinder des World Wide Web Tim Berners-Lee

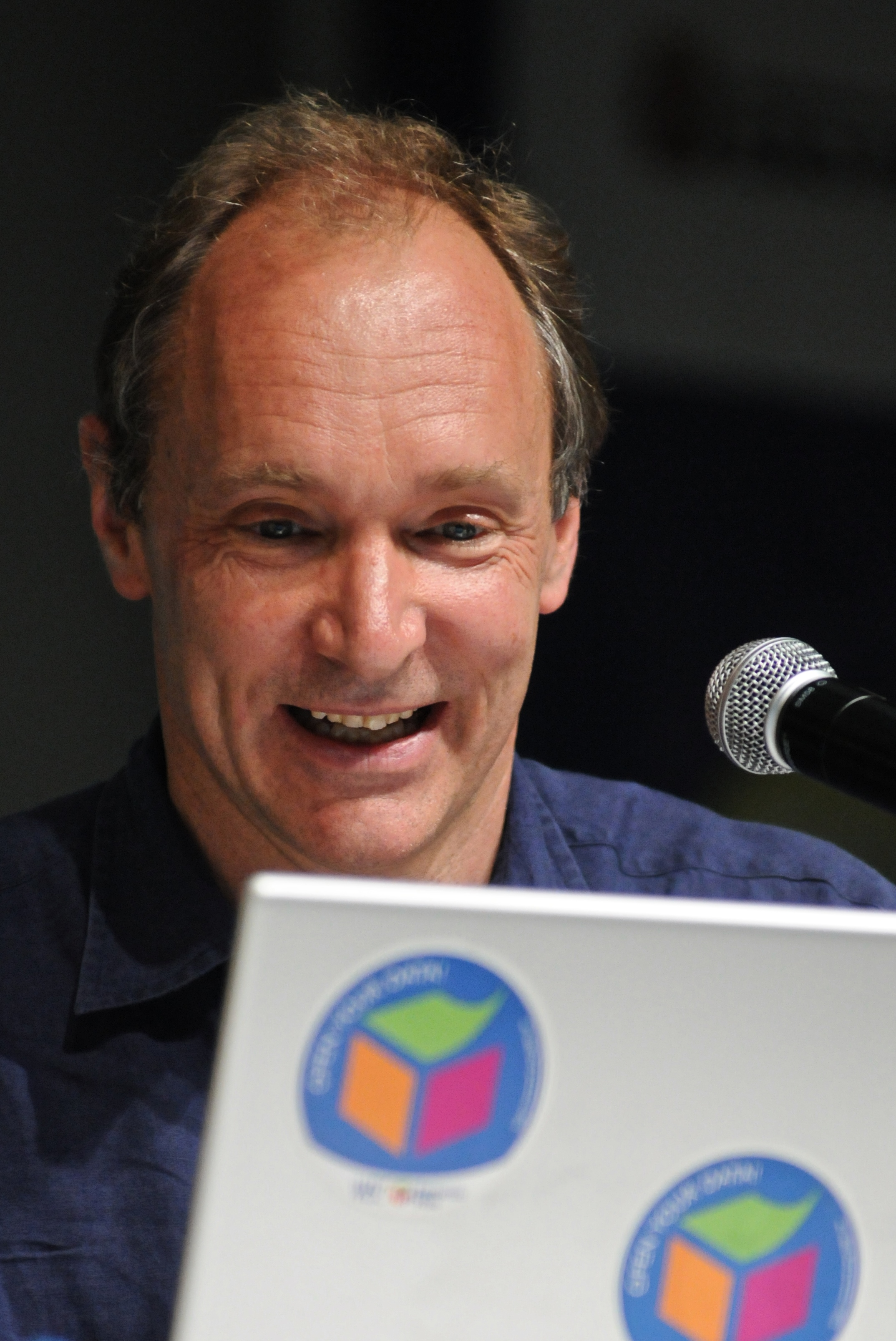
Tim Berners-Lee

- 08. Juni: José Antonio Camacho, spanischer Fußballspieler und -trainer
- 08. Juni: Karlheinz Kas, deutscher Journalist und Hörfunkreporter
- 08. Juni: Bernd Schubert, deutscher Politiker
- 09. Juni: David Lee Armstrong, US-amerikanischer Boxer († 2021)
- 09. Juni: Tiébilé Dramé, malischer Politiker († 2025)
- 09. Juni: Jan Hrušínský, tschechischer Schauspieler
- 09. Juni: Ingrid Santer, deutsche Kunstturnerin
- 10. Juni: Ian Mitchell, britischer Automobilrennfahrer
- 10. Juni: Annette Schavan, deutsche Politikerin Annette Schavan, 2013

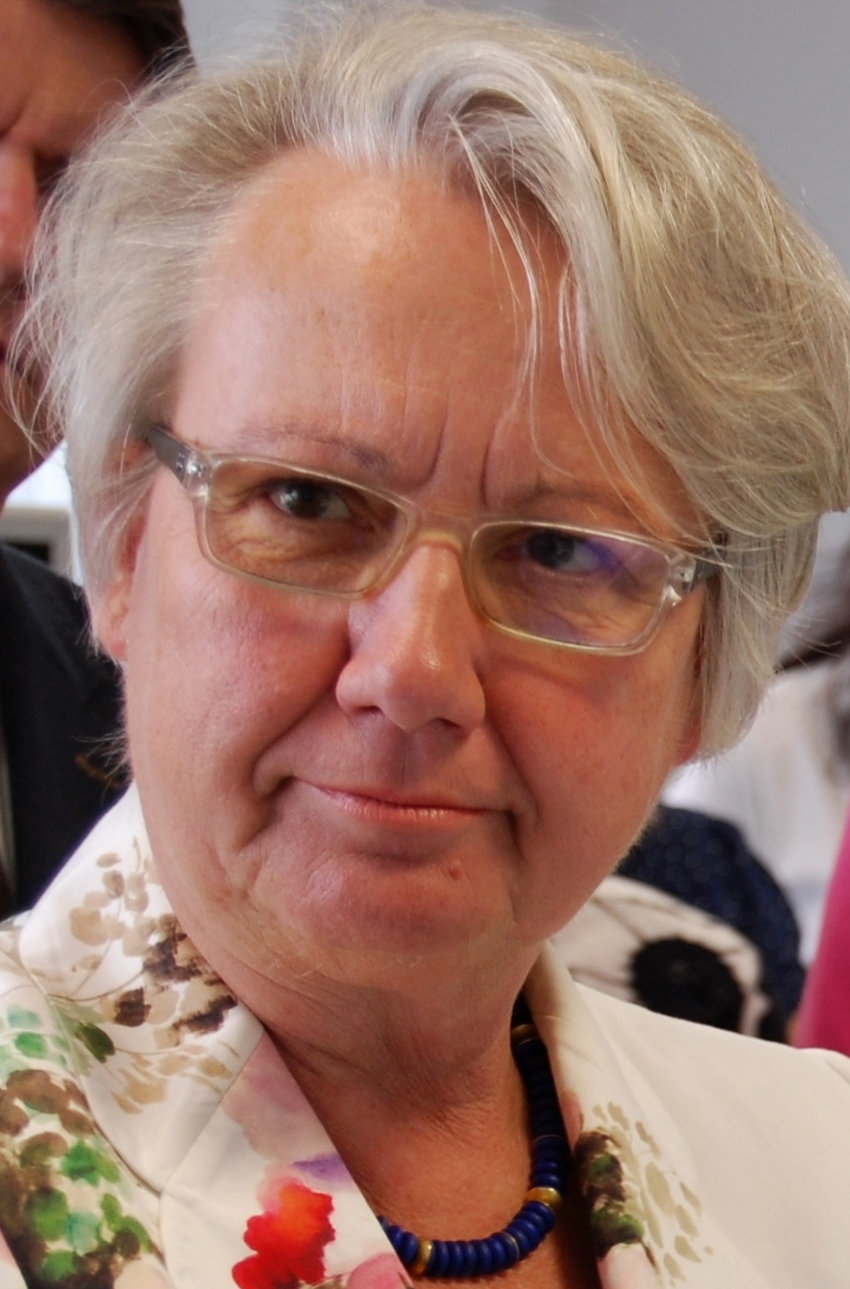
Annette Schavan, 2013

- 10. Juni: Prakash Padukone, indischer Badmintonspieler
- 10. Juni: Kazimierz Pyzik, polnischer Komponist, Kontrabassist und Gambist
- 11. Juni: Marie Gruber, deutsche Schauspielerin und Synchronsprecherin († 2018)
- 11. Juni: Milan Novotny, tschechisch-schweizerischer Musikpädagoge, Komponist und Akkordeonist
- 11. Juni: Jurij Sjedych, sowjetischer bzw. ukrainischer Leichtathlet († 2021)
- 12. Juni: Renan Demirkan, deutsche Schriftstellerin und Schauspielerin
- 12. Juni: William Langewiesche, US-amerikanischer Schriftsteller und Journalist († 2025)
- 12. Juni: Regula Venske, deutsche Schriftstellerin
- 12. Juni: René Zey, deutscher Autor von Sach- und Unterhaltungsbüchern
- 15. Juni: Brent Anderson, US-amerikanischer Comiczeichner
- 16. Juni: Patrizio Sala, italienischer Fußballspieler und -trainer
- 17. Juni: Elisabeth Heister-Neumann, Justizministerin in Niedersachsen
- 17. Juni: Michael Rüdiger, deutscher Schauspieler
- 18. Juni: Sandra Elaine Allen, größte Frau der Welt († 2008)
- 18. Juni: Greg Athans, kanadischer Freestyle-Skier und Wasserskiläufer († 2006)
- 19. Juni: Matthias Kniesbeck, deutscher Schauspieler und Regisseur († 2018)
- 20. Juni: E. Lynn Harris, US-amerikanischer Autor († 2009)
- 21. Juni: Martin Doerry, deutscher Journalist und Autor
- 21. Juni: Michael Kühnen, Anführer der deutschen Neo-Nazi-Bewegung († 1991)
- 21. Juni: Michel Platini, französischer Fußballspieler und -funktionär Michel Platini

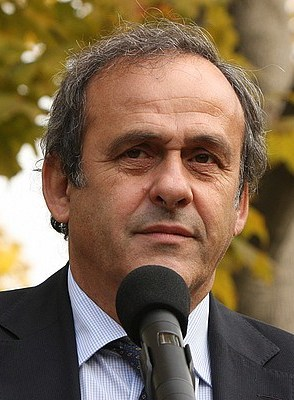
Michel Platini

- 22. Juni: Mark Galvin, irischer Automobilrennfahrer
- 23. Juni: Glenn Danzig, US-amerikanischer Rockmusiker
- 23. Juni: Stojan Ganew, bulgarischer Politiker, Präsident der 47. UN-Generalversammlung († 2013)
- 23. Juni: Jean Tigana, französischer Fußballspieler
- 25. Juni: Rudolf Braun, deutscher Politiker
- 25. Juni: Christiane Leister, deutsch-schweizerische Unternehmerin († 2025)
- 26. Juni: Mick Jones, englischer Musiker
- 26. Juni: Fabrizia Pons, italienische Rallye-Fahrerin und -Copilotin
- 26. Juni: Philippe Streiff, französischer Automobilrennfahrer († 2022)
- 27. Juni: Isabelle Adjani, französische Schauspielerin
- 28. Juni: Markus Aebi, Schweizer Biologe
- 28. Juni: Elmira Antonyan, armenische Tischtennisspielerin
- 28. Juni: Klára Kuzmová, slowakische Archäologin († 2022)
- 29. Juni: Fritz Kuhn, deutscher Politiker

### Juli
- 01. Juli: Werner Acker, deutscher Musiker
- 01. Juli: Christian Estrosi, französischer Motorradrennfahrer und Politiker
- 01. Juli: Keith Whitley, US-amerikanischer Countrymusiker († 1989)
- 03. Juli: Mladen Ančić, bosnisch-herzegowinischer Historiker
- 03. Juli: Albin Berger, deutscher Schlagersänger
- 03. Juli: Antoine Beuger, niederländischer Broker, Komponist, Kulturmanager und Musikverleger
- 03. Juli: Sylvain Boulay, französischer Automobilrennfahrer
- 03. Juli: Wilfried Gräfling, deutscher Feuerwehrbeamter
- 03. Juli: Manfred Grund, deutscher Politiker und MdB
- 03. Juli: Li Keqiang, chinesischer Politiker († 2023)
- 03. Juli: Walter Veltroni, italienischer Politiker
- 03. Juli: Reinhold Ziegler, deutscher Schriftsteller († 2017)
- 05. Juli: Peter McNamara, australischer Tennisspieler († 2019)
- 05. Juli: Josef Haslinger, österreichischer Schriftsteller
- 06. Juli: Scherif Ismail, ägyptischer Ingenieur und Politiker († 2023)
- 07. Juli: Frank Martin Ausbüttel, deutscher Althistoriker
- 08. Juli: Aldo Rodríguez, Gitarrist, Komponist und Musikpädagoge
- 08. Juli: Patrick Streiff, Bischof der evangelisch-methodistischen Kirche Mittel- und Südeuropa
- 09. Juli: Lindsey Graham, US-amerikanischer Politiker
- 09. Juli: Anette Hübinger, deutscher Politiker und MdB
- 09. Juli: Thomas Wüppesahl, deutscher Politiker
- 12. Juli: Gabriele Askamp, deutsche Schwimmerin
- 12. Juli: Bambi Woods, US-amerikanische Pornodarstellerin
- 13. Juli: Christian Tramitz, deutscher Schauspieler
- 14. Juli: Sándor Puhl, ungarischer Fußballschiedsrichter († 2021)
- 15. Juli: Pål Thowsen, norwegischer Jazzmusiker
- 15. Juli: Franz Weinzettl, österreichischer Schriftsteller
- 16. Juli: Sohar Argov, israelischer Sänger († 1987)
- 16. Juli: Wolfgang Reisinger, österreichischer Jazzschlagzeuger († 2022)
- 17. Juli: Mike Bickle, US-amerikanischer evangelikal-charismatischer Prediger, Autor und Gebetshausgründer
- 17. Juli: Marie-Luise Neunecker, deutsche Hornistin
- 17. Juli: Barbara Stollberg-Rilinger, deutsche Historikerin
- 17. Juli: Martin R. Dean, Schweizer Schriftsteller
- 18. Juli: Bernd Fasching, österreichischer Maler und Bildhauer
- 18. Juli: Luis Borda, argentinischer Tango-Gitarrist
- 19. Juli: Aleksander Korecki, polnischer Jazz- und Rocksaxophonist, Bassklarinettist, Multiinstrumentalist, Komponist und Textdichter
- 19. Juli: Dalton McGuinty, kanadischer Politiker
- 20. Juli: Gerhard Zeiler, österreichischer Manager
- 21. Juli: Marcelo Bielsa, argentinischer Fußballspieler
- 21. Juli: Taco Ockerse, deutscher Musiker
- 21. Juli: Béla Tarr, ungarischer Filmregisseur
- 22. Juli: Willem Dafoe, US-amerikanischer Schauspieler
- 22. Juli: Manuela Wiesler, österreichische Flötistin († 2006)
- 23. Juli: Faustino Armendáriz Jiménez, mexikanischer Bischof
- 24. Juli: Mohamed El-Ashram, ägyptischer Ringer († 2022)
- 24. Juli: Andy Töfferl, österreichischer Musiker († 2012)
- 24. Juli: Ursula Wulfekamp, deutsche Übersetzerin
- 25. Juli: Iman Abdulmajid, somalisches Fotomodell und Schauspielerin
- 25. Juli: Tom McCamus, kanadischer Schauspieler
- 26. Juli: Claude Langlois, kanadischer Radrennfahrer († 2025)
- 27. Juli: Allan Border, australischer Cricketspieler
- 27. Juli: Hilmar Krüger, deutscher Fernschachspieler († 2021)
- 27. Juli: Stefan Nilsson, schwedischer Komponist († 2023)
- 28. Juli: Vasile Andrei, rumänischer Ringer und Olympiasieger
- 28. Juli: Gregg Giuffria, US-amerikanischer Rock-Keyboarder
- 29. Juli: Martin Adjou Moumouni, beninischer Bischof
- 29. Juli: Jean-Hugues Anglade, französischer Schauspieler, Regisseur und Drehbuchautor
- 29. Juli: Félix Carrasco, mexikanischer Dirigent
- 29. Juli: Klaus Otto Nagorsnik, deutscher Bibliothekar und Quizspieler († 2024)
- 29. Juli: Eduardo Niebla, spanischer Gitarrist, Arrangeur und Komponist
- 30. Juli: Nancy Ip, Hongkonger Neurowissenschaftlerin
- 30. Juli: Mieczysław Litwiński, polnischer Komponist, Multiinstrumentalist, Sänger und Musikpädagoge
- 31. Juli: Hans-Eckardt Wenzel, deutscher Chansonnier, Musiker, Lyriker und Regisseur

### August
- 01. August: Dominique Andrey, schweizerischer Berufsoffizier
- 02. August: Caleb Carr, US-amerikanischer Schriftsteller und Historiker († 2024)
- 03. August: Ada Raev (geb. Ada Fischer), deutsche Kunsthistorikerin
- 04. August: Alberto R. Gonzales, US-amerikanischer Anwalt und Politiker
- 04. August: Billy Bob Thornton, US-amerikanischer Schauspieler
- 05. August: Gabriel Calvo, spanischer Turner († 2021)
- 05. August: Gunter Haug, deutscher Schriftsteller
- 06. August: Wolf Pehlke, deutscher Künstler und Autor († 2013)
- 06. August: Charles Zwolsman senior, niederländischer Drogenhändler und Automobilrennfahrer († 2011)
- 08. August: Anastassija Iwanowna Archipowa, russische Malerin, Designerin und Illustratorin
- 08. August: Herbert Prohaska, österreichischer Fußballspieler
- 09. August: Udo Beyer, deutscher Kugelstoßer Udo Beyer

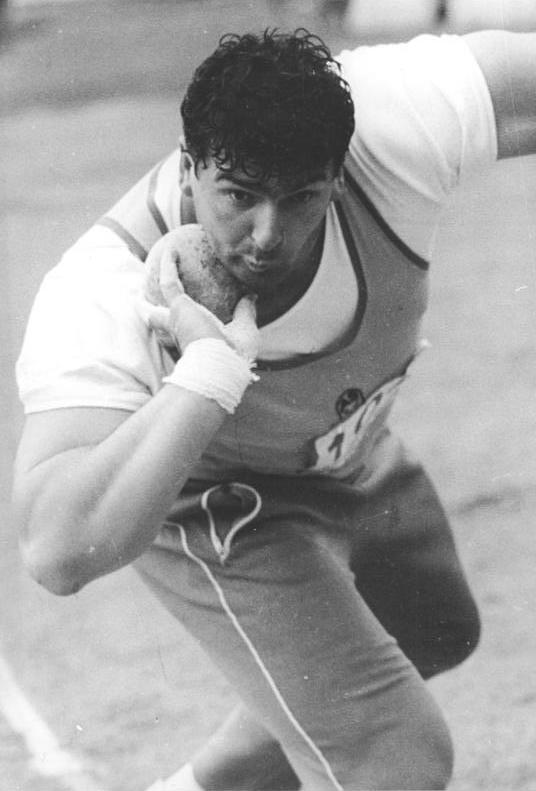
Udo Beyer

- 09. August: Arnold Vaatz, deutscher Politiker
- 10. August: Michael Gerard Bauer, australischer Schriftsteller
- 10. August: Dietmar Mössmer, österreichischer Schauspieler († 2025)
- 10. August: Brigitte Oleschinski, deutsche Schriftstellerin
- 10. August: Rolf Sachs, Schweizer Künstler
- 10. August: Manfred Scheuer, Bischof der Diözese Innsbruck
- 10. August: Rainer Wimmer, österreichischer Politiker († 2025)
- 11. August: Ferdinand Hirscher, österreichischer Alpinskitrainer
- 11. August: Sergei Pantelejewitsch Mawrodi, russischer Unternehmer und Wirtschaftskrimineller († 2018)
- 12. August: Hanspeter Gass, Schweizer Politiker, Regierungsrat Basel-Stadt
- 12. August: Heintje, niederländischer Sänger und Schauspieler Heintje, 1970

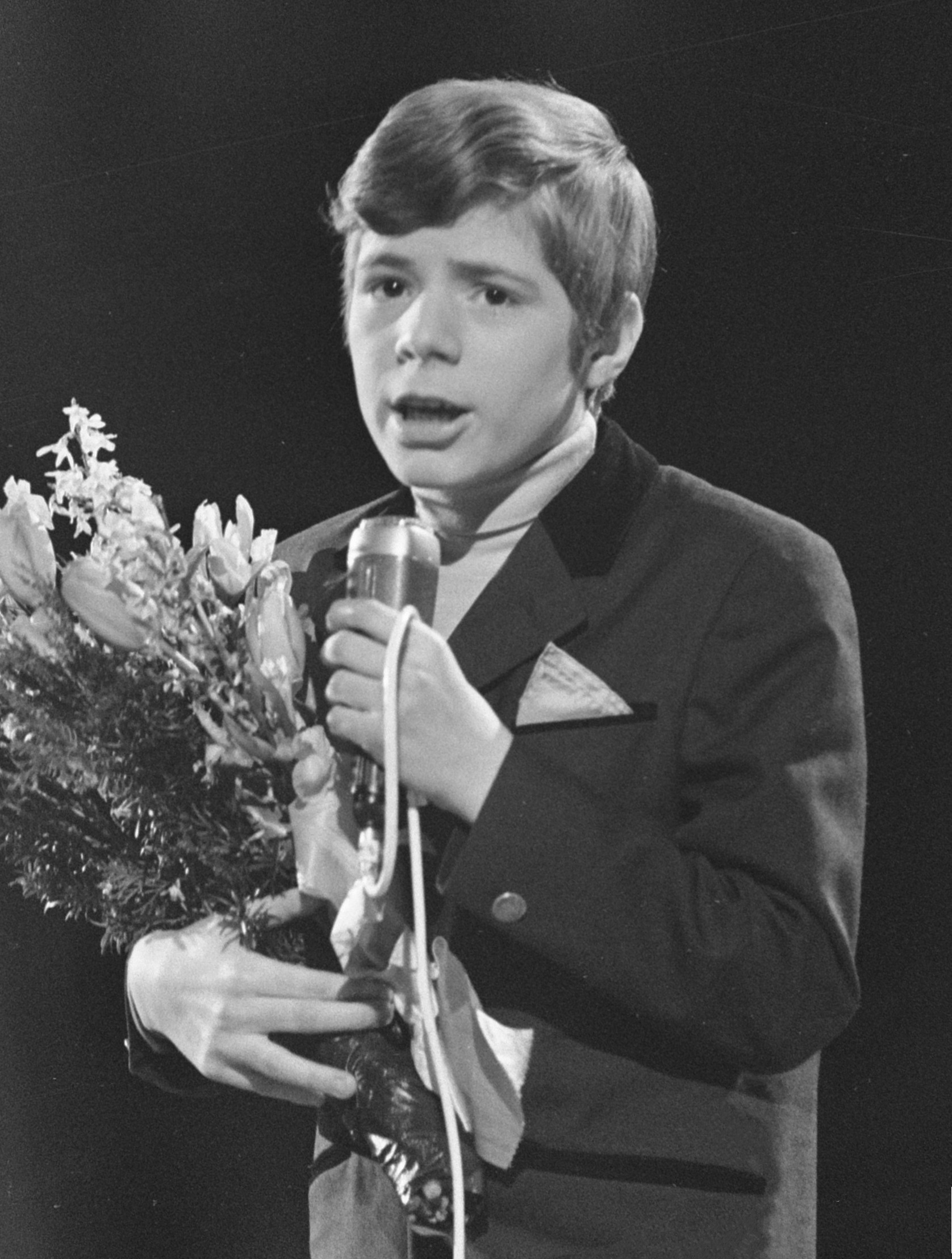
Heintje, 1970

- 13. August: Ulf Annel, deutscher Journalist, Autor und Kabarettist
- 13. August: Heinz Faßmann, österreichischer Wissenschaftler und Politiker
- 13. August: Hideo Fukuyama, japanischer Automobilrennfahrer
- 13. August: Paul Greengrass, britischer Filmregisseur
- 13. August: Mulgrew Miller, US-amerikanischer Jazzpianist († 2013)
- 14. August: Jean Stilwell, kanadische Sängerin (Mezzosopran)
- 15. August: Uli Spieß, österreichischer alpiner Skirennläufer
- 15. August: Roger Willemsen, deutscher Publizist, Autor, Essayist und Moderator († 2016)
- 15. August: Davy Sidjanski, US-amerikanischer Verleger († 2004)
- 17. August: Peter Althof, deutscher Personenschützer Kampfsportler und Schauspieler
- 17. August: Grażyna Auguścik, polnische Jazzmusikerin
- 17. August: Frank Becking, deutscher Rockmusiker
- 17. August: Kevin Welch, US-amerikanischer Country-Sänger
- 18. August: Karl Del’Haye, deutscher Fußballspieler
- 18. August: Steve Eckels, US-amerikanischer Gitarrist und Musikpädagoge († 2023)
- 18. August: Taher Elgamal, US-amerikanischer Wissenschaftler
- 18. August: Gerard Nijboer, niederländischer Marathonläufer
- 19. August: Ulrich Eggers, deutscher Theologe, Publizist und Verlagsleiter
- 19. August: Cindy Nelson, US-amerikanische Skiläuferin
- 19. August: Peter Gallagher, US-amerikanischer Schauspieler
- 20. August: Doug Mason, kanadischer und niederländischer Eishockeytrainer
- 20. August: Maria Mirtschin, sorbische Kunsthistorikerin
- 20. August: Ned Overend, US-amerikanischer Mountainbiker und Cross-Triathlet
- 21. August: Peter Goerke-Mallet, deutscher Bergbau-Ingenieur
- 22. August: Tony Burgess, kanadischer Automobilrennfahrer
- 22. August: Jano, französischer Comiczeichner
- 22. August: Thomas Rink, deutscher Bibliothekar und Musikhistoriker
- 23. August: Karl-Heinz Tekath, deutscher Historiker, Archivar († 2004)
- 23. August: Helmut Wilk, deutscher Handballtrainer und Handballspieler
- 24. August: Mike Huckabee, US-amerikanischer Politiker
- 25. August: Marcel Gerhard, Schweizer Motorrad-Bahnrennfahrer
- 25. August: John McGeoch, schottischer Gitarrist († 2004)
- 25. August: Gerd Müller, deutscher Politiker
- 27. August: Sandra de Sá, brasilianische Sängerin und Komponistin
- 27. August: Manfred Strecker, deutscher Geologe
- 27. August: Can Togay, ungarischer Drehbuchautor, Filmregisseur und Schauspieler
- 28. August: Beres Hammond, jamaikanischer Sänger und Musikproduzent
- 28. August: Franz-Josef Toth, deutscher Fußballspieler und -trainer
- 29. August: Bernarda Fink, argentinische klassische Sängerin
- 29. August: Eva-Christine Frentz, deutsche Juristin
- 29. August: Diamanda Galás, US-amerikanische Avantgarde-Performancekünstlerin
- 29. August: Ulrich Peters, Opernregisseur und Intendant
- 30. August: Uwe Fellensiek, deutscher Schauspieler und Musiker
- 30. August: Manja Göring, deutsche Schauspielerin
- 30. August: Butch Johnson, US-amerikanischer Bogenschütze († 2024)
- 30. August: Joachim Kühn, deutscher Fußballspieler
- 30. August: María Cristina Orantes, salvadorianische Lyrikerin
- 30. August: Helge Schneider, deutscher Buchautor, Regisseur, Kabarettist, Musiker Helge Schneider, 2009

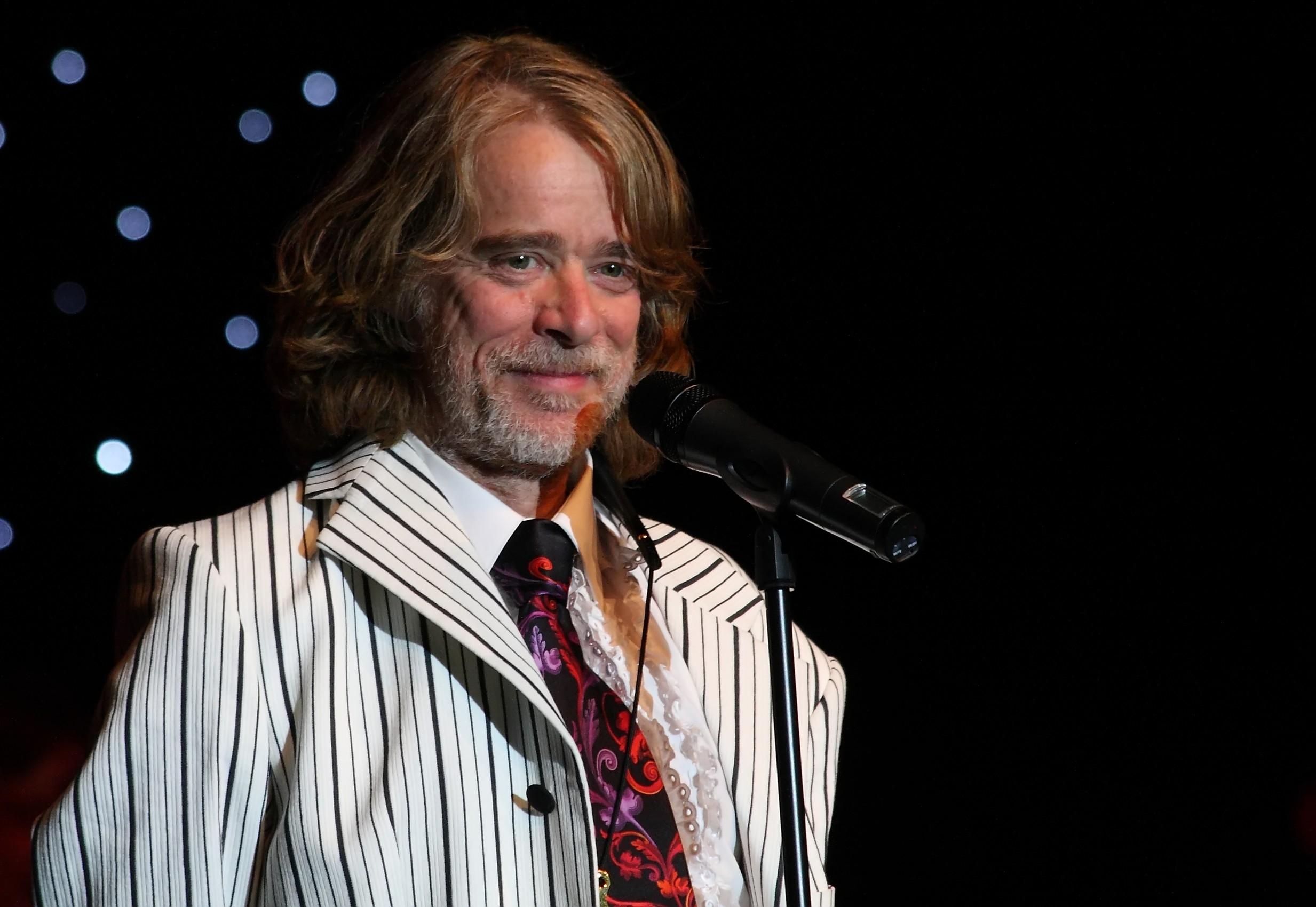
Helge Schneider, 2009

- 31. August: Filip Adwent, polnischer Politiker und MdEP († 2005)
- 31. August: Edwin Moses, US-amerikanischer Leichtathlet
- 000August: Jia Daqun, chinesischer Komponist

### September
- 01. September: Maureen George, simbabwische Hockeyspielerin
- 01. September: Gerd Strack, deutscher Fußballspieler († 2020)
- 02. September: Claus Kleber, deutscher Journalist und Fernsehmoderator Claus Kleber, 2008

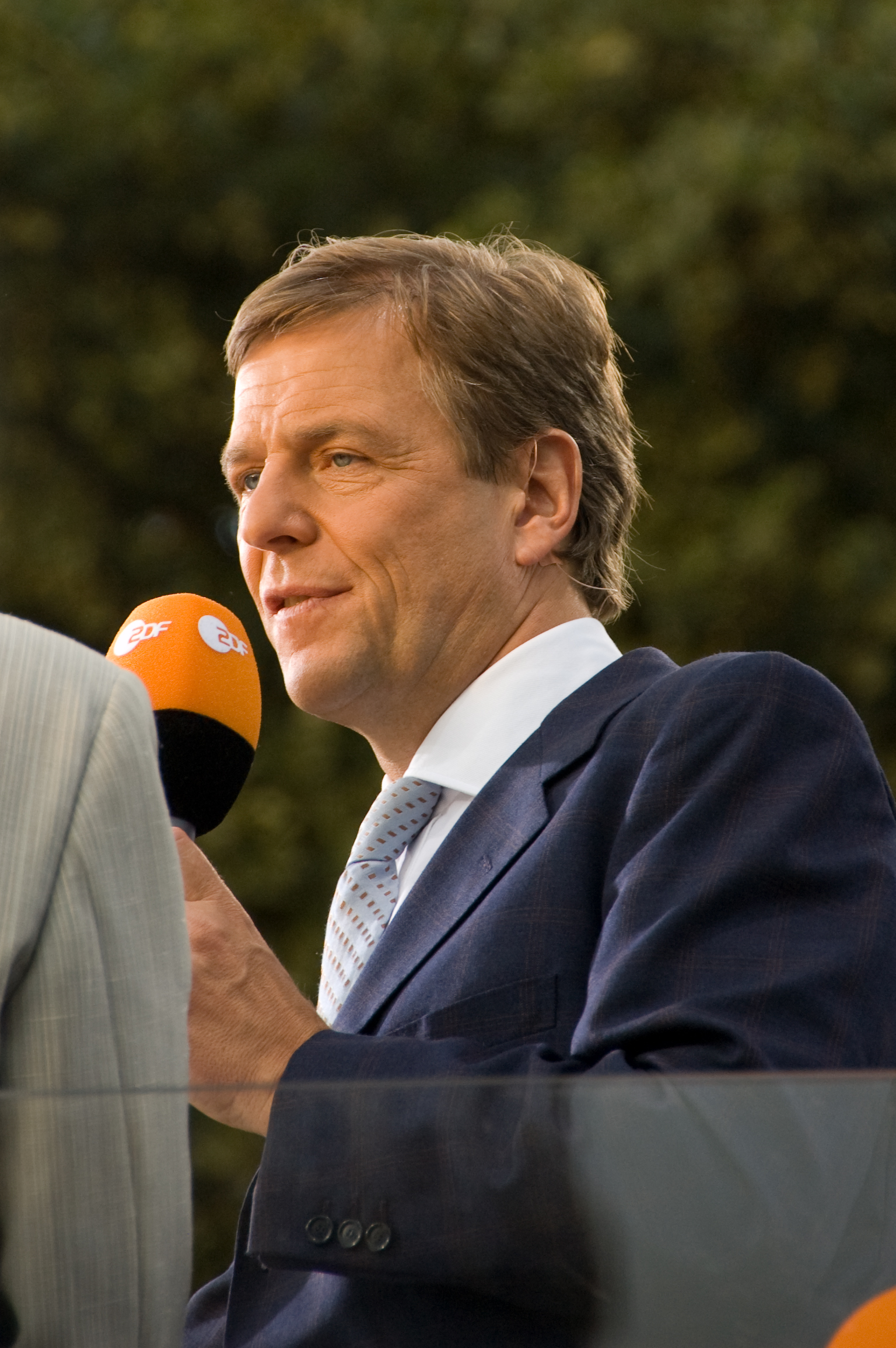
Claus Kleber, 2008

- 02. September: Alfonso Montes, venezolanischer Komponist und Gitarrist
- 02. September: Thomas Pleines, deutscher Jurist und Manager
- 03. September: Steve Jones, englischer Rockmusiker
- 04. September: Jewgeni Trefilow, russischer Handballtrainer
- 05. September: Juozas Augutis, litauischer Mathematiker und Professor
- 06. September: Endo Anaconda, Schweizer Singer-Songwriter und Schriftsteller († 2022)
- 07. September: Mira Furlan, kroatische Schauspielerin († 2021)
- 07. September: Eva Maria Pieckert, deutsche Schlagersängerin
- 07. September: Efim Zelmanov, russischer Professor der Mathematik
- 08. September: Jörg Widmoser, deutscher Musiker
- 08. September: Waleri Wassiljewitsch Gerassimow, russischer Armeegeneral
- 10. September: Armin Hahne, deutscher Automobilrennfahrer
- 10. September: Heinz Landwehr, Chefredakteur Finanztest
- 10. September: Lee Patrick Mastelotto, US-amerikanischer Rock-Schlagzeuger
- 11. September: Kurt Ansperger, österreichischer Kickboxer
- 11. September: Hiram Bullock, US-amerikanischer Jazz-Gitarrist († 2008)
- 12. September: Peter Scolari, US-amerikanischer Schauspieler († 2021)
- 13. September: Andreas Staier, deutscher Cembalist und Pianist
- 13. September: Norbert Koof, deutscher Springreiter und Unternehmer
- 14. September: Steve Berlin, US-amerikanischer Rock-Saxophonist und -Produzent
- 14. September: Leo XIV., Papst und 267. Bischof von Rom
- 14. September: Geraldine Brooks, australische Journalistin und Schriftstellerin
- 15. September: Gerhard Botz, deutscher Politiker
- 15. September: Linda Watson, simbabwische Hockeyspielerin
- 16. September: Yolandita Monje, puerto-ricanische Sängerin und Schauspielerin
- 16. September: Ulrich Stein, deutscher Regisseur, Drehbuchautor, Filmproduzent und Filmeditor
- 17. September: Charles Martinet, US-amerikanischer Schauspieler und Synchronsprecher
- 18. September: Peter Brasch, deutscher Schriftsteller († 2001)
- 18. September: Dieter Notz, deutscher Skilangläufer
- 20. September: Georg Christoph Biller, deutscher Chorleiter und Thomaskantor zu Leipzig († 2022)
- 20. September: Viki Fleckenstein, US-amerikanische Skirennläuferin
- 20. September: Wilhelm Huxhorn, deutscher Fußballspieler († 2010)
- 20. September: Dan Magnusson, schwedischer Schlagzeuger
- 21. September: Eva-Maria Auch, deutsche Professorin und Autorin
- 21. September: Dieter Dzewas, Bürgermeister der Stadt Lüdenscheid
- 21. September: Andreas Trautvetter, deutscher Politiker
- 21. September: Mika Kaurismäki, finnischer Filmregisseur
- 21. September: Andrei Wladimirowitsch Gawrilow, russischer Pianist
- 22. September: Ernie Reinhardt, deutscher Schauspieler und Travestiekünstler
- 23. September: Ye Xiaogang, chinesischer Komponist zeitgenössischer Musik
- 25. September: Ludo Coeck, belgischer Fußballspieler († 1985)
- 25. September: Steve Severin, britischer Musiker, Komponist und Journalist
- 25. September: Karl-Heinz Rummenigge, deutscher Fußballspieler Karl-Heinz Rummenigge

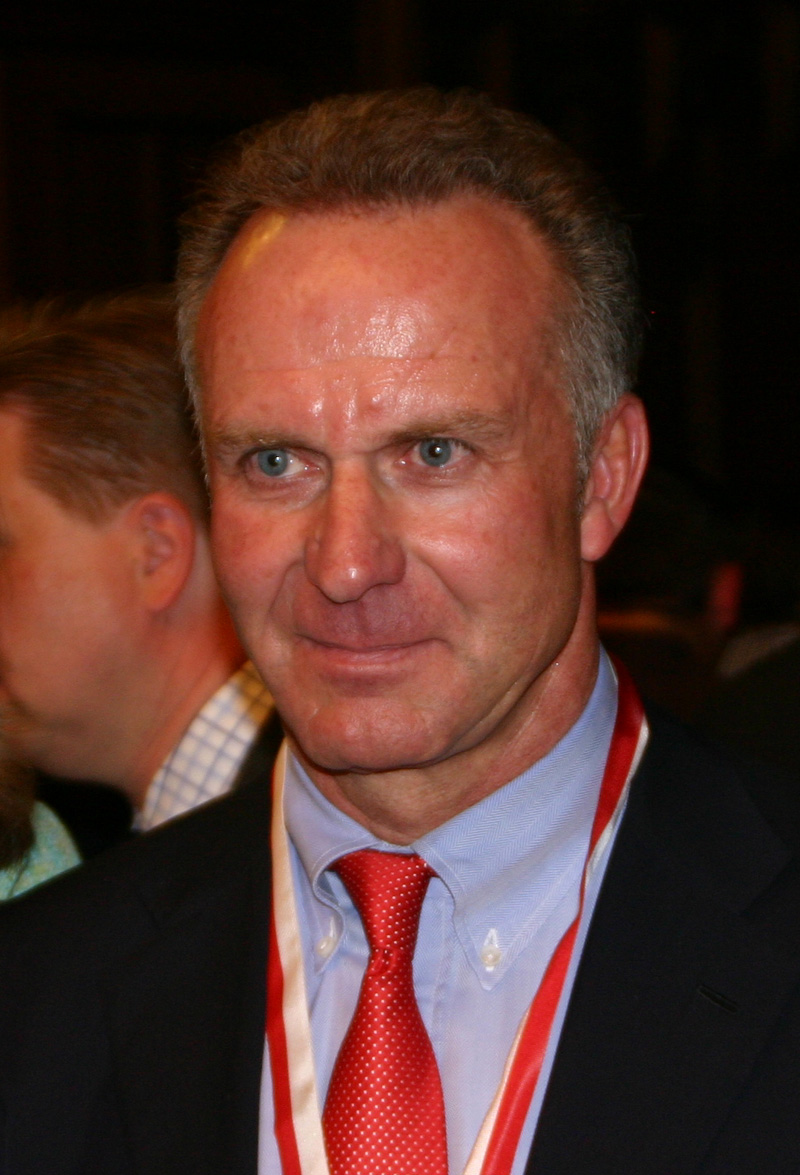
Karl-Heinz Rummenigge

- 25. September: Peter Müller, deutscher Politiker (CDU), Ministerpräsident des Saarlandes
- 25. September: Zucchero, italienischer Rockmusiker
- 26. September: Richy Müller, deutscher Schauspieler
- 26. September: Carlene Carter, US-amerikanische Country-Sängerin
- 28. September: Kenny Kirkland, US-amerikanischer Jazzpianist († 1998)
- 30. September: George Augustin, indischer Theologe und Priester
- 30. September: Jutta Richter, deutsche Kinder- und Jugendbuchautorin
- 30. September: Carlos Martínez, spanischer Pantomime

### Oktober
- 01. Oktober: Rick Latham, US-amerikanischer Funk-Schlagzeuger
- 01. Oktober: Lutz Trümper, Oberbürgermeister von Magdeburg
- 02. Oktober: Philip Oakey, englischer Sänger
- 03. Oktober: Susanna Bonasewicz, deutsche Schauspielerin und Synchronsprecherin
- 03. Oktober: Francesco Guidolin, italienischer Fußballspieler und -trainer
- 04. Oktober: Jorge Valdano, argentinischer Fußballspieler und Trainer
- 05. Oktober: Michał Lorenc, polnischer Filmkomponist
- 05. Oktober: Ángela Molina, spanische Schauspielerin
- 06. Oktober: Pia Fries, Schweizer Malerin
- 06. Oktober: Josef Moser, österreichischer Rechnungshofpräsident
- 06. Oktober: Wang Huning, chinesischer Politiker
- 07. Oktober: Claudio Gugerotti, italienischer Bischof und Vatikandiplomat
- 07. Oktober: Yo-Yo Ma, chinesisch-amerikanischer Cellist
- 08. Oktober: Jeanne Galway, US-amerikanische Flötistin und Musikpädagogin
- 08. Oktober: Claudio Sulser, Schweizer Fußballspieler
- 09. Oktober: Steve Ovett, britischer Mittelstreckenläufer und Olympiasieger
- 09. Oktober: Leonardo Padura, kubanischer Schriftsteller
- 09. Oktober: Angelika Brunkhorst, deutsche Politikerin
- 09. Oktober: Grazia Di Michele, italienische Cantautrice
- 09. Oktober: Shona Laing, neuseeländische Sängerin
- 10. Oktober: Peter Ratzenbeck, österreichischer Gitarrist und Komponist
- 10. Oktober: Andreas Rothkopf, deutscher Organist, Pianist und Musikpädagoge
- 11. Oktober: Duncan Atwood, US-amerikanischer Speerwerfer
- 11. Oktober: Ionel Augustin, rumänischer Fußballspieler und -trainer
- 11. Oktober: Hans-Peter Briegel, deutscher Fußballspieler, -funktionär und -trainer

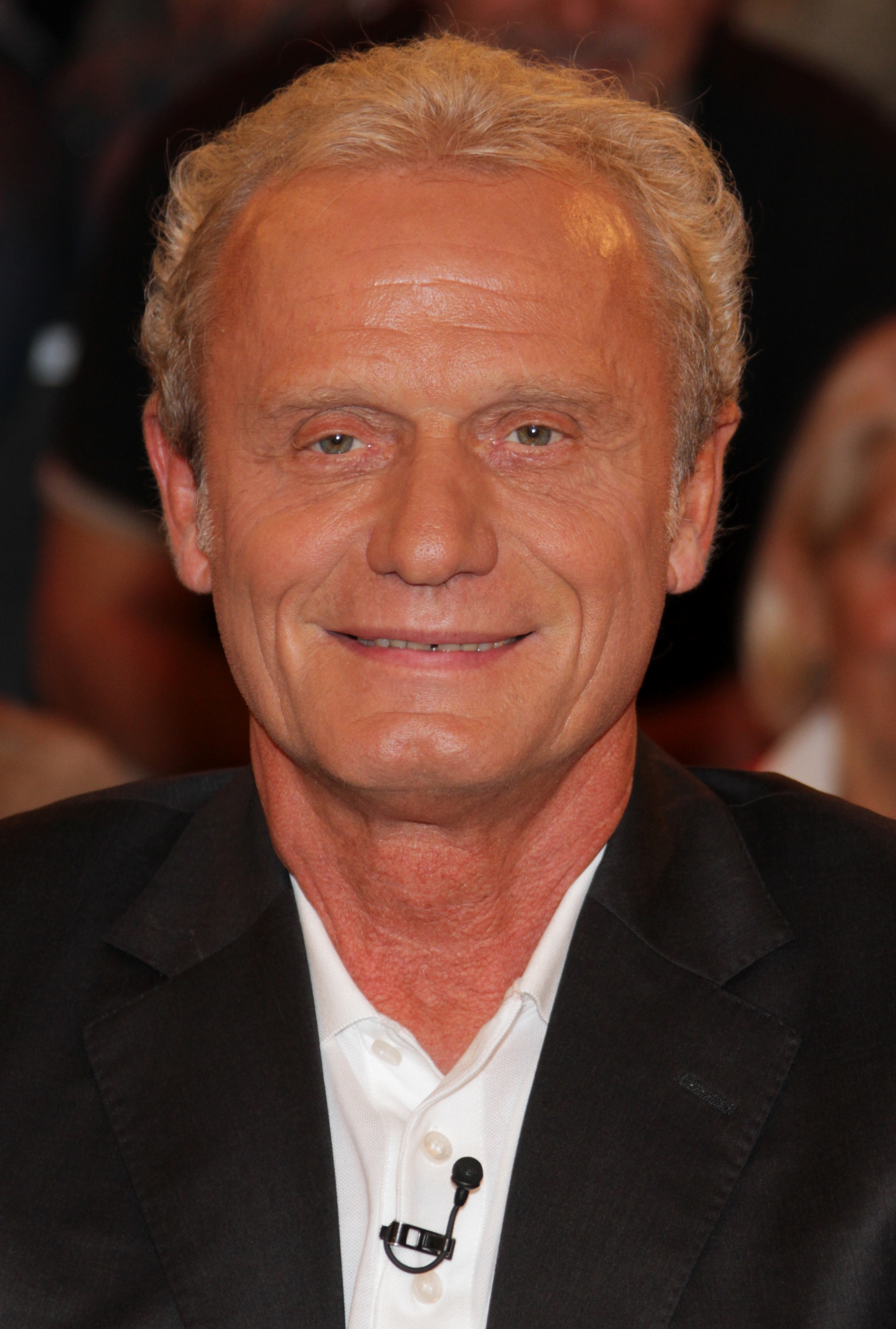
Hans-Peter Briegel

- 11. Oktober: Matteo Maria Zuppi, italienischer Erzbischof von Bologna, Kardinal
- 12. Oktober: Jan Einar Aas, norwegischer Fußballspieler
- 12. Oktober: Ante Gotovina, kroatischer General
- 12. Oktober: Brigitte Lahaie, französische Schauspielerin und Schriftstellerin
- 12. Oktober: Samuel Schatzmann, Schweizer Dressurreiter († 2016)
- 13. Oktober: Detlef Michel, deutscher Leichtathlet
- 14. Oktober: Jean-Paul Libert, belgischer Automobilrennfahrer († 2022)
- 16. Oktober: Lynn Cain, US-amerikanischer American-Football-Spieler
- 16. Oktober: Antonina Dymowa, sowjetische Ruderin
- 16. Oktober: Marlene Mortler, deutsche Politikerin
- 17. Oktober: Markus Imboden, Schweizer Regisseur und Autor
- 17. Oktober: Gert Schaefer, deutscher Schauspieler († 2014)
- 17. Oktober: Wolfram Christ, deutscher Musiker
- 18. Oktober: David Twohy, US-amerikanischer Regisseur und Drehbuchautor
- 19. Oktober: Petra Fuhrmann, deutsche Politikerin und MdL († 2019)
- 19. Oktober: Susanne Häusler, deutsche Schauspielerin
- 20. Oktober: Qairat Äbussejitow, kasachischer Diplomat
- 20. Oktober: David Profumo, britischer Journalist und Autor
- 20. Oktober: Kurt Aebli, Schweizer Schriftsteller
- 20. Oktober: Thomas Newman, US-amerikanischer Komponist für Filmmusik
- 20. Oktober: Sheldon Whitehouse, US-amerikanischer Politiker
- 21. Oktober: Natalja Komarowa, russische Politikerin
- 22. Oktober: Bill Condon, US-amerikanischer Filmregisseur und Drehbuchautor
- 22. Oktober: John Graham, kanadischer Automobilrennfahrer
- 22. Oktober: Cordula Güdemann, deutsche Malerin († 2024)
- 23. Oktober: Dagmar Leupold, deutsche Schriftstellerin
- 23. Oktober: Toshio Hosokawa, japanischer Komponist
- 23. Oktober: Dominique Mentha, Schweizer Sänger, Theaterregisseur und -intendant
- 23. Oktober: Setsuko Shinoda, japanische Schriftstellerin
- 24. Oktober: Jay Anderson, US-amerikanischer Kontrabassist
- 24. Oktober: Karen Austin, US-amerikanische Schauspielerin
- 24. Oktober: Marco Bechis, italienisch-argentinischer Filmregisseur und Drehbuchautor
- 25. Oktober: Robin Eubanks, US-amerikanischer Jazzposaunist
- 25. Oktober: Peter Jecklin, Schweizer Schauspieler
- 26. Oktober: Bernd Drogan, deutscher Radsportler
- 26. Oktober: Jan Hoffmann, deutscher Eiskunstläufer
- 26. Oktober: Wolfgang Gansert, deutscher Radsportler
- 26. Oktober: Baltasar Garzón, spanischer Untersuchungsrichter am höchsten Strafgerichtshof Spaniens
- 26. Oktober: Stephen Kern Robinson, US-amerikanischer Astronaut
- 27. Oktober: Jörg Hartmann, jüngstes Opfer an der Berliner Mauer († 1966)
- 27. Oktober: Tetsu Saitō, japanischer Jazzbassist und Improvisationsmusiker († 2019)
- 28. Oktober: Bill Gates, US-amerikanischer Unternehmer und Gründer von Microsoft

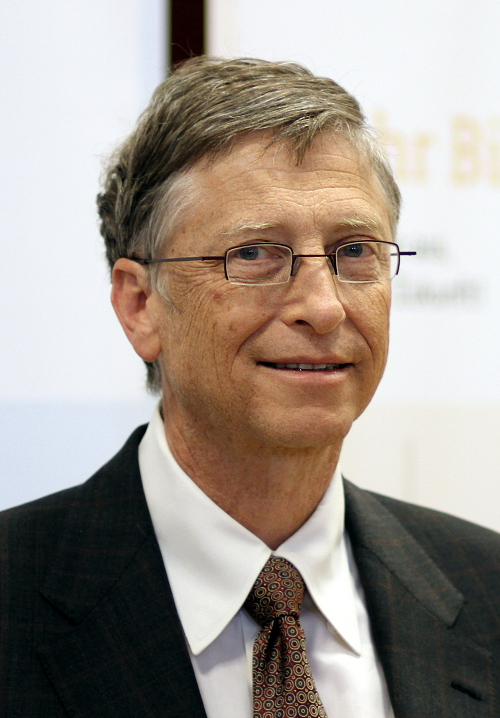
Bill Gates, 2013

- 28. Oktober: Armin Lemme, deutscher Diskuswerfer († 2021)
- 28. Oktober: Yves Simoneau, kanadischer Filmregisseur, Filmproduzent und Drehbuchautor
- 28. Oktober: Jaroslav Studzizba, polnischer Fußballspieler († 2025)
- 29. Oktober: Jürgen Grislawski, deutscher Maler und Bildhauer
- 29. Oktober: Paul Smith, britischer Automobilrennfahrer
- 30. Oktober: Bernd Riexinger, deutscher Gewerkschafter und Politiker, MdB
- 31. Oktober: Naji Hakim, französischer Komponist und Organist
- 000Oktober: Song Xiuyan, chinesische Politikerin

### November
- 01. November: Joe Arroyo, kolumbianischer Sänger und Komponist († 2011)
- 01. November: Anne Frances Audain, neuseeländische Mittel- und Langstreckenläuferin
- 01. November: Rudolf Elmer, Schweizer Bankmanager und Whistleblower
- 02. November: Peter Atkins, britischer Drehbuchautor
- 02. November: Linda Joy, britische Schauspielerin und Synchronsprecherin
- 02. November: Roberto Pries, deutscher Handballspieler († 2012)
- 03. November: Amy Antin, US-amerikanische Sängerin
- 03. November: Vivian Dettbarn-Slaughter, US-amerikanische Komponistin, Musikpädagogin, Pianistin und Sängerin
- 03. November: Eisi Gulp, deutscher Schauspieler, Kabarettist und Moderator
- 03. November: Michel Renquin, belgischer Fußballspieler und -trainer
- 04. November: Norbert Mörs, deutscher Politiker
- 04. November: Matti Vanhanen, finnischer Politiker und Ministerpräsident
- 04. November: Andreas Willscher, deutscher Kirchenmusiker und Komponist
- 05. November: Gisela Fischdick, deutsche Schachspielerin
- 06. November: Catherine Ann Asaro, US-amerikanische Science-Fiction- und Fantasy-Autorin
- 06. November: Kristiane Allert-Wybranietz, deutsche Schriftstellerin († 2017)
- 06. November: Maria Shriver, Journalistin der NBC
- 06. November: Ken Read, kanadischer Skirennläufer
- 07. November: Norbert Eder, deutscher Fußballspieler († 2019)
- Roland Emmerich (2007)07. November: Detlef Ultsch, erster deutscher Judo-Weltmeister

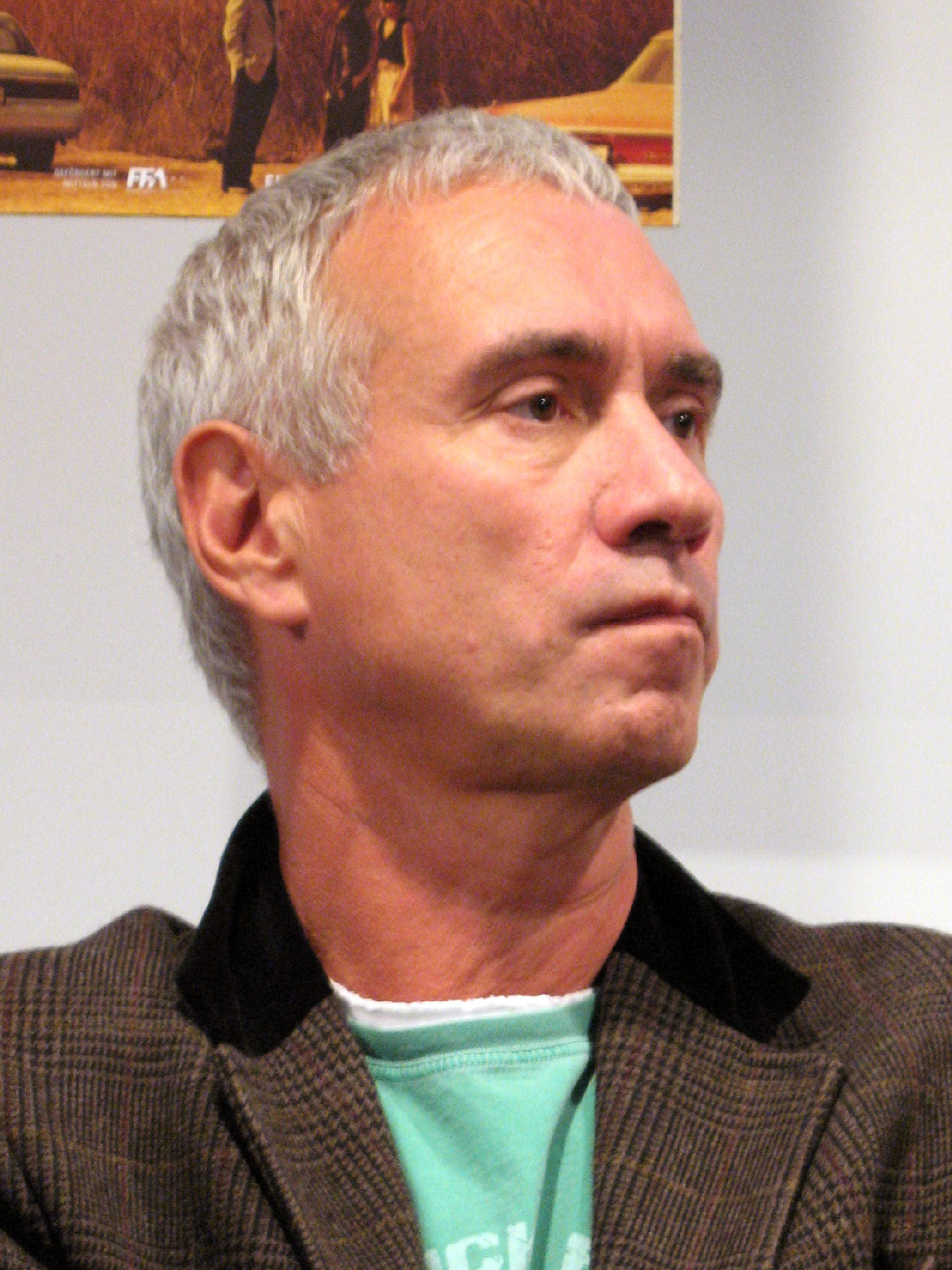
Roland Emmerich (2007)

- 07. November: Harald Wohlfahrt, deutscher Koch
- 08. November: Dietmar Hoffmann, deutscher Fußballspieler
- 08. November: Gisela Oeri, Leiterin des Puppenhausmuseums in Basel
- 09. November: Volker Dietzel, deutscher Regisseur und Autor
- 09. November: Lars Ulrik Mortensen, dänischer Cembalist und Dirigent
- 10. November: Tadeusz Arkit, polnischer Politiker
- 10. November: Roland Emmerich, deutscher Filmproduzent, Regisseur und Drehbuchautor
- 10. November: Cho Tae-yul, südkoreanischer Politiker

- 11. November: Buck Adams, US-amerikanischer Pornodarsteller und Regisseur († 2008)
- 11. November: Dave Alvin, US-amerikanischer Country- und Folk-Musiker
- 11. November: Petra Ernstberger, deutsche Politikerin und MdB

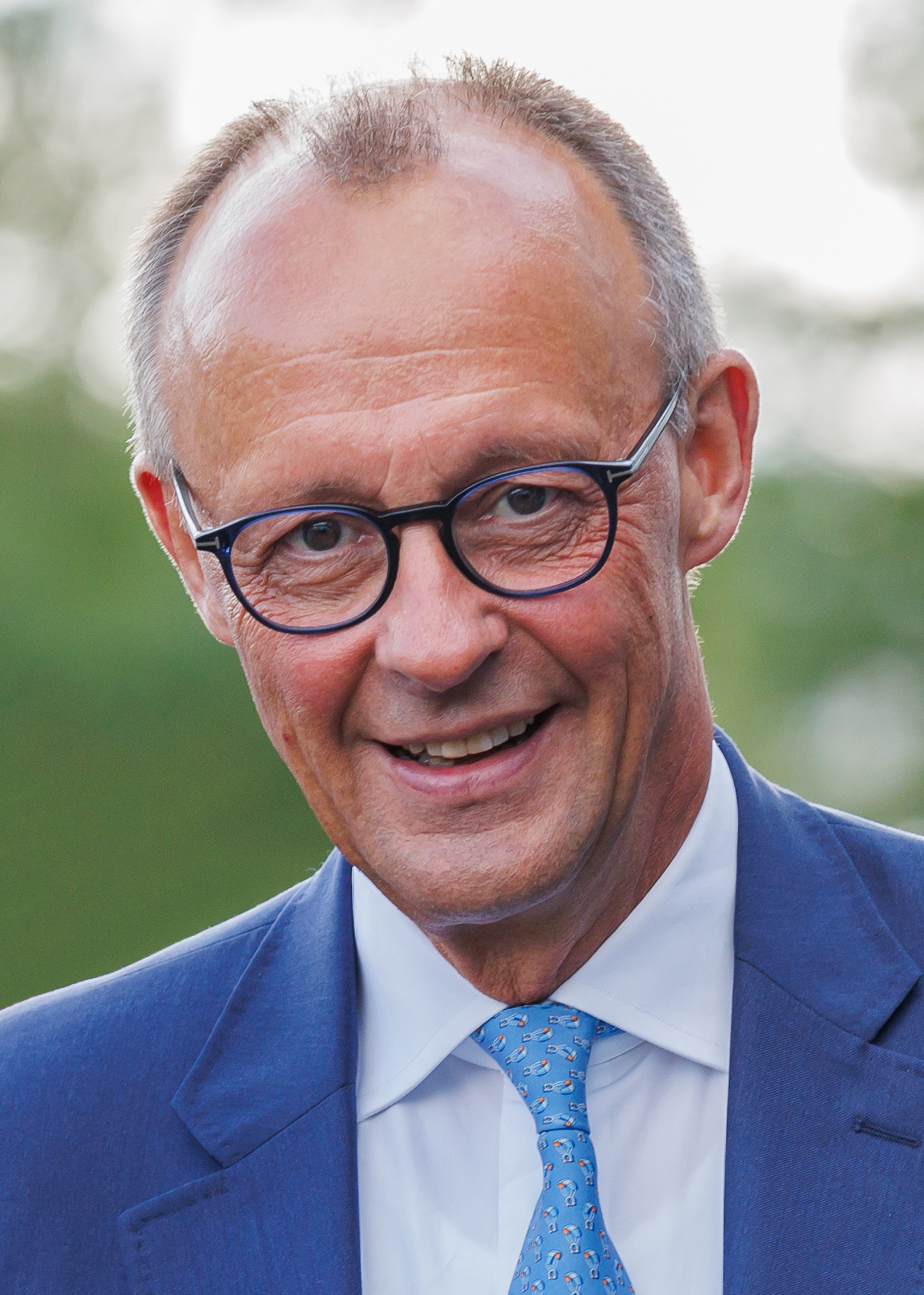
Friedrich Merz, 2024

- Friedrich Merz, 202411. November: Friedrich Merz, deutscher Politiker, Bundeskanzler
- 11. November: Jigme Singye Wangchuk, König („Druk Gyalpo“) von Bhutan
- 11. November: Roland Tichy, deutscher Journalist und Publizist
- 12. November: Harald Maack, deutscher Schauspieler
- 13. November: Armin Dallapiccola, österreichischer Schauspieler
- 13. November: Whoopi Goldberg, US-amerikanische Schauspielerin

- 14. November: Matthias Herget, deutscher Fußballspieler
- 14. November: Galina Stepanowa, sowjetische Ruderin
- 15. November: Jens Andersen, dänischer Journalist, Literaturkritiker und Schriftsteller
- 15. November: Liane Dirks, deutsche Schriftstellerin, Moderatorin und Journalistin
- 15. November: Sjarhei Woitschanka, weißrussischer Künstler und Designer († 2004)
- 16. November: Marie-Hélène Aubert, französische Politikerin
- 16. November: Héctor Cúper, argentinischer Fußballspieler und -trainer
- 17. November: Karl Augschöll, österreichischer Jazzmusiker
- 18. November: Sandro R. Müller, deutscher Organist († 2024)Whoopi Goldberg (2008)

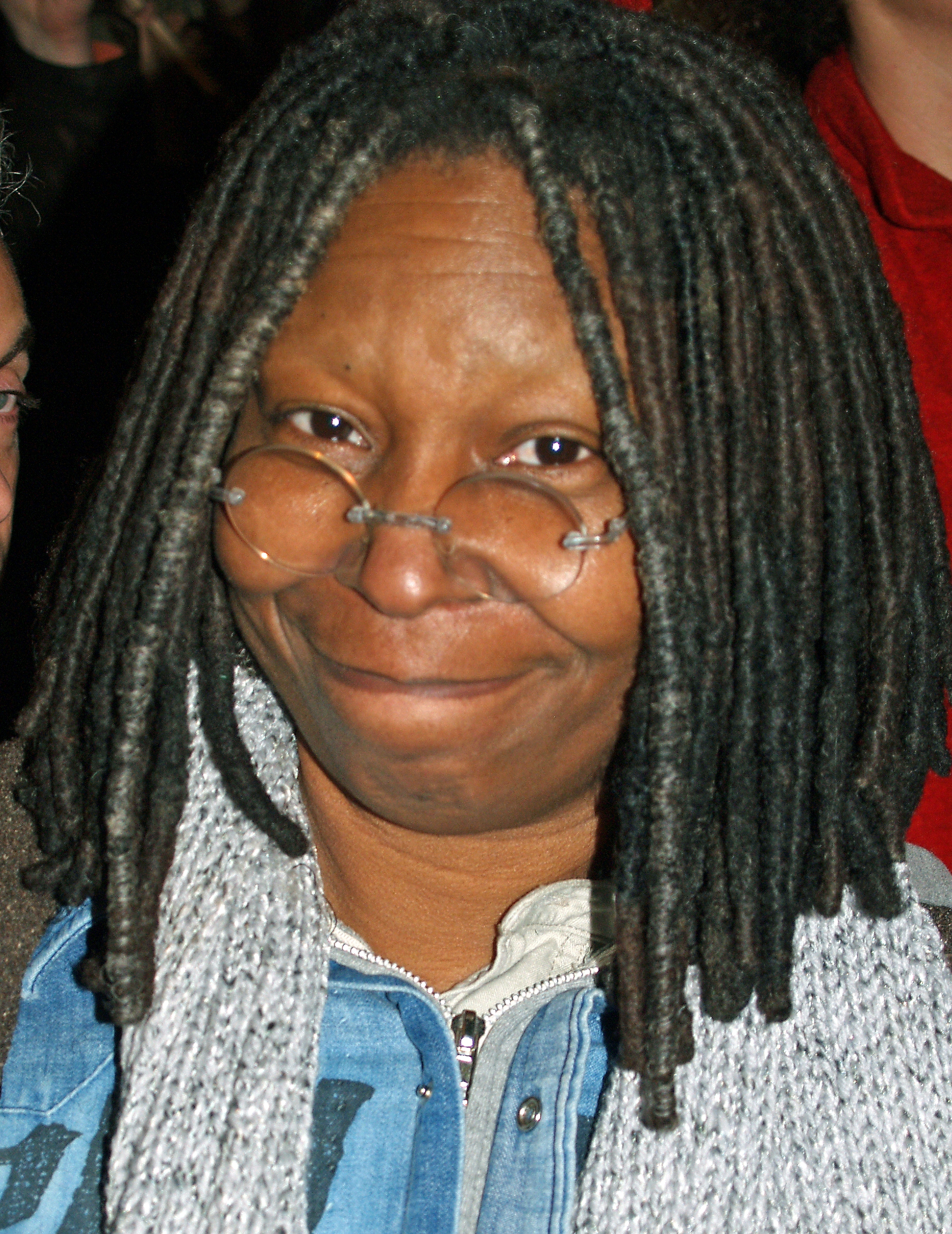
Whoopi Goldberg (2008)

- 21. November: Gudrun Gabriel, österreichische Schauspielerin
- 21. November: Peter Koppes, australischer Gitarrist und Songwriter
- 22. November: Evelyn Hübscher, deutsche Handballspielerin
- 23. November: Steven Brust, US-amerikanischer Fantasyautor
- 23. November: Česlovas Jokūbauskas, litauischer Richter († 2013)
- 23. November: Mary Landrieu, US-amerikanische Politikerin
- 23. November: Mariele Millowitsch, deutsche Schauspielerin
- 24. November: Lena Adelsohn Liljeroth, schwedische Politikerin
- 24. November: Rainer Grenkowitz, deutscher Schauspieler († 2024)
- 24. November: Gunter Weißgerber, deutscher Politiker und MdB
- 24. November: Einar Kárason, isländischer Autor
- 24. November: Nadschib Miqati, libanesischer Politiker, Unternehmer und Ministerpräsident
- 25. November: Kurt Niedermayer, deutscher Fußballspieler
- 25. November: Erwin Grosche, deutscher Kabarettist
- 26. November: Tracy Hickman, US-amerikanischer Fantasy-Autor
- 27. November: Sarah English, simbabwische Hockeyspielerin
- 28. November: Alessandro Altobelli, italienischer Fußballspieler
- 28. November: Michel Amathieu, französischer Kameramann
- 28. November: Adem Jashari, albanischer Paramilitär († 1998)
- 29. November: Howie Mandel, kanadischer Fernsehmoderator, Schauspieler und Komiker
- 29. November: Adam Nussbaum, US-amerikanischer Jazzschlagzeuger
- 29. November: Amy Sue Rosen, US-amerikanische Tänzerin und Choreographin († 2003)
- 30. November: Billy Idol, britischer Sänger und Songschreiber

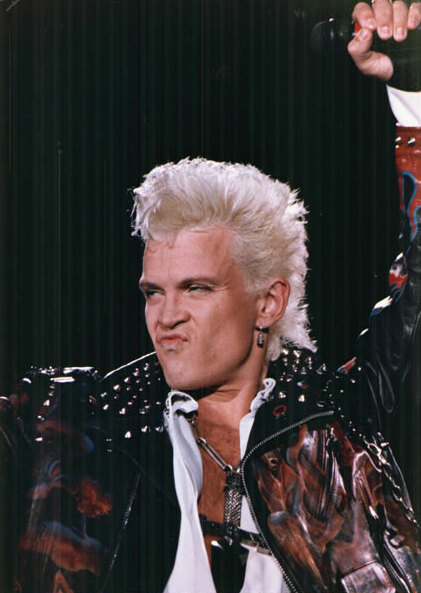
Billy Idol (1990)

- 30. November: Deborra-Lee Furness, australische Schauspielerin

### Dezember
- 01. Dezember: Veikko Onni Juhani Aaltonen, finnischer Regisseur, Redakteur, Tontechniker, Produktionsleiter, Film- und Fernsehautor und -Schauspieler
- 01. Dezember: Graham Duxbury, südafrikanischer Automobilrennfahrer
- 01. Dezember: Horst Günter Marx, deutscher Schauspieler
- 01. Dezember: Maria Neubrand, deutsche römisch-katholische Ordensfrau sowie Theologin († 2020)
- 02. Dezember: Ignatios Antoniadis, griechischer Physiker
- 02. Dezember: Kenneth Frazelle, US-amerikanischer Komponist
- 02. Dezember: Angelika Koller, deutsche Schriftstellerin und Volkshochschuldozentin
- 02. Dezember: Theodor Ludwig Georg Albert Knolle, deutscher evangelischer Theologe
- 03. Dezember: Melody Anderson, kanadische Schauspielerin
- 03. Dezember: Pier Ferdinando Casini, italienischer Politiker
- 03. Dezember: Steven Culp, US-amerikanischer Schauspieler
- 03. Dezember: Piero Nappi, italienischer Automobilrennfahrer
- 03. Dezember: Alberto Tarantini, argentinischer Fußballspieler
- 04. Dezember: Andre Arnold, österreichischer Skirennläufer
- 04. Dezember: Yasser Ayyash, jordanischer Erzbischof
- 04. Dezember: Maurizio Bianchi, italienischer Musiker
- 04. Dezember: Cassandra Wilson, US-amerikanische Jazzsängerin
- 04. Dezember: Ruth Wohlschlegel, deutsche Schauspielerin und Coach
- 04. Dezember: Yōjirō Takita, japanischer Filmregisseur
- 05. Dezember: Andreas Hofmann, Schweizer Motorradrennfahrer
- 06. Dezember: Rick Buckler, britischer Schlagzeuger
- 06. Dezember: Bright Sheng, US-amerikanischer Komponist, Dirigent und Pianist chinesischer Herkunft
- 06. Dezember: Tadeusz Sudnik, polnischer Improvisations- und Jazzmusiker und Komponist
- 06. Dezember: Tony Woodcock, englischer Fußballspieler
- 07. Dezember: Klaus Elwardt, deutscher Handballspieler
- 07. Dezember: Władysław Kłosiewicz, polnischer Cembalist, Dirigent und Musikpädagoge
- 07. Dezember: Gerold Otten, deutscher Offizier und Politiker

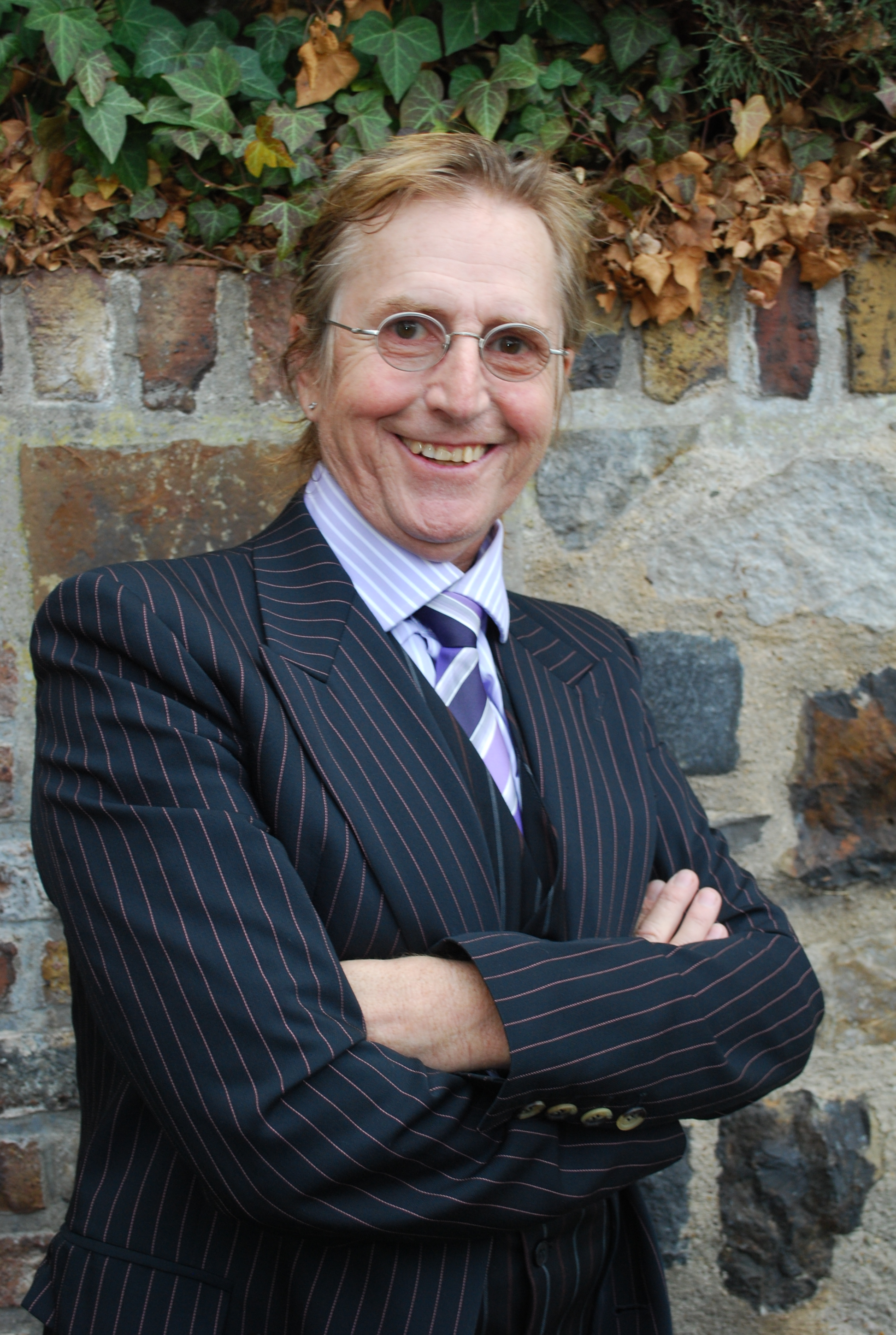
Martin Semmelrogge, 2011

- 08. Dezember: Martin Semmelrogge, deutscher Schauspieler
- 08. Dezember: Nathan East, US-amerikanischer Bassist
- 09. Dezember: Anne Haigis, deutschsprachige Musikerin und Sängerin
- 09. Dezember: David Sears, britischer Unternehmer und Automobilrennfahrer
- 10. Dezember: Lothar Krieg, deutscher Leichtathlet
- 10. Dezember: Helena Dam á Neystabø, Färöische Politikerin (Javnaðarflokkurin)
- 11. Dezember: Horst Ehrmantraut, deutscher Fußballspieler und -trainer
- 11. Dezember: Ludwig Laher, österreichischer Schriftsteller
- 12. Dezember: Gianna Angelopoulos-Daskalaki, griechische Politikerin und Geschäftsfrau
- 12. Dezember: David Atkins, australischer Regisseur, Produzent und Choreograf
- 13. Dezember: Mark Dean Andrus, US-amerikanischer Drehbuchautor
- 13. Dezember: Herbert Trattnigg, österreichischer Schauspieler
- 14. November: Matthias Herget, deutscher Fußballspieler
- 14. November: Werner Siebler, deutscher Gewerkschafter, Postbote und Opfer des Radikalenerlasses
- 15. Dezember: Norbert Ballhaus, deutscher Politiker

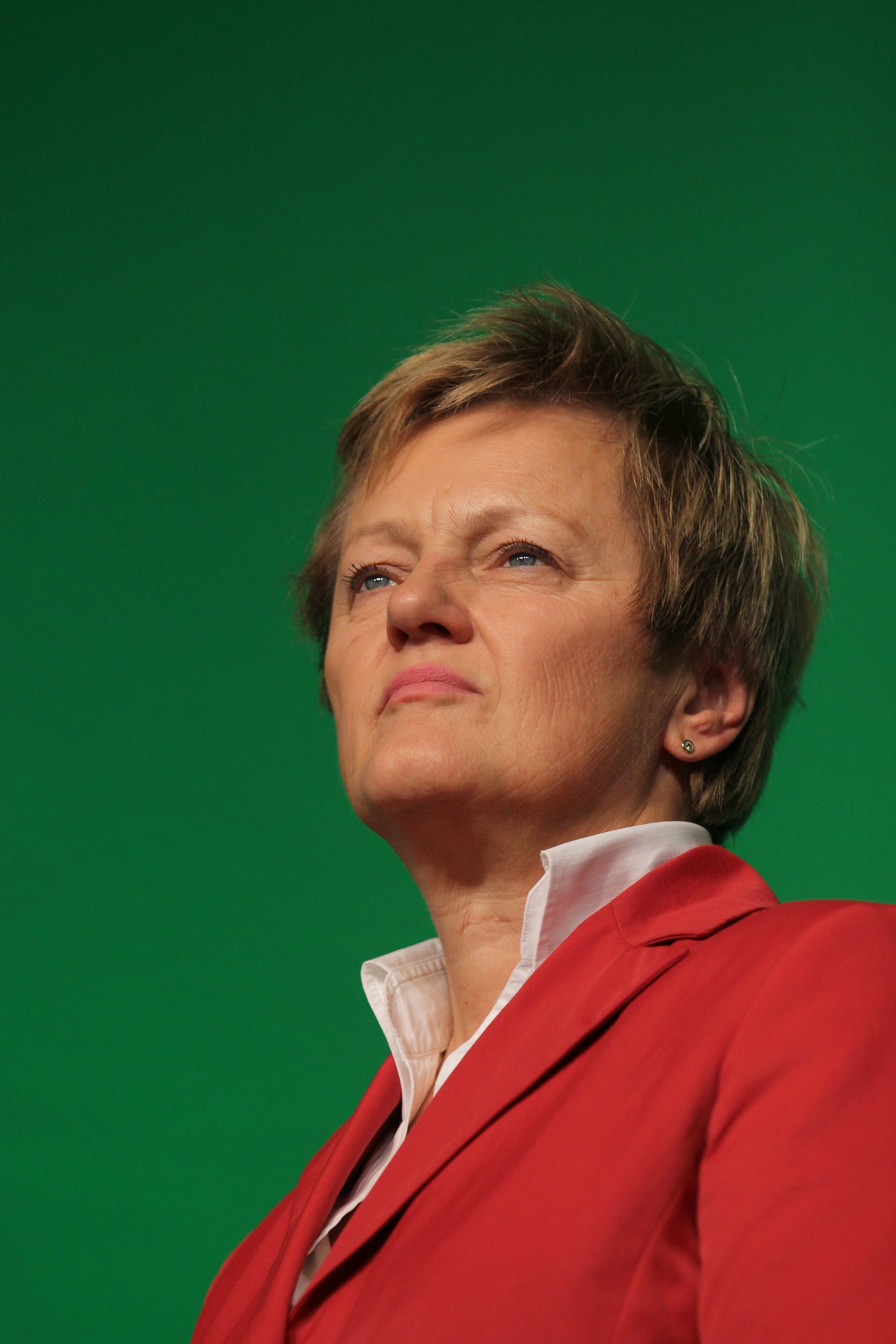
Renate Künast

- 15. Dezember: Renate Künast, deutsche Politikerin
- 15. Dezember: Paul Simonon, englischer Punk-Musiker von The Clash
- 18. Dezember: André Geerts, belgischer Comiczeichner und Cartoonist († 2010)
- 18. Dezember: Vijay Mallya, indischer Unternehmer, Manager und Multimillionär
- 19. Dezember: Robin Donovan, britischer Automobilrennfahrer
- 19. Dezember: Manfred Koch, deutscher Literaturwissenschaftler und Autor
- 19. Dezember: Thaisa Storchi-Bergmann, brasilianische Astrophysikerin
- 20. Dezember: Hideki Noda, japanischer Dramatiker und Schauspieler
- 20. Dezember: Martin Schulz, deutscher Politiker
- 21. Dezember: Ute Christensen, deutsche Schauspielerin
- 21. Dezember: Jane Kaczmarek, US-amerikanische Theater- und Filmschauspielerin
- 21. Dezember: Erwin Rüddel, deutscher Politiker († 2025)
- 22. Dezember: Thomas Südhof, deutsch-US-amerikanischer Biochemiker, Nobelpreisträger
- 24. Dezember: Brigitte Kössinger, deutsche Kommunalpolitikerin
- 24. Dezember: Hans Söllner, bayerischer Sänger und Liedermacher
- 25. Dezember: Ingrid Schmidt, Präsidentin des Bundesarbeitsgerichts
- 26. Dezember: Bettina Hagedorn, deutsche Politikerin
- 26. Dezember: Ulrich Meyer, deutscher Fernsehmoderator und Produzent
- 27. Dezember: Reiner Alhaus, deutscher Fußballspieler und -trainer
- 27. Dezember: Marie Zimmermann, deutsche Dramaturgin und Intendantin († 2007)
- 28. Dezember: Aleksandras Algirdas Abišala, litauischer Unternehmer, Politiker und Unternehmensberater
- 28. Dezember: Klaus Barthel, deutscher Politiker
- 29. Dezember: Neil Giraldo, US-amerikanischer Gitarrist und Songschreiber
- 30. Dezember: Gabriel Aghion, französischer Regisseur und Drehbuchautor
- 30. Dezember: Michael Gentsch, deutscher Ruderer
- 30. Dezember: Kim Hae-sook, südkoreanische Schauspielerin
- 30. Dezember: Jone Takamäki, finnischer Jazzsaxophonist und Schauspieler († 2025)
- 31. Dezember: Gerhard Acktun, deutscher Schauspieler
- 31. Dezember: Gregor Braun, deutscher Radrennfahrer
- 31. Dezember: Mike Bruce, deutsch-kanadischer Eishockeyspieler
- 31. Dezember: Stephan Krawczyk, deutscher Liedermacher und Schriftsteller
- 31. Dezember: Frank Lenart, deutscher Schauspieler, Synchronsprecher und Dialogbuchautor
- 000Dezember: Mustafa Ahmad Muhammad Uthman Abu l-Yazid, ägyptischer Terrorist († 2010)

### Tag unbekannt
- Dorit Abusch, israelische Autorin, Professorin und Sprachwissenschaftlerin
- William M. Adams, britischer Geograph
- Stephen J. Adler, US-amerikanischer Journalist
- Mohammad-Mehdi Akhoundzadeh Basti, iranischer Diplomat
- Manfred Allié, deutscher Autor und Übersetzer
- Hildegund Amanshauser, österreichische Kuratorin und Kunstwissenschaftlerin
- Donald Wilfrid Kao Andrews, US-amerikanisch-kanadischer Wirtschaftswissenschaftler
- Joe Andoe, US-amerikanischer Künstler
- Laura Angiulli, italienische Theater- und Filmregisseurin
- Hiroshi Aoshima, japanischer Komponist und Dirigent
- Michael Dan Archer, britischer Bildhauer
- Bonnie Arnold, US-amerikanische Filmproduzentin
- Vatche Arslanian, kanadischer Rot-Kreuz-Mitarbeiter († 2003)
- Thomas Assheuer, deutscher Journalist
- Nancy Atherton, US-amerikanische Schriftstellerin
- Stéphane Audoin-Rouzeau, französischer Historiker
- Agnès Binagwaho, ruandische Gesundheitswissenschaftlerin
- Douglas Bostock, englischer Dirigent und Musikpädagoge
- Jane Bunnett, kanadische Jazzmusikerin
- Robert Carter, britischer Schriftsteller († 2015)
- Deborah Coulls, australische Schauspielerin
- Christian-Friedrich Dallmann, deutscher Pianist und Hornist
- Oscar Pablo Di Liscia, argentinischer Komponist und Musikwissenschaftler
- Ingrit Dohse, deutsche Schauspielerin, Sprecherin und Sängerin
- Carlos María Domínguez, argentinischer Schriftsteller
- Elisenda Fábregas, spanische Pianistin und Komponistin
- Lothar Fischbach, deutscher Radsportler
- Martin Fogt, deutscher Hörfunkautor und -sprecher, Sänger und Musikwissenschaftler
- Mick Franke, deutscher Musiker († 2001)
- Eufemiano Fuentes, spanischer Sportmediziner
- Doron Gazit, israelischer Künstler und Umweltaktivist
- Terry Glavin, kanadischer Schriftsteller und Journalist
- Stefan Gossler, deutscher Schauspieler
- Edelgard Hansen, deutsche Schauspielerin und Regisseurin
- Hans-Heinrich Hardt, deutscher Schauspieler
- Paul Harris, englischer Musikpädagoge, Komponist und Klarinettist
- Alfred Hettmer, deutscher Kriminalist
- Michael Heupel, deutscher Jazz-Flötist
- David Höner, Schweizer Koch, Journalist, Hörspiel- und Theaterautor
- Bob Howard, US-amerikanischer Freestyle-Skier
- Norbert Jacobs, deutscher Jurist und Politikwissenschaftler
- Michael Keusch, deutscher Regisseur und Autor
- Adolf Klenk, deutscher Chemiker
- Dan Krunnfusz, US-amerikanischer Komponist und Chorleiter
- Hans-Werner Lienau, deutscher Geologe
- Heinz Meller, deutscher Fastnachter
- Hadschi Mohammed Mohaqiq, afghanischer Politiker
- Sergio Moldavsky, argentinischer klassischer Gitarrist und Musikpädagoge
- Bruce Molsky, US-amerikanischer Fiddle- und Banjospieler
- Jeffrey Mumford, US-amerikanischer Komponist und Musikpädagoge
- Hedwig Munck, deutsche Kinderbuchautorin
- Helmut Nause, deutscher Jurist und Gerichtspräsident
- Inge Niedek, deutsche Meteorologin
- Nick Nikitakis, griechischer Musiker († 2025)
- Radosław Nowakowski, polnischer Autor, Übersetzer, Verleger und Schlagzeuger
- Daniel Oren, israelischer Dirigent
- Lou Paget, US-amerikanische Sexberaterin und Buchautorin
- Kiko Pedrozo, paraguayischer Harfenist
- Mari Carmen Ramírez, amerikanische Kunsthistorikerin
- Behzad Ranjbaran, US-amerikanischer Komponist und Musikpädagoge
- Miloslav Richter, Klarinettist, Komponist, Musikwissenschaftler und -pädagoge
- Annemarie Roelofs, niederländische Posaunistin und Bratschistin
- Joyce Rouse, US-amerikanischer Singer-Songwriter
- Nader Saiedi, iranisch-amerikanischer Soziologe und Bahai-Theologe
- Regina Schmeken, deutsche Fotokünstlerin
- Burkhard Schmid, deutscher Hörspielregisseur
- Gen Seto, japanischer Schauspieler
- Paul Shigihara, japanischer Gitarrist
- Ralph Sina, deutscher Hörfunkjournalist
- Anna-Leena Sirén, finnische Neurochirurgin
- Colin Walsh, englischer Organist und Kirchenmusiker
- Georg Weber (Schauspieler, 1955), deutscher Schauspieler und Drehbuchautor
- Simone Wendler, Chemikerin, Journalistin, Chefreporterin
- Peter Wiley, US-amerikanischer Cellist, Kammermusiker und Musikpädagoge
- Annette Wilmes, freie Journalistin und Moderatorin
- Zbigniew Żuk, polnischer Hornist

## Gestorben

### Januar
- 01. Januar: Victoria Cartier, kanadische Organistin und Musikpädagogin (* 1867)
- 01. Januar: Ōta Mizuho, japanischer Schriftsteller (* 1876)
- 02. Januar: José Antonio Remón Cantera, 27. Präsident von Panama (* 1908)
- 05. Januar: Gertrud Eysoldt, deutsche Schauspielerin und Regisseurin (* 1870)
- 05. Januar: Jewgeni Wiktorowitsch Tarle auch: Eugen Tarlé, sowjetischer Historiker (* 1874)
- 05. Januar: Anton Wurzer, deutscher Mundartdichter (* 1893)
- 06. Januar: Grigori Abramowitsch Krein, russischer Komponist (* 1879)
- 07. Januar: Edward Kasner, US-amerikanischer Mathematiker (* 1878)
- 08. Januar: Erich Freiherr Wolff von Gudenberg, deutscher Musiker und Komponist (* 1883)
- 11. Januar: John Marshall Slaton, US-amerikanischer Politiker (* 1866)
- 13. Januar: Francis Lodowick York, US-amerikanischer Organist, Komponist und Musikpädagoge (* 1861)
- 14. Januar: Luis Zuegg, Südtiroler Seilbahnpionier (* 1876)
- 15. Januar: Johannes Baader, deutscher Architekt, Schriftsteller und Aktionskünstler (* 1875)
- 15. Januar: Yves Tanguy, französischer Maler des Surrealismus (* 1900)
- 16. Januar: Robert Hood Saunders, kanadischer Politiker und 48. Bürgermeister von Toronto (* 1903)
- 17. Januar: Anne Catherine Ingeborg Andresen-Bödewadt, deutsche Lehrerin und Regionalschriftstellerin (* 1878)
- 17. Januar: Anton Dietzenschmidt, deutscher Dramatiker (* 1893)
- 19. Januar: Gus Arnheim, US-amerikanischer Pianist, Komponist, Arrangeur und Bandleader (* 1897)
- 21. Januar: Archie Hahn, US-amerikanischer Leichtathlet (* 1880)
- 24. Januar: Ira Hayes, US-amerikanischer Soldat (* 1923)
- 25. Januar: Maria Marc, deutsche Malerin (* 1876)
- 26. Januar: Richard Berndl, deutscher Architekt, Kunstgewerbler und Hochschullehrer (* 1875)
- 27. Januar: Ernst Penzoldt, deutscher Dichter und Erzähler (* 1892)
- 29. Januar: Hans Hedtoft, dänischer Ministerpräsident (* 1903)
- 31. Januar: Henry Ernest Atkins, englischer Schachspieler (* 1872)
- 31. Januar: John Raleigh Mott, US-amerikanischer methodistischer Theologe (* 1865)
- 31. Januar: Ray Herbert Talbot, US-amerikanischer Politiker (* 1896)

### Februar
- 03. Februar: Fred H. Brown, US-amerikanischer Politiker (* 1879)
- 04. Februar: Robert Hohlbaum, österreichischer Bibliothekar, Romanautor und Dramatiker (* 1886)
- 04. Februar: Hans Blüher, deutscher Schriftsteller und Philosoph (* 1888)
- 06. Februar: Constantin Argetoianu, rumänischer Diplomat und Politiker (* 1871)
- 06. Februar: Paul Aron, deutsch Pianist, Komponist, Regisseur, Dirigent, Veranstalter, Pädagoge und Übersetzer (* 1886)
- 06. Februar: Ottomar Schreiber, deutsch-litauischer Politiker (* 1889)
- 07. Februar: Josef Saier, deutscher Pfarrer, Regisseur und Autor (* 1874)
- 08. Februar: Rush D. Holt Sr., US-amerikanischer Politiker (* 1905)
- 12. Februar: Julius Bab, deutscher Schriftsteller (* 1880)
- 15. Februar: Josef Loos, tschechoslowakischer Eishockeyspieler (* 1888)
- 17. Februar: Sakaguchi Ango, japanischer Erzähler und Essayist (* 1906)
- 18. Februar: André de Victor, französischer Automobilrennfahrer (* 1898)
- 20. Februar: Eugen Schmalenbach, deutscher Betriebswirt (* 1873)
- 22. Februar: Otto Büttner, deutscher Mediziner und Hochschullehrer (* 1868)
- 23. Februar: Charles Laban Abernethy, US-amerikanischer Politiker (* 1872)
- 24. Februar: Clemente Biondetti, italienischer Automobilrennfahrer (* 1898)
- 24. Februar: Ernst Flückiger, Schweizer Sozialpolitiker und Gewerkschafter (* 1889)
- 25. Februar: August Mittelsten Scheid, deutscher Unternehmer (* 1871)
- 26. Februar: Amajak Kobulow, sowjetischer Militär und Politiker (* 1906)
- 28. Februar: August Adriaan Pulle, niederländischer Botaniker (* 1878)
- 28. Februar: Josiah Ritchie, englischer Tennisspieler (* 1870)

### März
- 01. März: Lothar Budzinski-Kreth, deutscher Fußballspieler (* 1886)
- 01. März: Carl Adolf Martienssen, deutscher Pianist und Musikpädagoge (* 1881)
- 02. März: Hans Käslin, Schweizer Germanist, Lehrer und Übersetzer (* 1867)
- 02. März: José Luis Sánchez Besa, chilenischer Luftfahrtpionier (* 1879)
- 04. März: Józef Jarzębski, polnischer Geiger und Musikpädagoge (* 1878)
- 08. März: Clementine von Belgien, Prinzessin von Belgien (* 1872)
- 09. März: Matthew Henson, US-amerikanischer Polarforscher (* 1886)
- 09. März: Monique Saint-Hélier, Schweizer Schriftstellerin (* 1895)

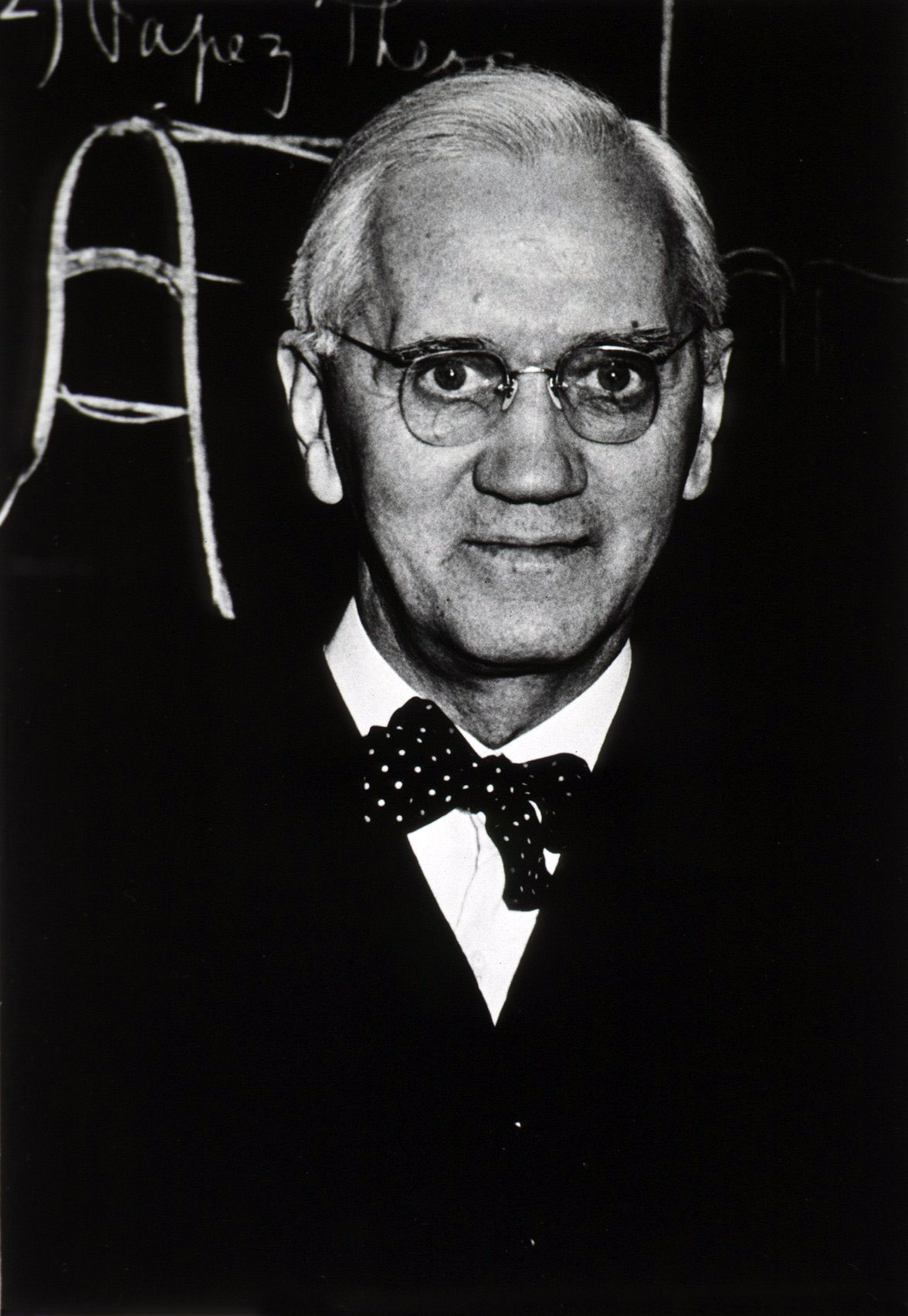
Alexander Fleming

- 11. März: Alexander Fleming, britischer Bakteriologe und Nobelpreisträger (* 1881)
- 11. März: Olaf Hytten, schottischer Schauspieler (* 1888)
- 11. März: Boško Milenković, jugoslawischer Automobilrennfahrer (* 1909)
- 12. März: Charlie Parker, US-amerikanischer Jazz-Saxophonist (Alt-Sax) (* 1920)
- 12. März: Theodor Plievier, deutscher Schriftsteller (* 1892)
- 12. März: Leo Wohleb, Staatspräsident des ehemaligen deutschen Bundeslandes Baden (* 1888)
- 13. März: Karl Müller, deutscher Botaniker und Önologe (* 1881)
- 14. März: Jenő Fuchs, ungarischer Fechter (* 1882)
- 14. März: Schamram Kelleciyan, armenische Chansonsängerin (* 1870)
- 20. März: Larry Crockett, US-amerikanischer Automobilrennfahrer (* 1926)
- 20. März: Mihály Károlyi, ungarischer Politiker (* 1875)
- 21. März: Gustav Wilhelm Auler, deutscher Wirtschaftswissenschaftler (* 1883)
- 22. März: Ernst II., letzter Herzog von Sachsen-Altenburg (* 1871)
- 22. März: Franz Schütz, deutscher Fußballspieler (* 1900)
- 23. März: Gustav Ammann, Schweizer Gärtner und Landschaftsarchitekt (* 1885)
- 24. März: Otto Geßler, deutscher Reichswehrminister (* 1875)
- 24. März: Paul McNutt, US-amerikanischer Politiker (* 1891)
- 24. März: Thành Thái, zehnter Kaiser der vietnamesischen Nguyễn-Dynastie (* 1879)
- 25. März: Heinrich Hauser, deutscher Schriftsteller und Fotograf (* 1901)
- 25. März: Huang Binhong, chinesischer Maler (* 1864)
- 27. März: Ferdinand Schneider, deutscher Ingenieur, Unternehmer und Erfinder (* 1866)
- 30. März: Harl McDonald, US-amerikanischer Komponist (* 1899)

### April

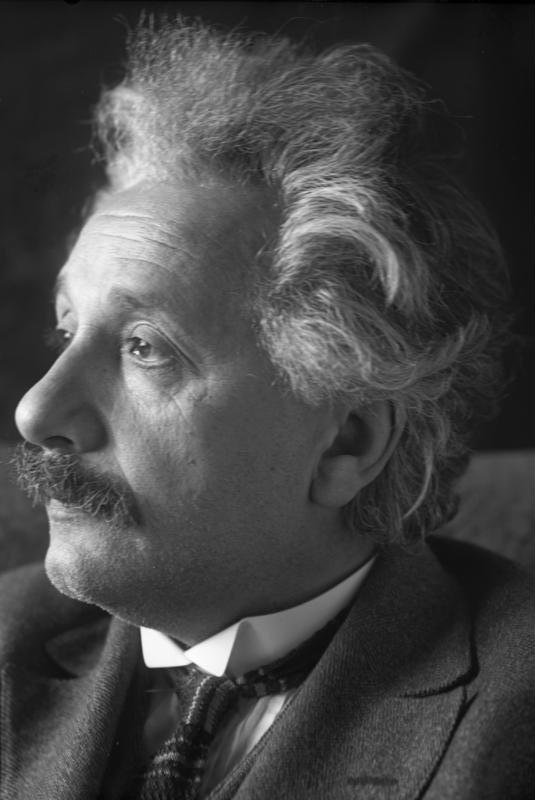
Albert Einstein, 1930

- 03. April: Karl Hofer, deutscher Maler des Expressionismus (* 1878)
- 07. April: Theda Bara, US-amerikanische Schauspielerin (* 1885)
- 07. April: Henri Senfftleben, französischer Automobilrennfahrer (* 1910)
- 08. April: Enrica von Handel-Mazzetti, österreichische Schriftstellerin (* 1871)
- 09. April: Alexei Iwanowitsch Abrikossow, sowjetischer Pathologe (* 1875)
- 10. April: Oskar Lindberg, schwedischer Komponist (* 1887)
- 10. April: Pierre Teilhard de Chardin, französischer Jesuit, Theologe, Philosoph (* 1881)
- 11. April: Mario Alborghetti, italienischer Automobilrennfahrer (* 1928)
- 11. April: Arthur E. Nelson, US-amerikanischer Politiker (* 1892)
- 11. April: Leo Schrattenholz, deutscher Komponist, Cellist und Musikpädagoge (* 1872)
- 12. April: W. H. Anderson, kanadischer Sänger, Chorleiter und Gesangspädagoge (* 1882)
- 13. April: Sybille Schmitz, deutsche Schauspielerin (* 1909)
- 18. April: Edeltraud Eckert, deutsche Schriftstellerin (* 1930)
- 18. April: Albert Einstein, deutscher Physiker mit Schweizer und US-amerikanischer Staatsbürgerschaft (* 1879)
- 18. April: Martin Gumpert, deutsch-amerikanischer Mediziner und Schriftsteller (* 1897)
- 21. April: Herbert J. Sadler, kanadischer Organist, Komponist und Musikpädagoge (* 1894)
- 24. April: Alfred Polgar, österreichischer Schriftsteller (* 1873)
- 24. April: Henry H. Schwartz, US-amerikanischer Politiker (* 1869)
- 25. April: Paul Basilius Barth, Schweizer Kunstmaler (* 1881)
- 25. April: Frank Merriam, US-amerikanischer Politiker (* 1865)
- 26. April: Heinrich Mohn, deutscher Verleger (* 1885)

### Mai
- 01. Mai: Hans von der Au, deutscher Theologe und Volkskundler (* 1892)
- 01. Mai: Mike Nazaruk, US-amerikanischer Automobilrennfahrer (* 1921)
- 03. Mai: Walter Behrmann, deutscher Geograph (* 1882)
- 03. Mai: Karl Bierwirth, deutscher Gewichtheber (* 1907)
- 03. Mai: Philippe de Marne, französischer Automobilrennfahrer (* 1873)
- 03. Mai: Garoto, brasilianischer Musiker, Komponist (* 1915)
- 03. Mai: Rudolf Schlichter, deutscher Künstler (* 1890)
- 04. Mai: George Enescu, rumänischer Komponist, Violinist und Dirigent (* 1881)
- 05. Mai: Anna Petrowna Ostroumowa-Lebedewa, russische bzw. sowjetische Malerin (* 1871)
- 05. Mai: Walter Georg Karl Schröder, deutscher Schriftsteller (* 1884)
- 11. Mai: Nikolai Mitrofanowitsch Krylow, russisch-sowjetischer Mathematiker (* 1879)
- 13. Mai: Wladimir Uralski, russischer bzw. sowjetischer Schauspieler (* 1887)
- 14. Mai: Jānis Vītoliņš, lettischer Komponist (* 1886)
- 15. Mai: Oskar Adler, österreichischer Musiker und Astrologe (* 1875)
- 16. Mai: James Rufus Agee, US-amerikanischer Dichter, Journalist, Sozialaktivist, Drehbuchautor und Filmkritiker (* 1909)
- 16. Mai: Manuel Ayulo, US-amerikanischer Automobilrennfahrer (* 1921)
- 18. Mai: Mary McLeod Bethune, afroamerikanische Frauen- und Menschenrechtlerin (* 1875)
- 19. Mai: Anton Peter Arida, libanesischer Erzbischof und Patriarch (* 1863)
- 19. Mai: Concha Espina, spanische Schriftstellerin (* 1869)
- 20. Mai: Leopold Arzt, österreichischer Mediziner (* 1883)
- 20. Mai: Louvigny de Montigny, kanadischer Journalist, Schriftsteller und Kritiker (* 1876)
- 23. Mai: Gustav Adolf Baumm, deutscher Grafiker, Motorradkonstrukteur und -rennfahrer (* 1920)
- 26. Mai: Alberto Ascari, italienischer Automobilrennfahrer (* 1918)
- 27. Mai: Alexei Rodin, sowjetisch-russischer Generaloberst (* 1902)
- 28. Mai: Arthur Luther, deutscher Literaturwissenschaftler, Bibliothekar, Übersetzer und Dolmetscher (* 1876)
- 29. Mai: Christian Börger, deutscher Orgelbauer (* 1883)
- 29. Mai: Rudolf Klein-Rogge, deutscher Schauspieler der 1920er und 30er Jahre (* 1885)
- 29. Mai: René de Knyff, französischer Automobilrennfahrer und Motorsportfunktionär (* 1865)
- 30. Mai: Hermann Aumer, deutscher Politiker (* 1915)
- 30. Mai: Hugo Hickmann, deutscher Politiker (* 1877)
- 30. Mai: Bill Vukovich, US-amerikanischer Automobilrennfahrer (* 1918)
- 31. Mai: Raoul Gunsbourg, rumänischer Operndirektor, Schriftsteller und Komponist (* 1860)
- 31. Mai: Ernst Heimeran, deutscher Autor und Verleger (* 1902)

### Juni
- 03. Juni: Marcel Wittrisch, deutscher Tenor (* 1903)
- 04. Juni: Georg Scheller, deutscher Wirtschaftswissenschaftler (* 1895)
- 08. Juni: Franz Osborn, deutscher Pianist (* 1905)
- 08. Juni: Toyoshima Yoshio, japanischer Schriftsteller (* 1890)
- 10. Juni: Margaret Ives Abbott, US-amerikanische Golfspielerin (* 1876)
- 11. Juni: Pierre Levegh, französischer Automobilrennfahrer (* 1905)
- 11. Juni: Marcel Samuel-Rousseau, französischer Komponist (* 1882)
- 16. Juni: Carl Wirths, deutscher Politiker (* 1897)
- 17. Juni: Robert Reininger, österreichischer Philosoph (* 1869)
- 18. Juni: Walter Rein, deutscher Komponist (* 1893)
- 19. Juni: Julius Sporket, deutscher evangelischer Pastor und Missionar (* 1886)
- 20. Juni: Junius Futrell, US-amerikanischer Politiker (* 1870)
- 20. Juni: Janina Korolewicz-Waydowa, polnische Opernsängerin und Musikpädagogin (* 1876)
- 20. Juni: Karl Krummacher, deutscher Maler des Impressionismus (* 1867)
- 26. Juni: Jakob Hofmann, niedersächsischer Bildhauer (* 1876)

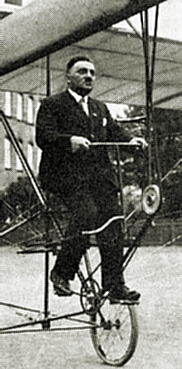
Engelbert Zaschka

- 26. Juni: Engelbert Zaschka, deutscher Oberingenieur, Konstrukteur, Erfinder und Hubschrauberpionier (* 1895)

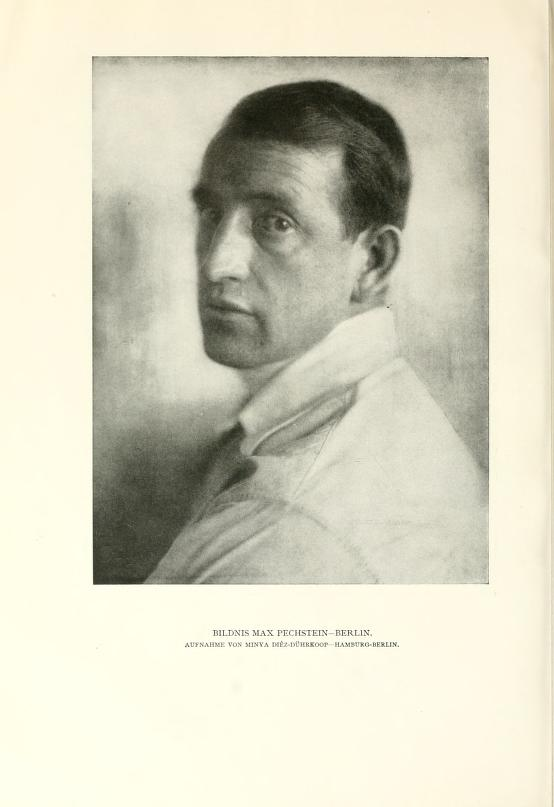
Max Pechstein, 1920

- 29. Juni: Max Pechstein, deutscher Maler und Graphiker (* 1881)

### Juli
- 01. Juli: Abdülhak Adnan Adıvar, türkischer Politiker, Schriftsteller, Historiker und Mediziner (* 1882)
- 02. Juli: Rudolf Appelt, tschechoslowakischer Politiker (* 1900)
- 02. Juli: Fritz Freisler, österreichischer Schauspieler und Filmregisseur (* 1881)
- 06. Juli: Ferdinand Barlog, deutscher Karikaturist und Comiczeichner (* 1895)
- 07. Juli: Egon Brunswik, US-amerikanischer Psychologe (* 1903)
- 09. Juli: Don Beauman, britischer Automobilrennfahrer (* 1928)
- 09. Juli: Adolfo de la Huerta, Sänger, Politiker und Präsident von Mexiko (* 1881)
- 10. Juli: Jerry Hoyt, US-amerikanischer Automobilrennfahrer (* 1929)
- 11. Juli: Maria Ansorge, deutsche Politikerin (* 1880)
- 13. Juli: Ruth Ellis, britische Mörderin (* 1926)
- 14. Juli: Christian Schilling, deutscher Fußballspieler (* 1879)
- 16. Juli: Henry de Beauvoir de Lisle, britischer General im Ersten Weltkrieg (* 1864)
- 17. Juli: Ludwig Wolker, Mitglied der katholischen Jugendbewegung (* 1887)
- 20. Juli: Calouste Gulbenkian, britischer international tätiger Ölhändler (* 1869)
- 20. Juli: Joaquín Pardavé, mexikanischer Schauspieler, Regisseur, Drehbuchautor und Komponist (* 1900)
- 21. Juli: Georg Oskar Schubert, deutscher Fernsehtechniker (* 1900)
- 21. Juli: Anton Staus, deutscher Maschinenbauer und Astronom (* 1872)
- 22. Juli: Hans Tichi, deutscher Vertriebenenpolitiker (* 1881)
- 23. Juli: Cordell Hull, Außenminister der USA und Nobelpreisträger (* 1871)
- 23. Juli: Ahmad Qavām, iranischer Politiker (* 1875)
- 25. Juli: Isaak Ossipowitsch Dunajewski, ukrainischer Musiker und Komponist (* 1900)
- 26. Juli: Wilhelm Hammann, deutscher Widerstandskämpfer (* 1897)
- 26. Juli: Karl-Albrecht Tiemann, deutscher Philologe und Opfer der DDR-Justiz (* 1902)
- 30. Juli: Fritz Schuler, deutscher Politiker (* 1885)
- 31. Juli: Robert Francis, US-amerikanischer Schauspieler (* 1930)

### August
- 02. August: Rupprecht von Bayern, bayerischer Kronprinz und Generalfeldmarschall (* 1869)
- 02. August: Wallace Stevens, US-amerikanischer Lyriker und Essayist (* 1879)
- 05. August: Suzan Ball, US-amerikanische Schauspielerin (* 1934)
- 05. August: Carmen Miranda, portugiesische Sängerin und Schauspielerin (* 1909)
- 06. August: Dominikus Böhm, deutscher Architekt (* 1880)
- 09. August: Marion Bauer, US-amerikanische Komponistin (* 1882)
- 09. August: Fritz Steuri, Schweizer Skirennfahrer und Bergführer (* 1903)
- 10. August: Hans Andersag, deutscher Chemiker (* 1902)
- 11. August: Robert Williams Wood, US-amerikanischer Experimentalphysiker (* 1868)
- 12. August: Miloslav Fleischmann, tschechischer Eishockeyspieler (* 1886)

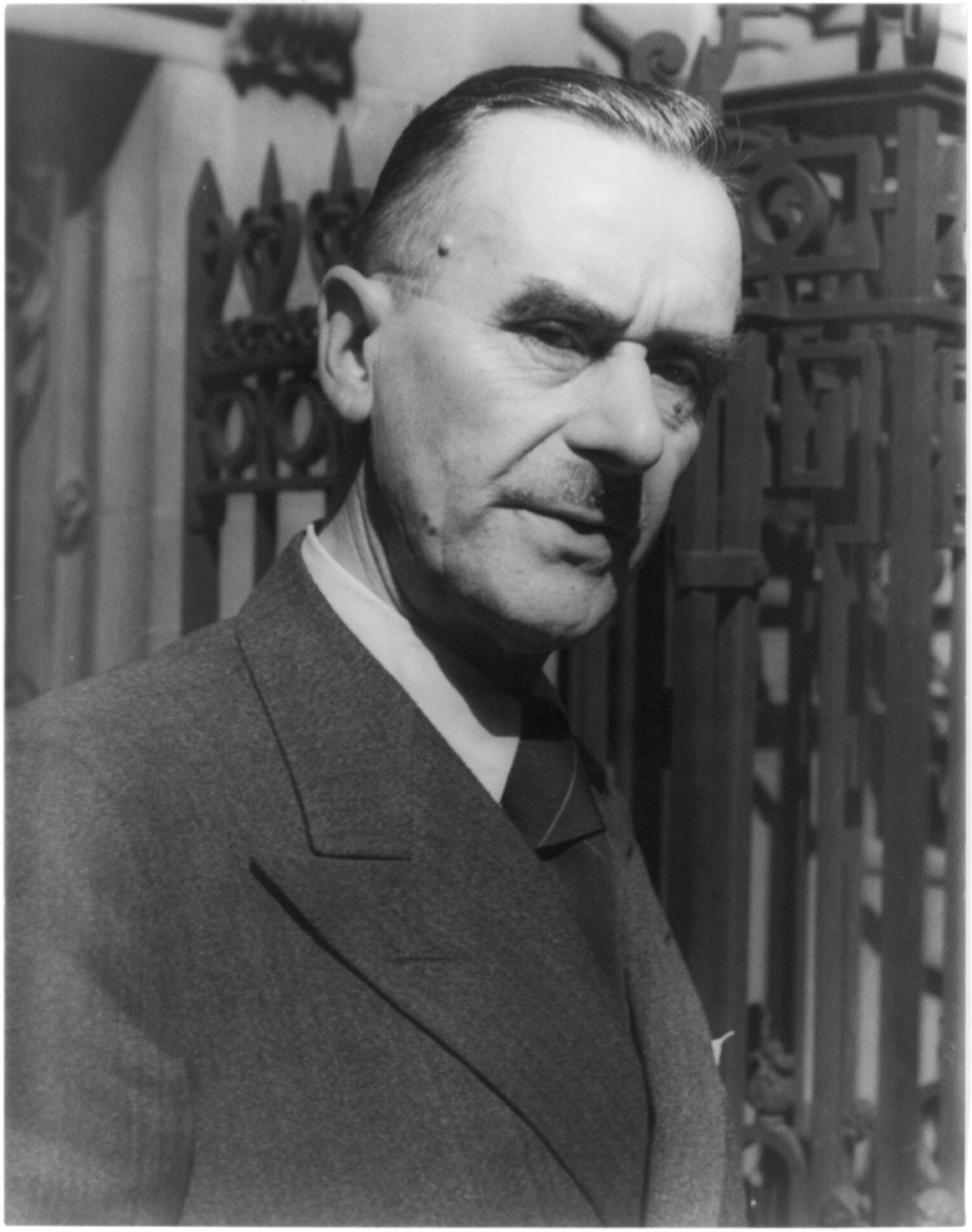
Thomas Mann, 1937

- 12. August: Thomas Mann, deutscher Schriftsteller und Literatur-Nobelpreisträger (* 1875)
- 13. August: Florence Easton, englische Sopranistin (* 1882)
- 13. August: Wilhelm Kreis, deutscher Architekt (* 1873)
- 13. August: Lois Welzenbacher, österreichischer Architekt (* 1889)
- 14. August: Herbert Putnam, US-amerikanischer Bibliothekar (* 1861)
- 17. August: Fernand Léger, französischer Maler, Grafiker, Keramiker (* 1881)
- 22. August: Julius Außenberg, österreichischer Filmproduzent, Filmkaufmann und Filmmanager (* 1887)
- 22. August: Georg Thumshirn, deutscher Motorradrennfahrer (* 1893)
- 23. August: Rudolf Minger, Schweizer Politiker (* 1881)
- 24. August: William D. Mitchell, US-amerikanischer Politiker (* 1874)
- 24. August: Hermann Röchling, deutscher Montanunternehmer (* 1872)
- 25. August: Albert Ouriou, französischer Automobilrennfahrer (* 1887)
- 25. August: Heinrich Spoerl, deutscher Schriftsteller (Die Feuerzangenbowle) (* 1887)
- 26. August: Karl Kindsmüller, deutscher Kirchenmusiker, Priester und Gymnasiallehrer (* 1876)
- 28. August: Emmett Till, afro-amerikanisches Opfer von Rassismus in den USA (* 1941)
- 31. August: Willi Baumeister, deutscher Maler (* 1889)
- 31. August: Eberhard Koebel, deutscher Autor, Gründer der Jungenschaft (* 1907)

### September
- 01. September: Friedrich von Prittwitz und Gaffron, deutscher Botschafter in den USA (* 1884)
- 02. September: Albert Clément, französischer Automobilrennfahrer (* 1880)
- 02. September: Rudolf Kattnigg, österreichischer Komponist, Pianist und Dirigent (* 1895)
- 06. September: Walter Riehl, österreichischer Rechtsanwalt und Politiker (* 1881)
- 08. September: Jan de Jong, Erzbischof von Utrecht und Kardinal (* 1885)
- 09. September: Euthymia, deutsche Clemensschwester (* 1914)
- 09. September: Carl Friedberg, deutscher Pianist und Musikpädagoge (* 1872)
- 12. September: Frank Stokes, US-amerikanischer Blues-Gitarrist (* 1888)
- 14. September: Franz Carl Weiskopf, deutschsprachiger Schriftsteller (* 1900)
- 15. September: Eduard Strauch, SS-, Sicherheitspolizei- und SD-Befehlshaber und Kriegsverbrecher (* 1906)
- 16. September: Leopold Charles Maurice Stennett Amery, britischer Politiker (* 1873)
- 16. September: Gustav von Bergmann, deutscher Internist und Medizinprofessor (* 1878)
- 19. September: Richard Benz, deutscher Industrieller und Automobilrennfahrer (* 1874)
- 20. September: Ermanno Amicucci, italienischer Journalist (* 1890)
- 23. September: Konstantin Hierl, nationalsozialistischer Politiker und Funktionär (* 1875)
- 23. September: Ludwig Adamovich sen., österreichischer Jurist und Justizminister (* 1890)
- 25. September: Rakhmabai, indische Sozialreformerin und Ärztin (* 1864)
- 29. September: Johann Jakob Ammann, österreichischer Politiker (* 1881)
- 29. September: Ernst Wyss, Schweizer Staatsbeamter (* 1893)
- 30. September: Otto Herrmann Anselmino, deutscher Pharmazeut und außerordentlicher Professor für pharmazeutische Chemie (* 1873)
- 30. September: James Dean, US-amerikanischer Filmschauspieler (* 1931)
- 30. September: Marie Soldat-Röger, Violinvirtuosin (* 1863)
- 30. September: Michael Tschechow, russisch-US-amerikanischer Schauspieler, Regisseur und Autor (* 1891)

### Oktober
- 04. Oktober: Alexandros Papagos, griechischer Politiker (* 1883)
- 05. Oktober: Helena Roerich, russische Schriftstellerin, die auf Englisch publizierte (* 1879)
- 07. Oktober: Rodolphe William Seeldrayers, belgischer Fußballfunktionär, FIFA-Präsident (* 1876)
- 09. Oktober: Theodor Innitzer, Erzbischof und Kardinal in Wien (* 1875)
- 10. Oktober: Frederick Matthias Alexander, australischer Schauspieler (* 1869)
- 10. Oktober: Riccardo Stracciari, Opernsänger und Gesangspädagoge (* 1875)
- 13. Oktober: Alexandrina Maria da Costa, portugiesische Mystikerin (* 1904)
- 15. Oktober: Serafín María Armora y González, mexikanischer Bischof (* 1876)
- 15. Oktober: Maximilian Bader, deutscher Orgelbauer (* 1879)
- 18. Oktober: José Ortega y Gasset, spanischer Philosoph, Soziologe und Essayist (* 1883)
- 19. Oktober: Eugène Delporte, belgischer Astronom (* 1882)
- 19. Oktober: Carlos Dávila Espinoza, chilenischer Politiker, Diplomat und Journalist (* 1887)
- 22. Oktober: Mario Danieli, italienischer Unternehmer und Automobilrennfahrer (* 1879)
- 24. Oktober: Alfred Radcliffe-Brown, britischer Anthropologe (* 1881)
- 24. Oktober: Joachim Wilhelm Robert Feulgen, deutscher Mediziner und Universitätsprofessor (* 1884)
- 24. Oktober: Herbert Zerna, deutsch-sorbischer Theologe, Pädagoge, Heimatforscher und Regisseur (* 1905)
- 25. Oktober: Sadako Sasaki, Opfer des Abwurfs der Atombombe (* 1943)
- 31. Oktober: Gyula Feldmann, ungarischer Fußballspieler und -trainer (* 1890)

### November
- 01. November: Dale Carnegie, US-amerikanischer Kommunikations- und Motivationstrainer (* 1888)
- 03. November: Wolfgang Goetz, deutscher Schriftsteller (* 1885)
- 05. November: Maurice Utrillo, französischer Maler (* 1883)
- 06. November: Jack McGrath, US-amerikanischer Automobilrennfahrer (* 1919)
- 06. November: Walter Sassnick, deutscher Politiker (* 1895)
- 06. November: Charley Toorop, niederländische Malerin und Lithografin (* 1891)
- 06. November: Cornelis Gerrit Nicolaas de Vooys, niederländischer Niederlandist (* 1873)
- 07. November: Karl Bodmer, deutscher Motorradrennfahrer (* 1911)
- 07. November: Arthur Frey, Schweizer Politiker (* 1897)
- 07. November: Hans Griem, deutscher Politiker (* 1902)
- 09. November: Henri Delaunay, französischer Fußballer und Generalsekretär der UEFA (* 1883)
- 10. November: Peter Dörfler, deutscher Priester und Heimatdichter (* 1878)
- 10. November: Walter Sethe, deutscher Verwaltungsbeamter  (* 1898)
- 11. November: Jerry Ross, US-amerikanischer Komponist und Liedtexter (* 1926)
- 12. November: Alfréd Hajós, ungarischer Schwimmer (* 1878)
- 12. November: Robert Tillmanns, deutscher Politiker (* 1896)
- 13. November: Heinar Schilling, deutscher Dichter und Schriftsteller (* 1894)
- 14. November: Robert Emmet Sherwood, US-amerikanischer Dramatiker und Drehbuchautor (* 1896)
- 14. November: Huntley N. Spaulding, US-amerikanischer Politiker (* 1869)
- 15. November: Lloyd Bacon, US-amerikanischer Schauspieler und Regisseur (* 1889)
- 16. November: Joseph Arneth, deutscher Mediziner (* 1873)
- 17. November: James P. Johnson, US-amerikanischer Pianist und Komponist (* 1894)
- 17. November: Gerhard Lütkens, deutscher Politiker (* 1893)
- 20. November: Tomasz Stefan Arciszewski, polnischer Politiker (* 1877)
- 20. November: Are Waerland, finnlandschwedischer Ernährungsreformer und Autor (* 1876)
- 22. November: Shemp Howard, Mitglied in der Komikergruppe The Three Stooges (* 1895)
- 22. November: Joseph Guy Ropartz, französischer Komponist und Dirigent (* 1864)
- 22. November: Julius Seyler, deutscher Maler und Sportler (* 1873)
- 25. November: Louis Lachenal, französischer Alpinist (* 1921)
- 25. November: Eugène Renaud, französischer Automobilrennfahrer (* 1877)
- 25. November: Arthur George Tansley, britischer Pflanzenökologe und Geobotaniker (* 1871)
- 30. November: Josip Štolcer-Slavenski, kroatischer Komponist (* 1896)

### Dezember
- 03. Dezember: Maurice Archambaud, französischer Radrennfahrer (* 1906)
- 03. Dezember: Richard Aßmann, deutscher Schauspieler (* 1877)
- 05. Dezember: Frederik Samuel Knipscheer, niederländischer Theologe und Historiker (* 1871)
- 07. Dezember: Mirzl Hofer, österreichische Sängerin und Jodlerin (* 1877)
- 08. Dezember: Otto Kühne, deutscher Kommandeur in der französischen Widerstandsbewegung Résistance (* 1893)
- 08. Dezember: Hermann Weyl, deutscher Mathematiker (* 1885)
- 10. Dezember: Albrecht Oepke, evangelischer Theologe (* 1881)
- 12. Dezember: Antun Dobronić, kroatischer Komponist (* 1878)
- 13. Dezember: António Caetano de Abreu Freire Egas Moniz, portugiesischer Neurologe und Nobelpreisträger (* 1874)
- 15. Dezember: Karl Erckert, Südtiroler Politiker (* 1894)
- 15. Dezember: Otto Braun, deutscher Politiker in der Weimarer Republik (* 1872)
- 15. Dezember: John Rochaix, Schweizer Agrarwissenschaftler und Politiker (* 1879)
- 15. Dezember: Alfred Walther, Professor für Betriebswirtschaft (* 1886)
- 16. Dezember: Heinrich Laakmann, deutsch-baltischer Historiker (* 1892)
- 19. Dezember: Herbert von Dirksen, deutscher Diplomat (* 1882)
- 24. Dezember: Hugo Chaim Adler, belgischer Komponist, Kantor und Chorleiter (* 1894)
- 24. Dezember: Carl Ramsauer, deutscher Physiker (* 1879)
- 26. Dezember: Hans Mierendorff, deutscher Schauspieler (* 1882)
- 27. Dezember: Kurt Agricola, deutscher Offizier (* 1889)
- 30. Dezember: Frieda Gallati, Schweizer Historikerin (* 1876)

### Tag unbekannt
- Ernst Adam, deutscher Priester und Geistlicher Rat (* 1884)
- Morteza Gholi Bayat, iranischer Premierminister (* 1882)
- Willi Cleer, deutscher Automobilrennfahrer (* 1889)
- Frank Fragale, US-amerikanischer Komponist italienischer Herkunft (* 1894)
- George Ganetakos, kanadischer Kinobetreiber (* um 1877)
- Mehdi Qoli Khan Hedayat, iranischer Premierminister (* 1864)
- Angiolina Vonmoos, Schweizer rätoromanische Autorin (* 1862)

## Nobelpreise
- Physik: Willis Eugene Lamb und Polykarp Kusch
- Chemie: Vincent du Vigneaud
- Medizin: Hugo Theorell
- Literatur: Halldór Kiljan Laxness

Ein Friedensnobelpreis wurde nicht verliehen.

## Musik
- Liste der Nummer-eins-Hits in Deutschland (1955)
- Liste der Nummer-eins-Hits in den britischen Charts (1955)